# Gailinger Berg-Bölderen
Das Gebiet Gailinger Berg-Bölderen ist ein mit Verordnung vom 8. Juli 2004 ausgewiesenes Naturschutzgebiet (NSG-Nummer 3.269) im baden-württembergischen Landkreis Konstanz in Deutschland.

## Lage
Die zwei Teilgebiete des rund 52 Hektar großen Naturschutzgebiets Gailinger Berg-Bölderen gehören naturräumlich zum Hegau. Sie liegen in den Gewannen „Alliger“, „Bölderen“, „Dellen“, „Eble“, „Gäher Rain“, „Grüthau“, „Hintere Genter“, „Hinteres Gereut“, „Im Berg“, „Kleiner Berg“, „Namen“, „Obern“ und „Züricher“ auf Gemarkung der Gemeinde Gailingen am Hochrhein, nördlich und nordwestlich der Gailinger Ortsmitte, auf einer durchschnittlichen Höhe von 503 m ü. NHN. Die östliche Teilfläche erstreckt sich über Hangbereiche oberhalb der Ortslage Gailingens und zwar im Osten vom Gewann „Im Berg“ bis hin im Westen zu den Gewannen „Dellen“ und „Kleiner Berg“ am jüdischen Friedhof. Die westliche Teilfläche reicht im Osten vom Gewann „Hintere Genter“ am jüdischen Friedhof bis zum Gewann „Hinteres Gereut“ im Westen nahe der Grenze zur Schweiz.

## Schutzzweck
Wesentlicher Schutzzweck ist die Erhaltung der „reich gegliederten, schützenswerten Hangabschnitte am Hochrhein, zu denen insbesondere Feuchtgebiete, Quellaustritte, Kalkmagerrasen, Magerwiesen, Säume, Streuobstwiesen, naturnahe Gebüsche und Laubwälder gehören, und die als Lebensraum zahlreicher teils seltener und vom Aussterben bedrohter Tier- und Pflanzenarten dienen“.

## Lebensräume
Im Naturschutzgebiet Gailinger Berg-Bölderen sind folgende Lebensraumtypen bezeichnet:
- 6210 – Trespen-Schwingel-Kalk-Trockenrasen
- 6410 – Pfeifengraswiesen auf kalkreichen, torfigen und tonig-schluffigen Böden
- 6510 – Magere Flachland-Mähwiesen
- 7220 – Kalktuffquellen
- 7230 – Kalkreiche Niedermoore
- 9130 – Waldmeister-Buchenwald
- 9150 – Orchideen-Buchenwald
- 9170 – Laubkraut-Eichen-Hainbuchenwald

## Flora und Fauna
Folgende, seltene und teils vom Aussterben bedrohte Arten (Auswahl) sind im Naturschutzgebiet Gailinger Berg-Bölderen beschrieben:

### Flora
Die Grünlandvegetation der feuchten Standorte im Schutzgebiet besteht meist aus Komplexen von Pfeifengraswiesen und Kohldistelwiesen und Sumpfbinsenwiesen. Der Schwerpunkt dieser im Naturraum seltenen Pflanzengesellschaften befindet sich im Gewann „Bölderen“.

#### Berberitzengewächse(Berberidaceae)

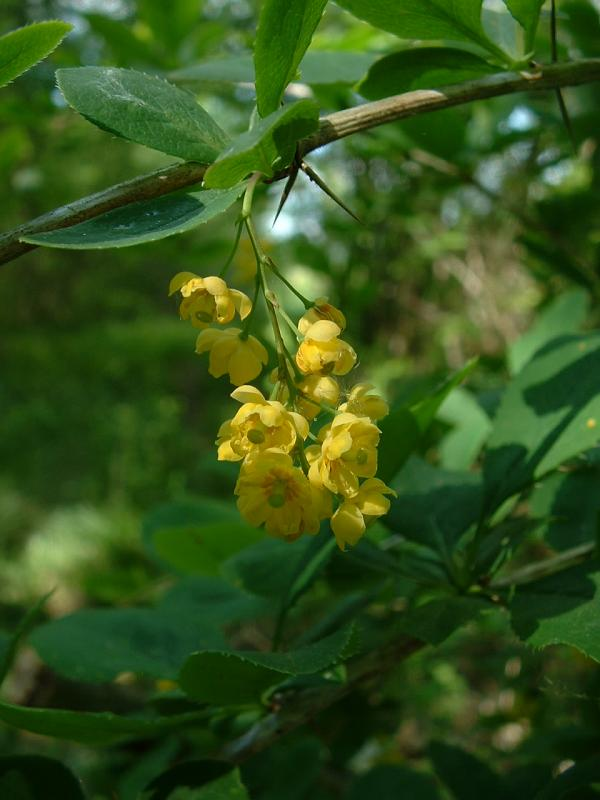
Gewöhnliche Berberitze

#### Doldenblütler(Apiaceae)

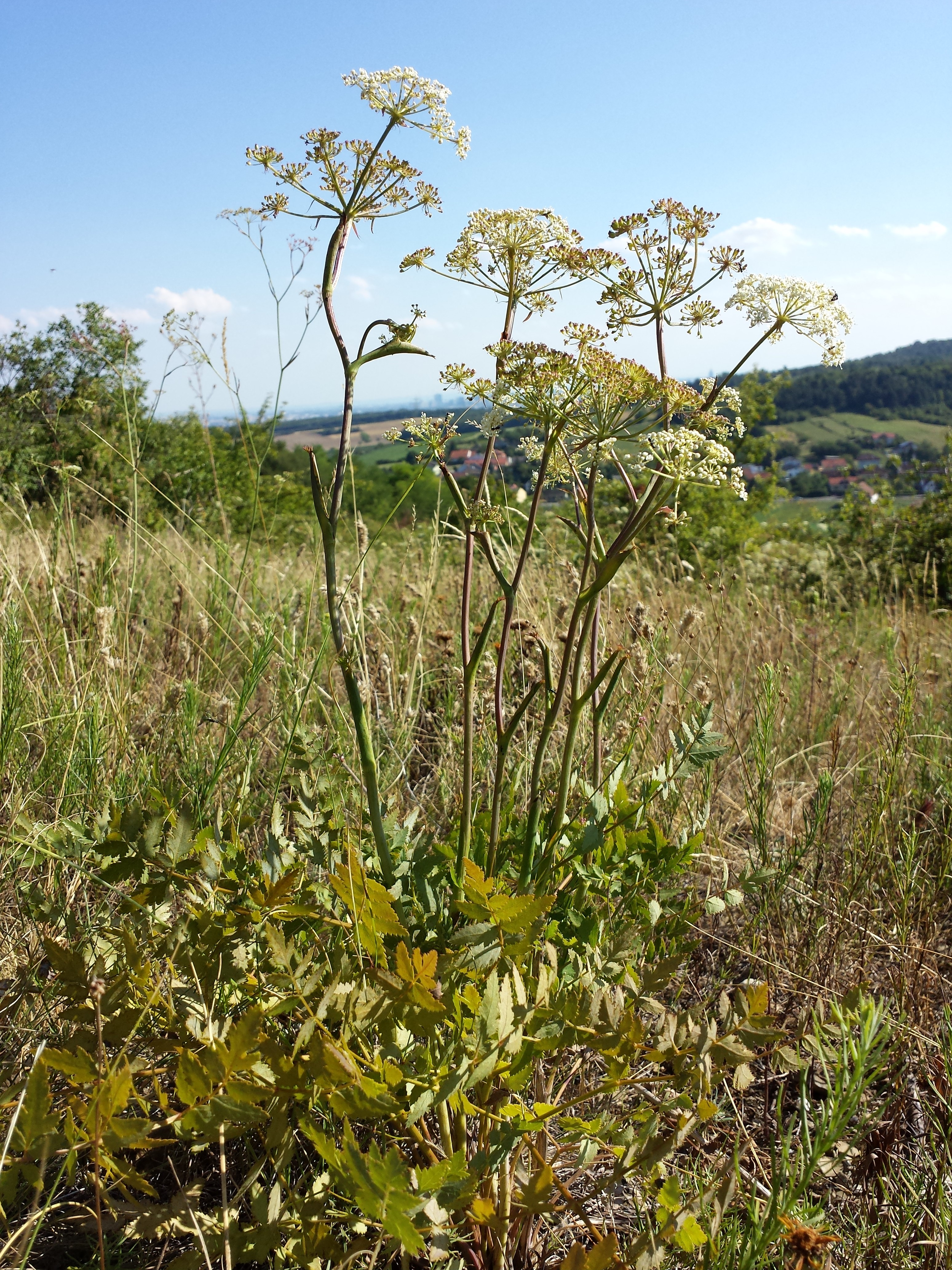
Hirschwurz-Haarstrang
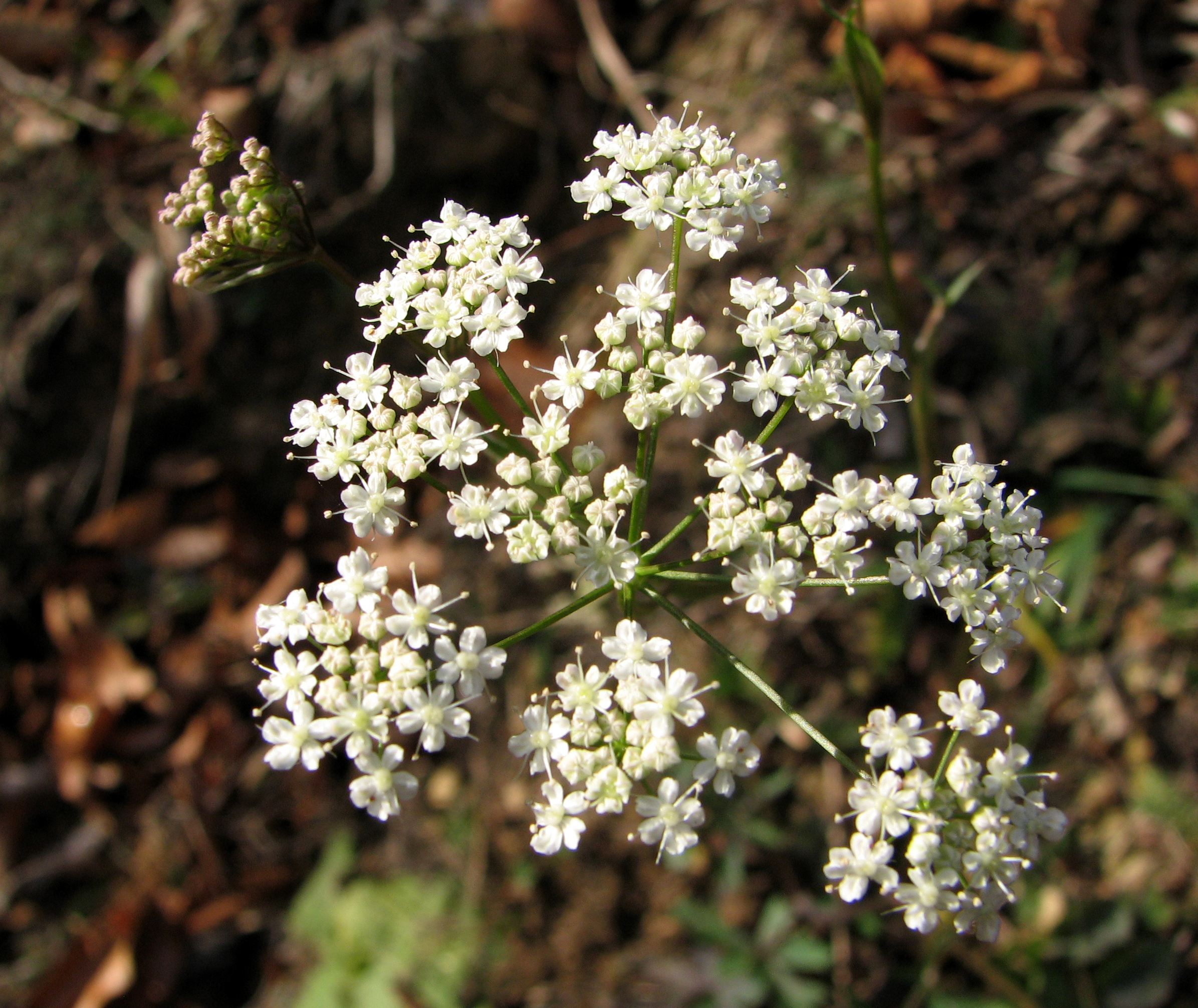
Kleine Bibernelle
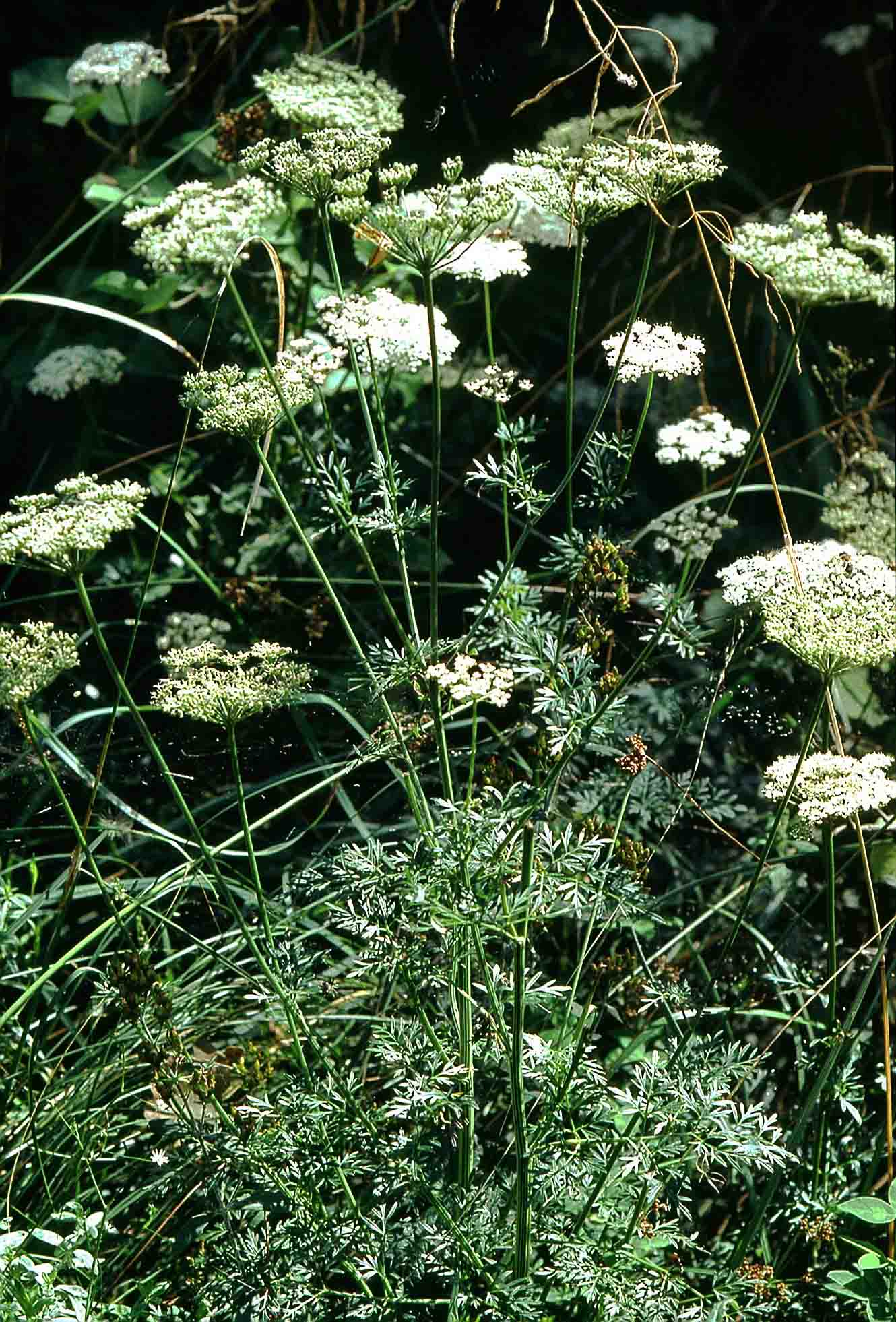
Kümmelblättrige Silge

#### Enziangewächse(Gentianaceae)

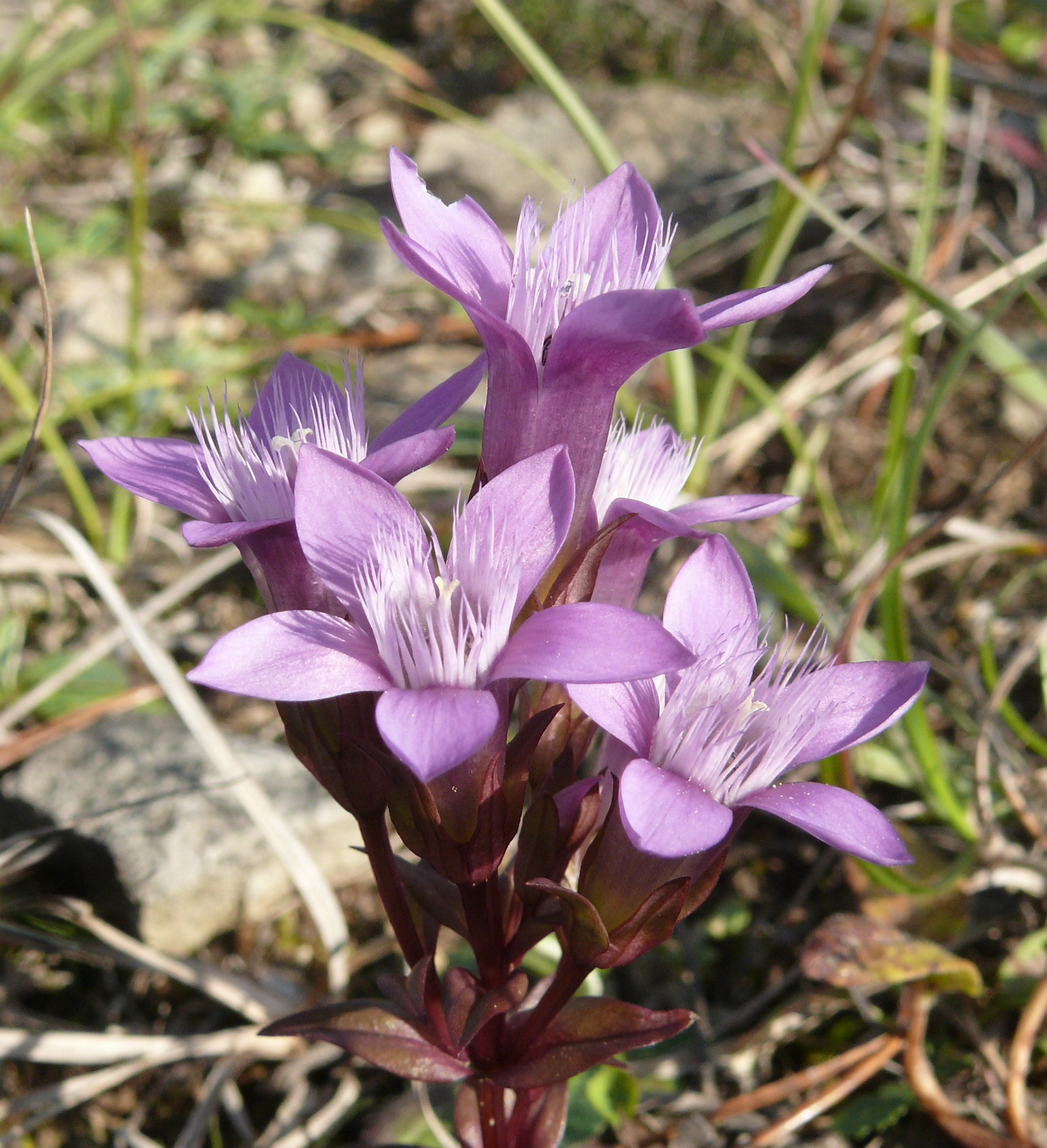
Deutscher Fransenenzian
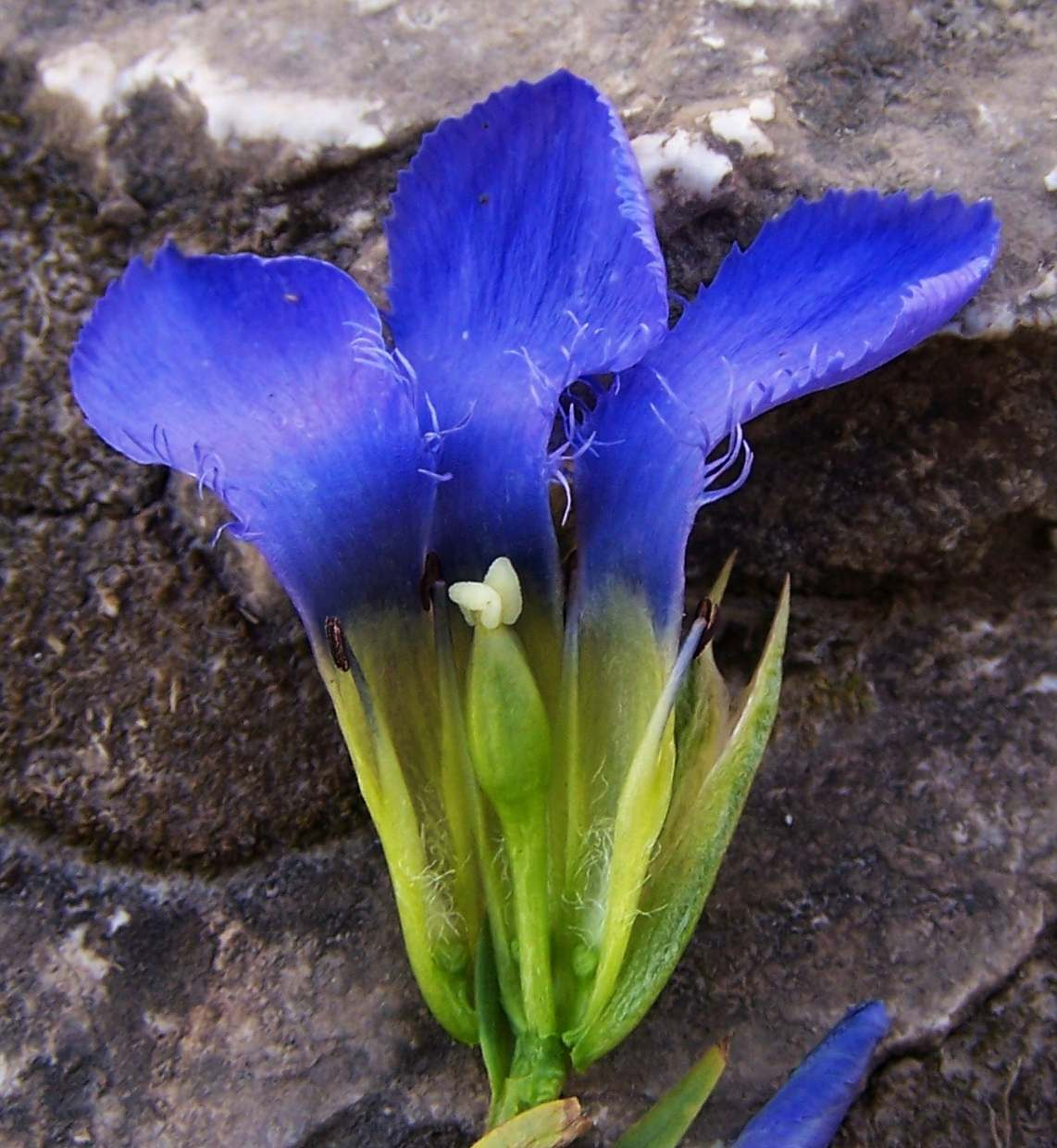
Gewöhnlicher Fransenenzian

#### Geißblattgewächse(Caprifoliaceae)

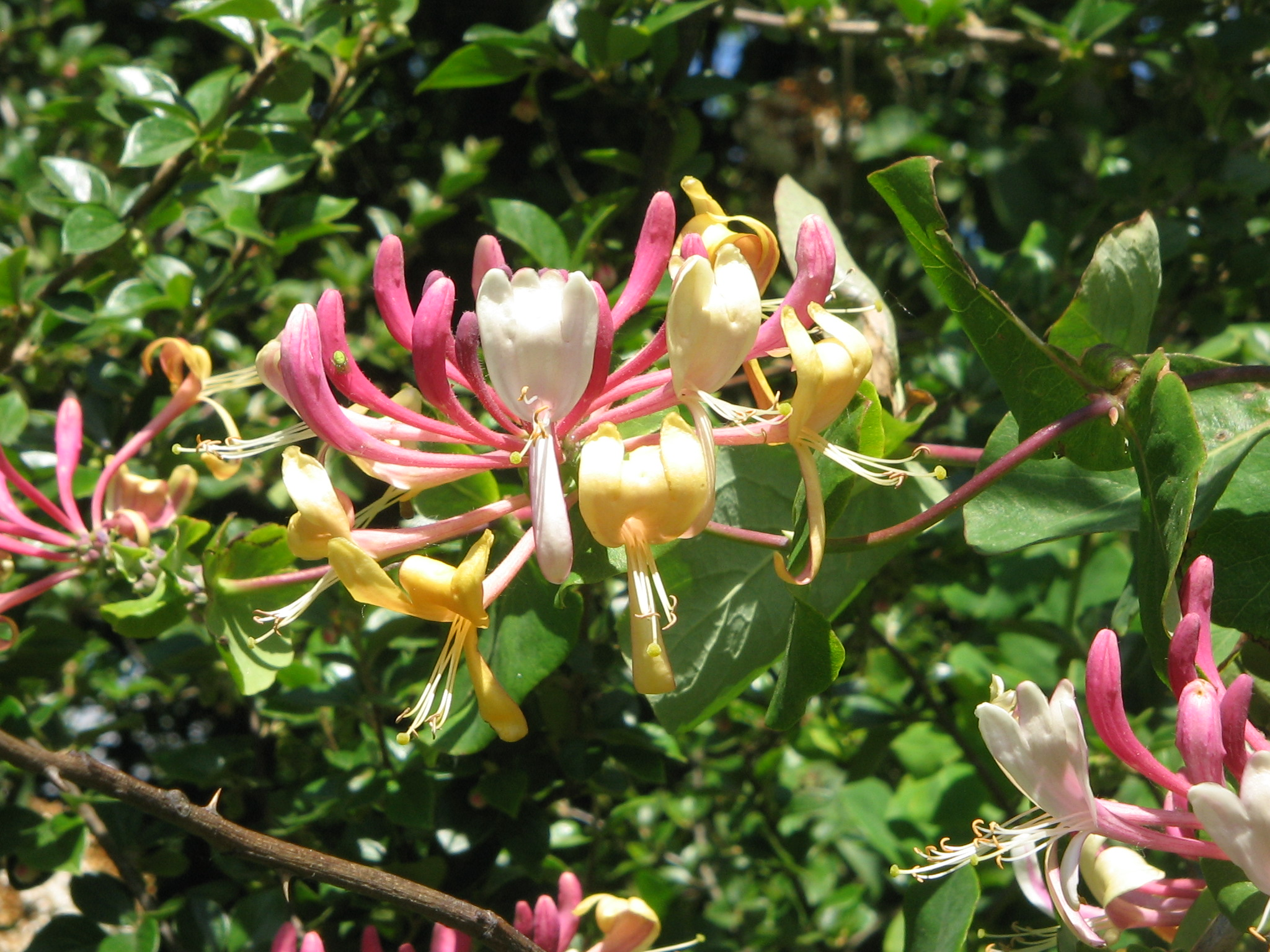
Gartengeißblatt
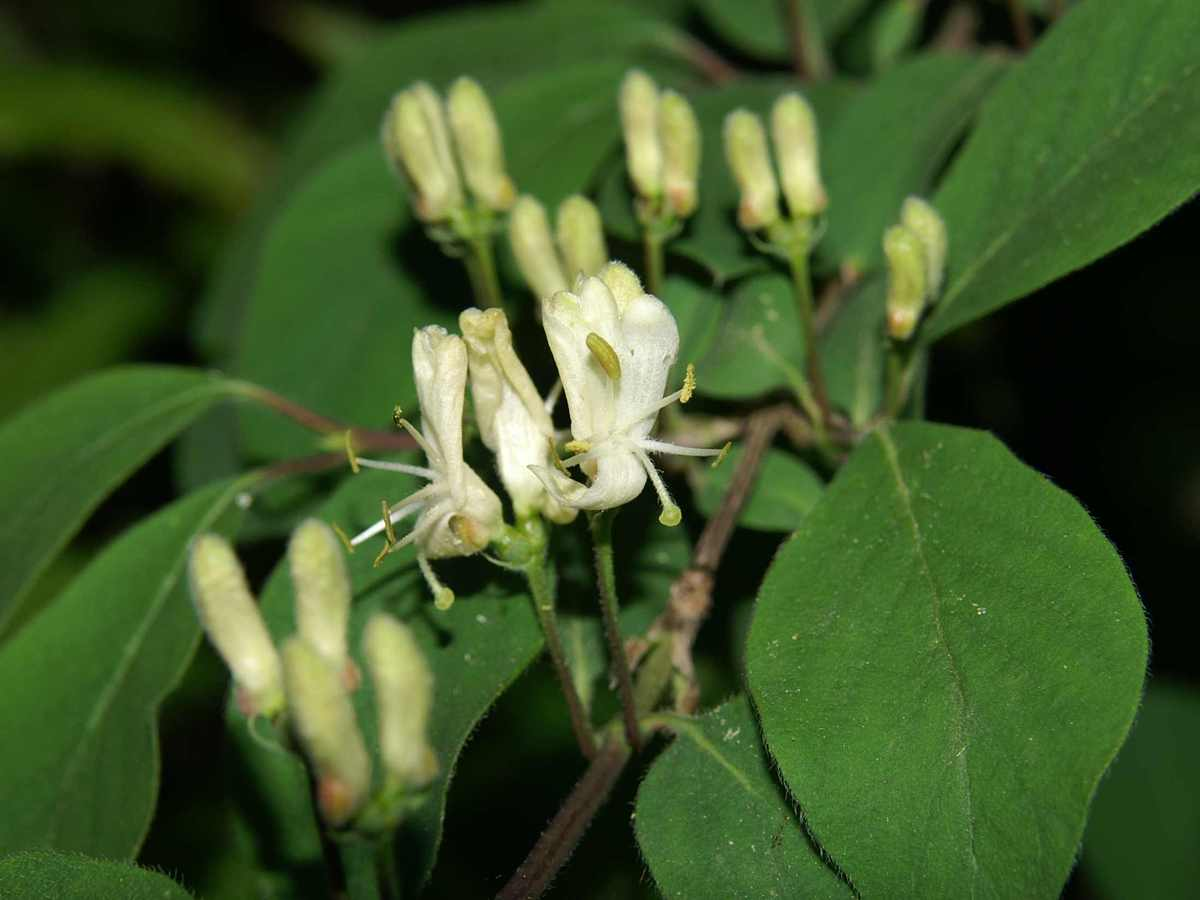
Rote Heckenkirsche

#### Hahnenfußgewächse(Ranunculaceae)

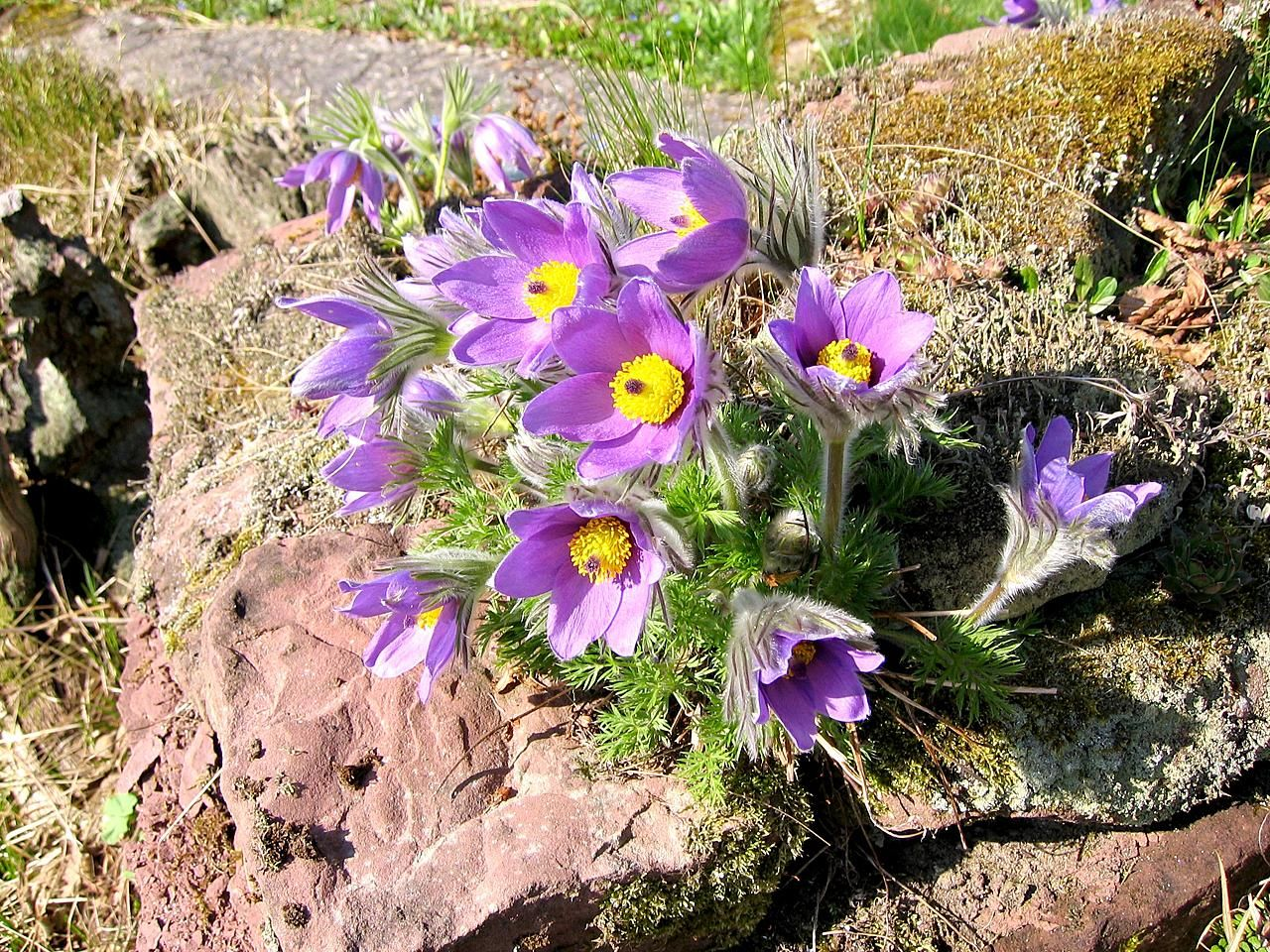
Gewöhnliche Kuhschelle
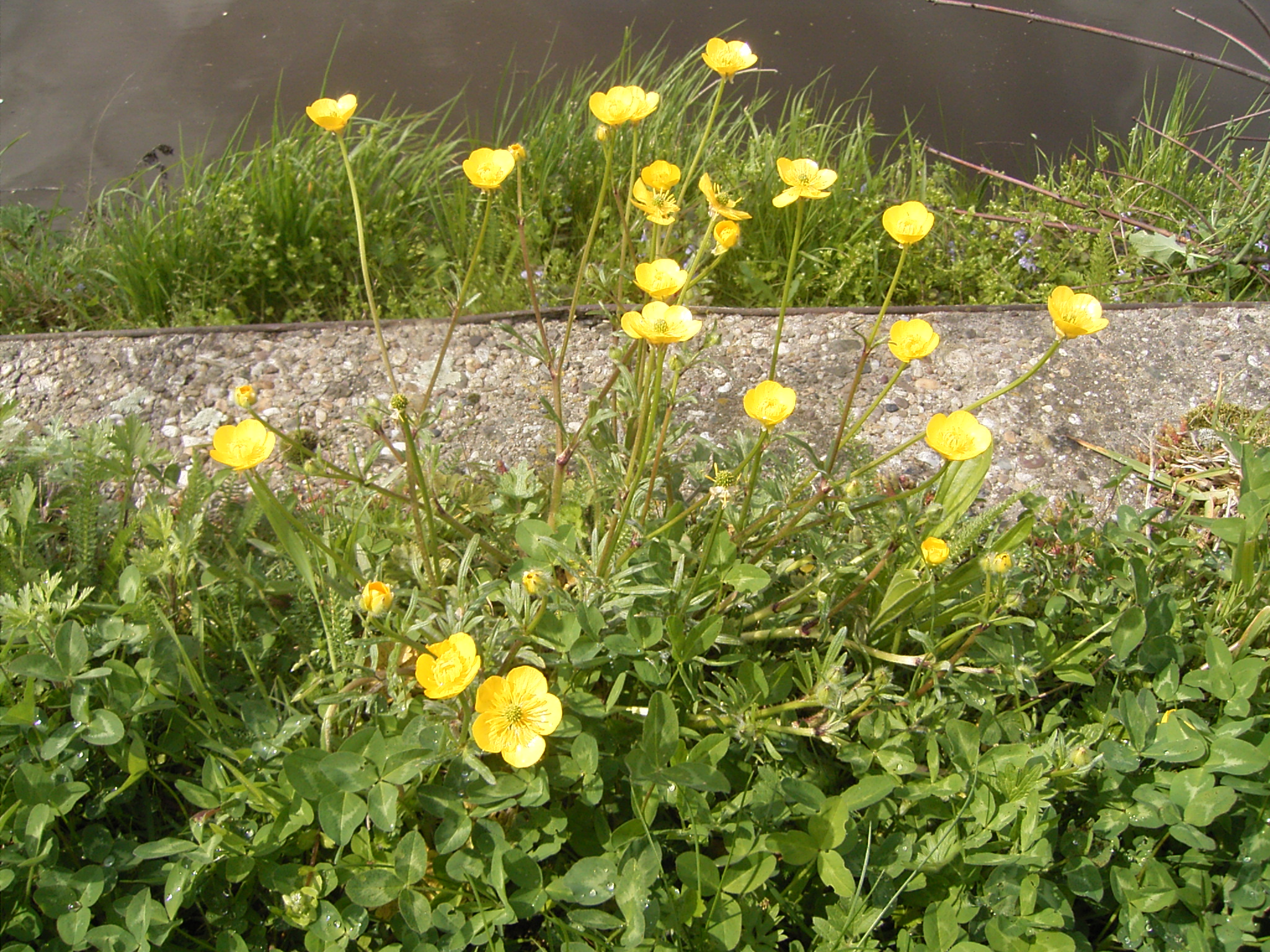
Knolliger Hahnenfuß

#### Hartriegelgewächse(Cornaceae)

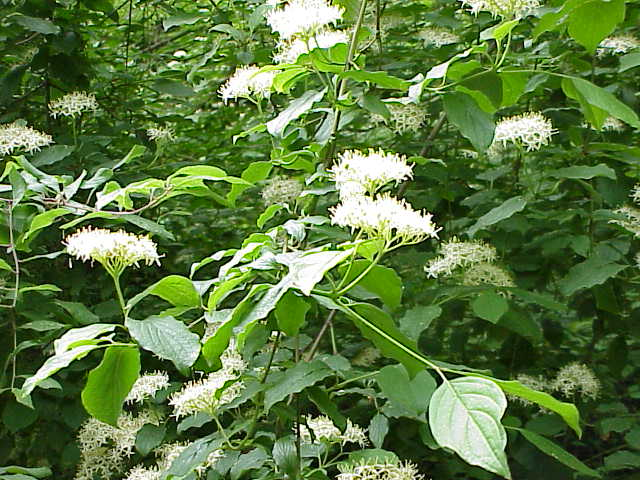
Roter Hartriegel

#### Hülsenfrüchtler(Fabaceae)

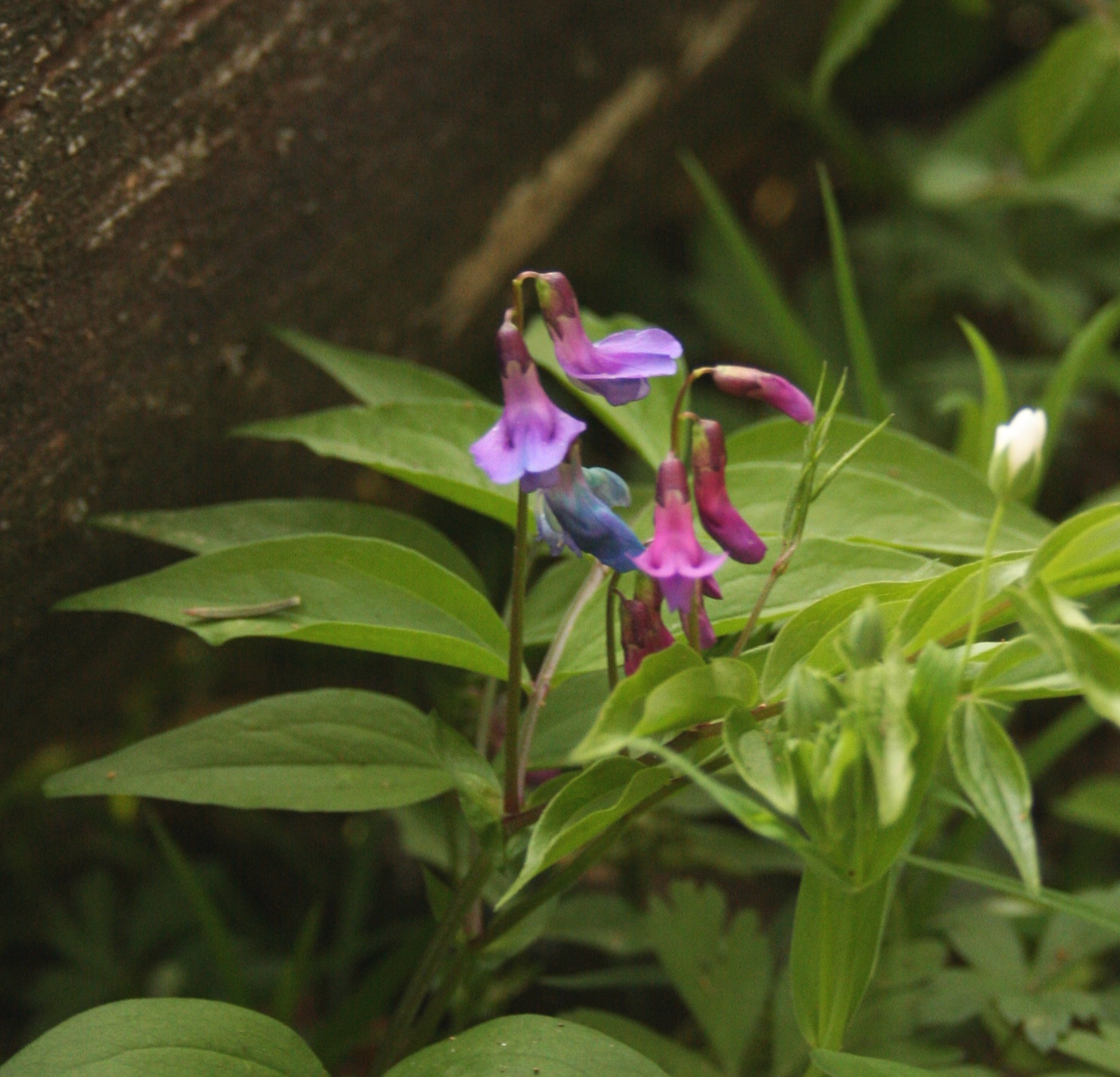
Frühlings-Platterbse
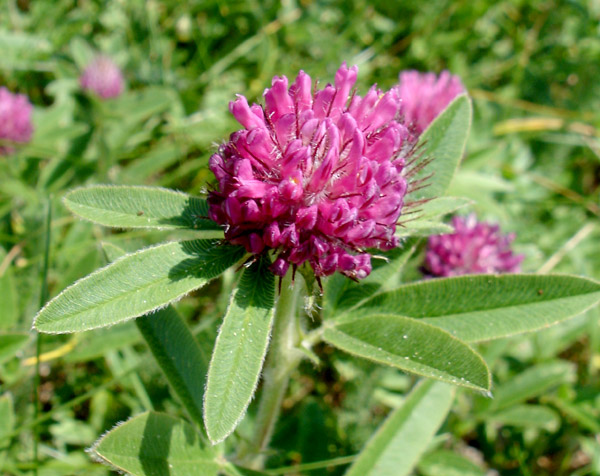
Hügel-Klee
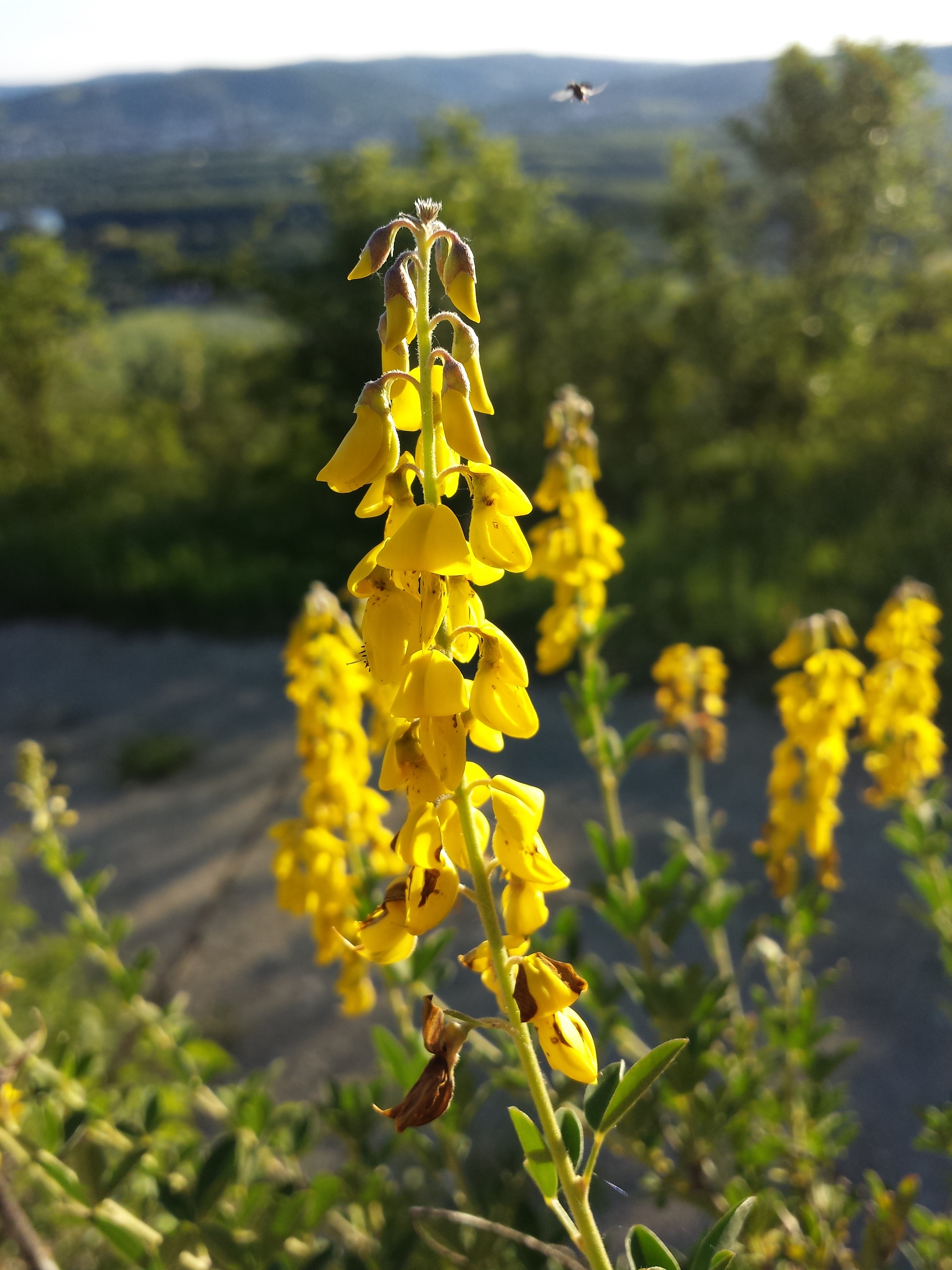
Schwarzwerdender Geißklee
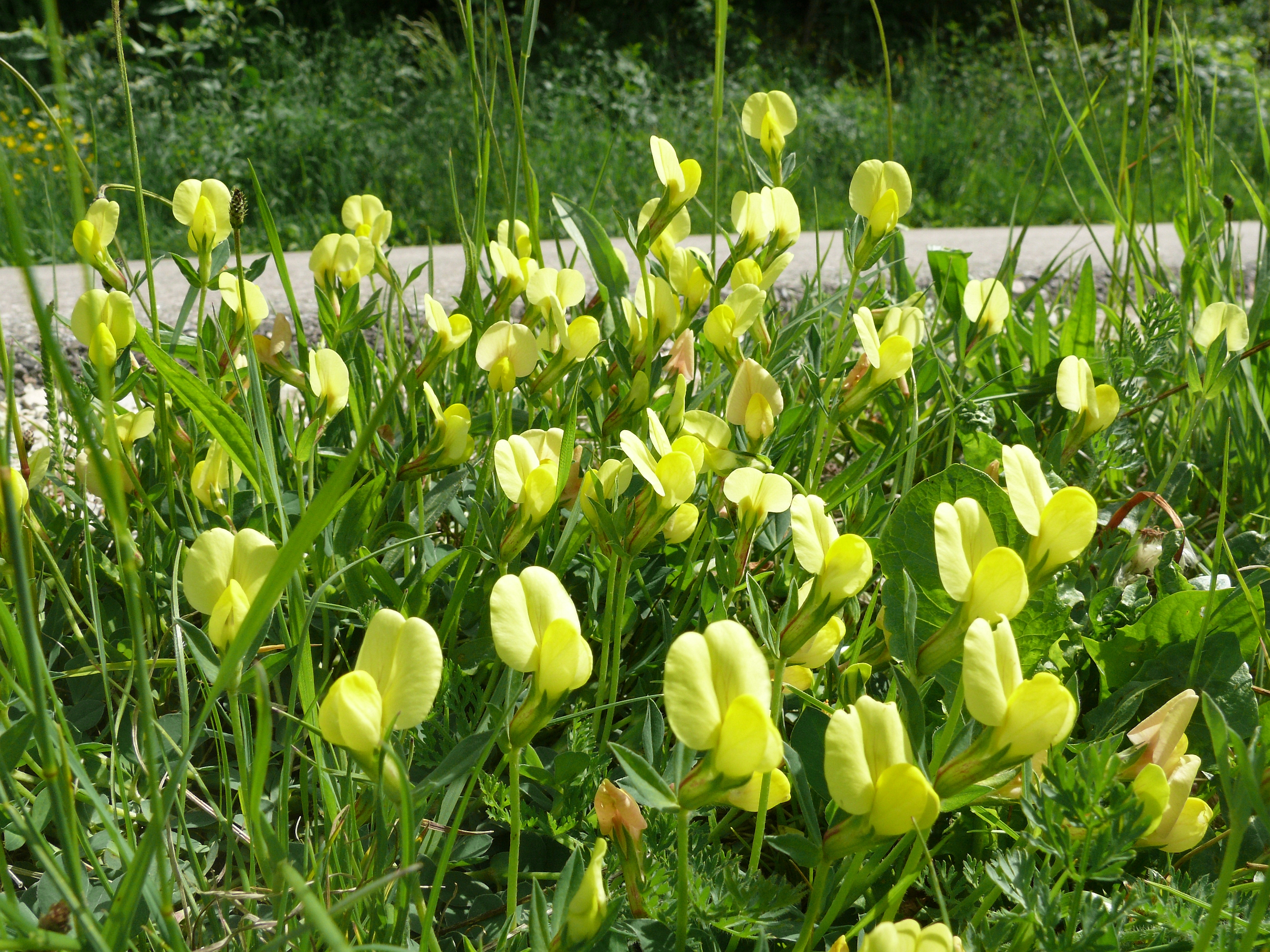
Spargelerbse

#### Korbblütler(Asteraceae)

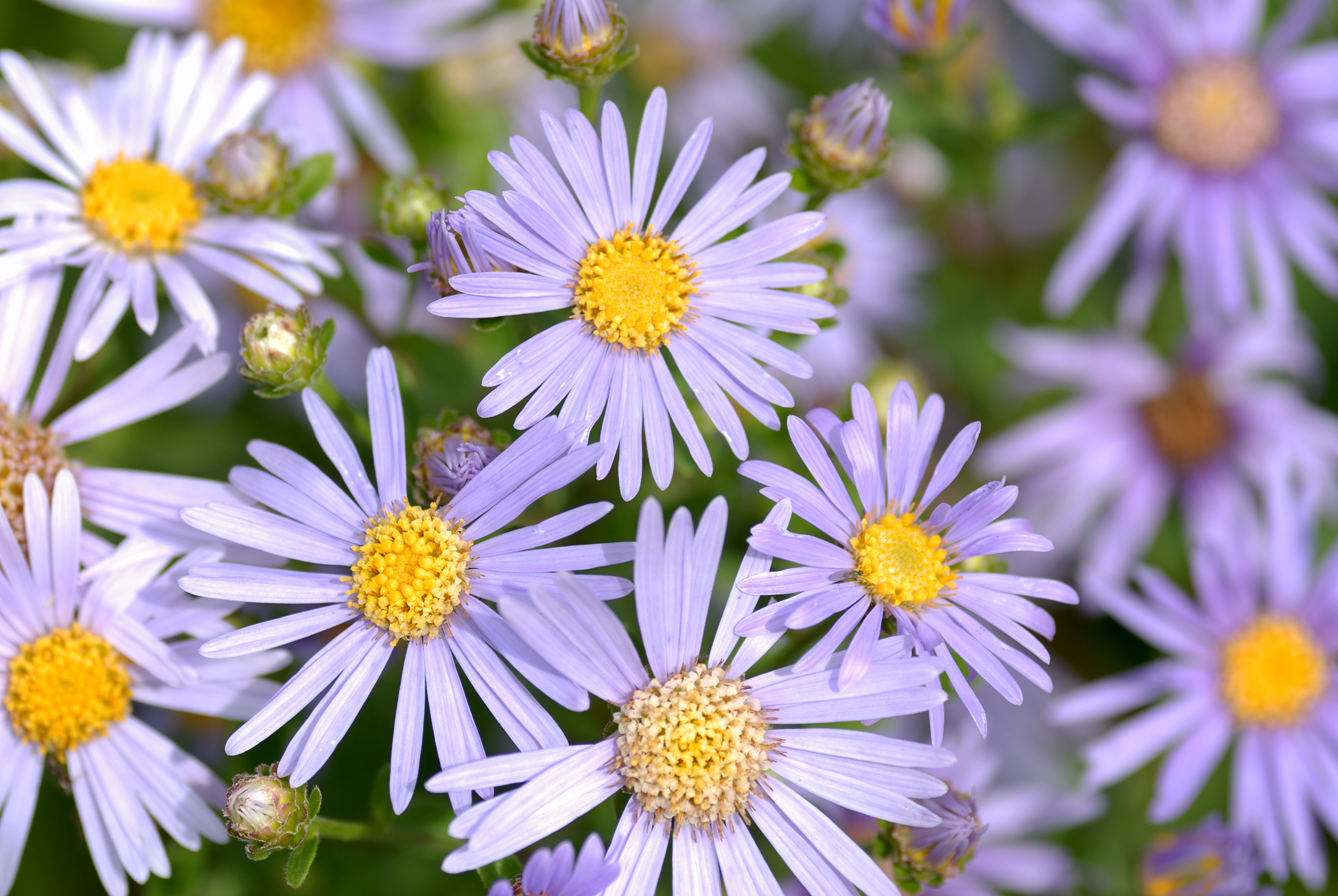
Berg-Aster
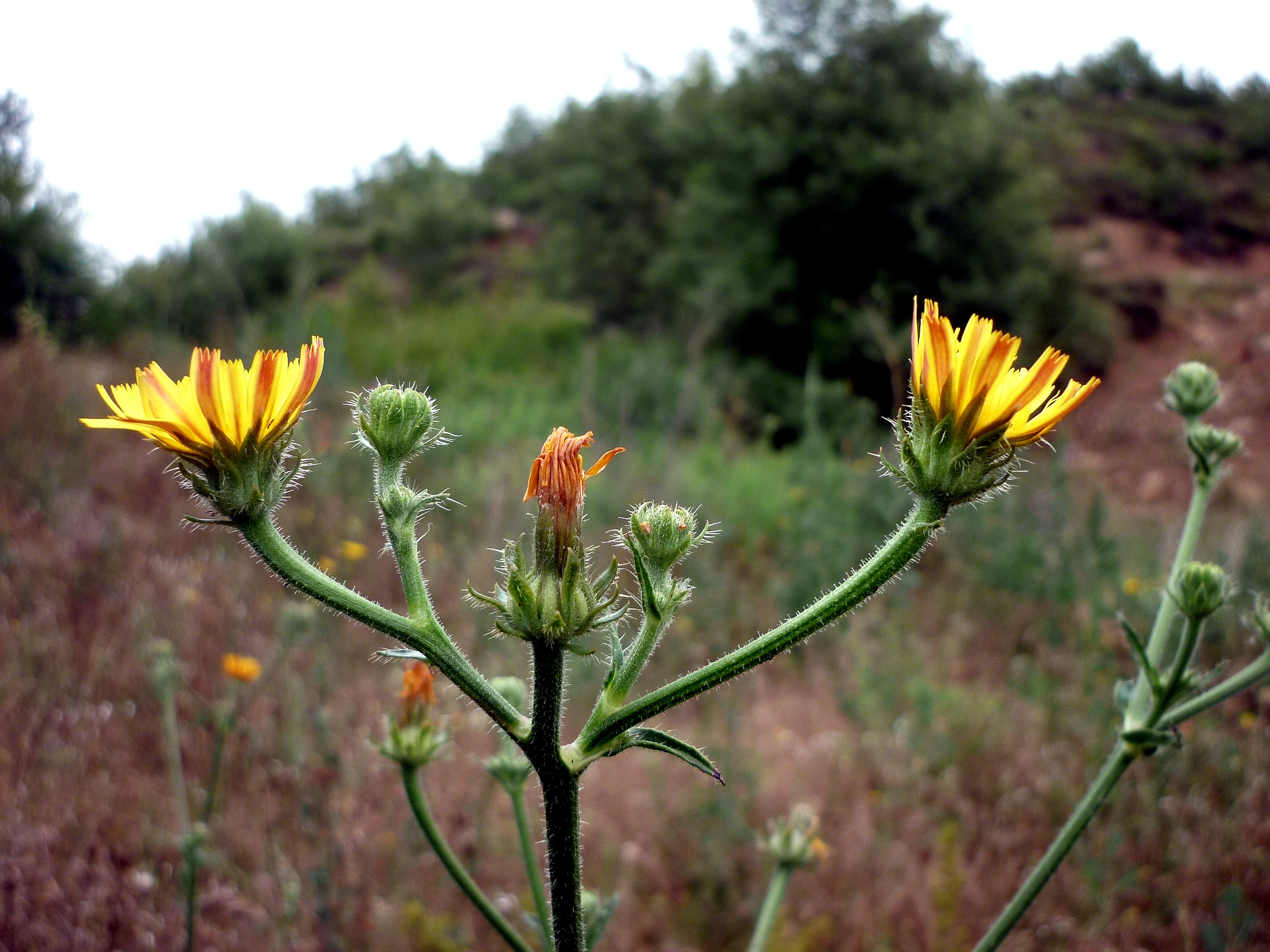
Gewöhnliches Bitterkraut
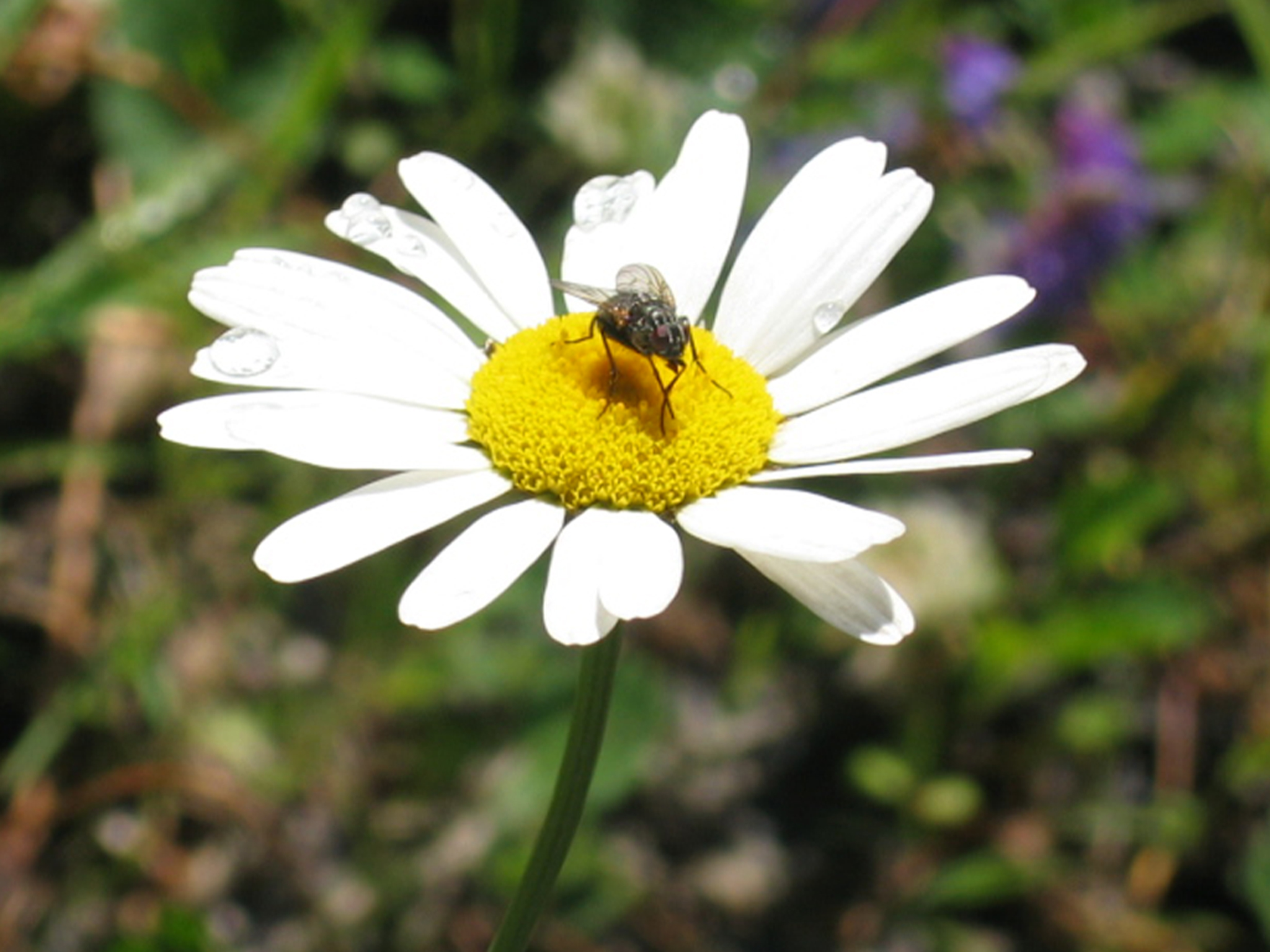
Magerwiesen-Margerite

#### Lippenblütler(Lamiaceae)

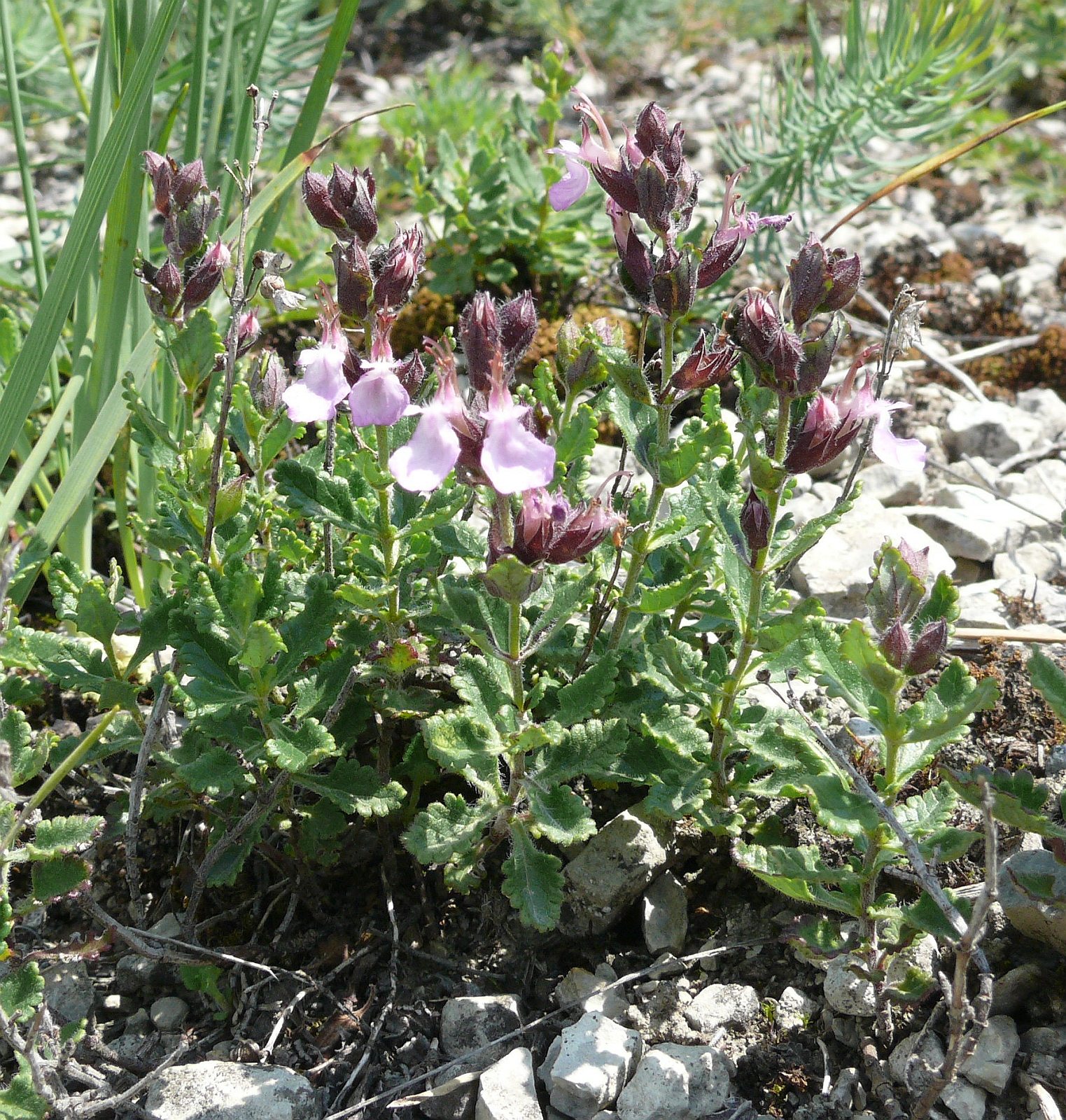
Edel-Gamander
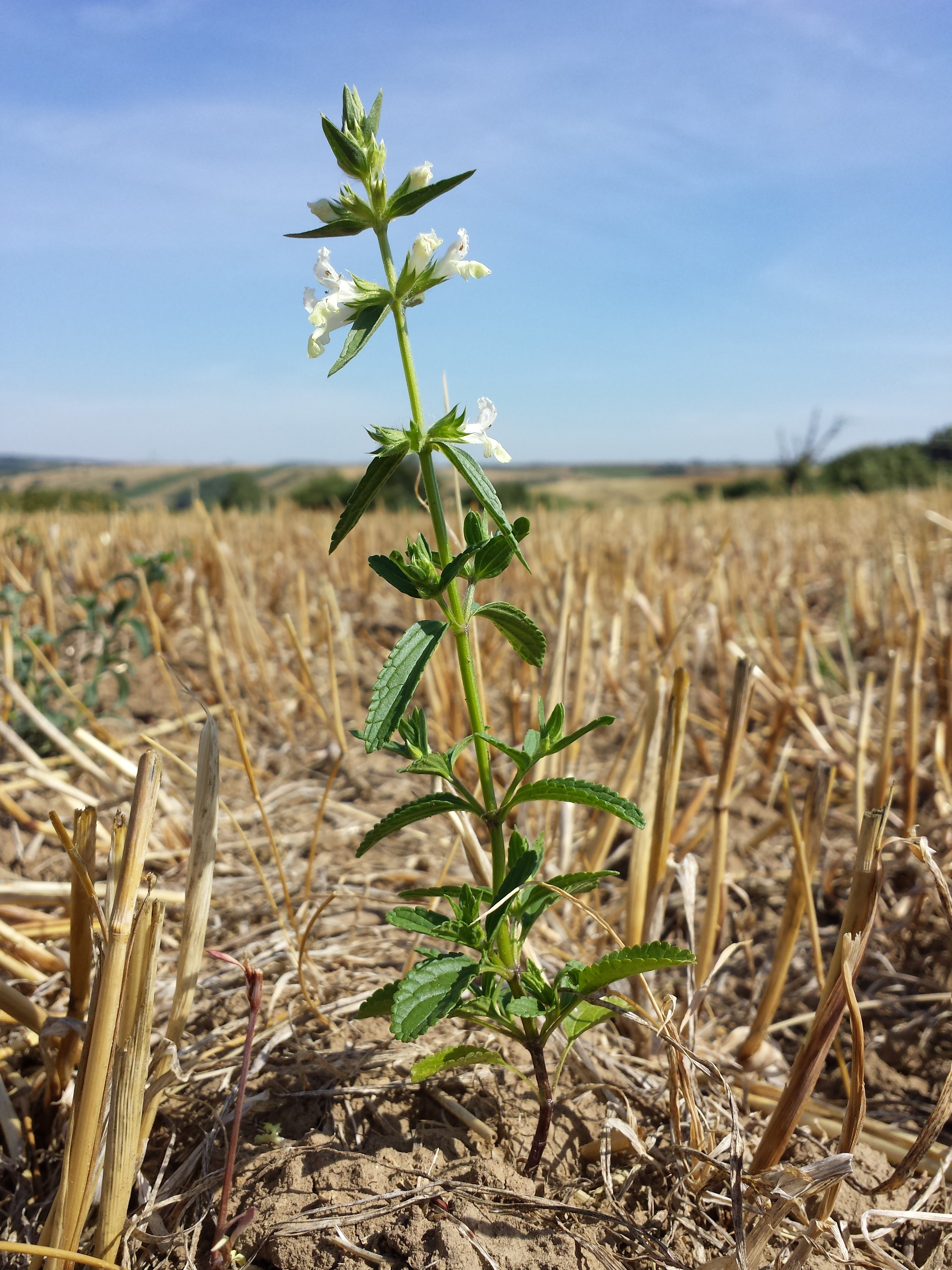
Einjähriger Ziest
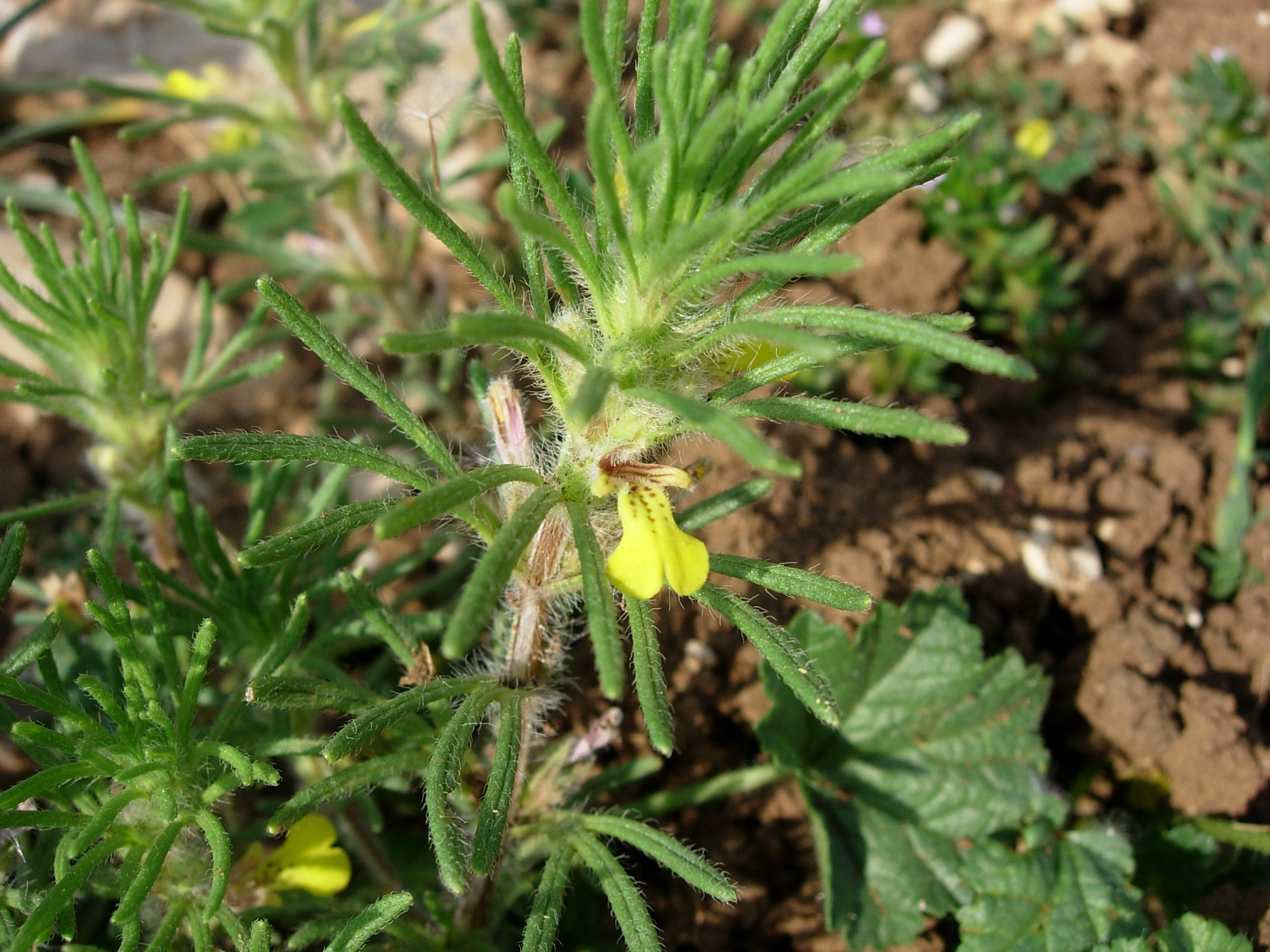
Gelber Günsel
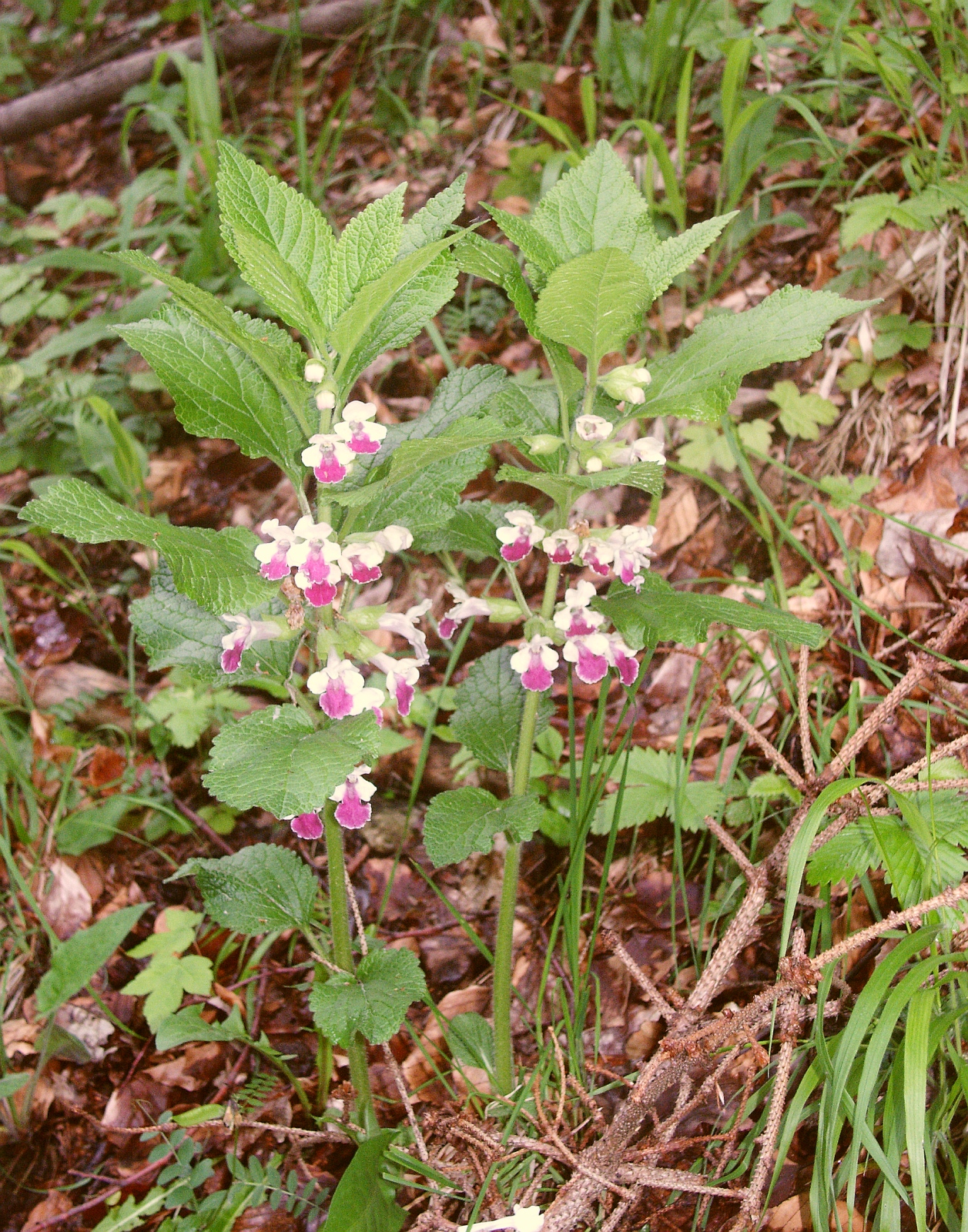
Immenblatt
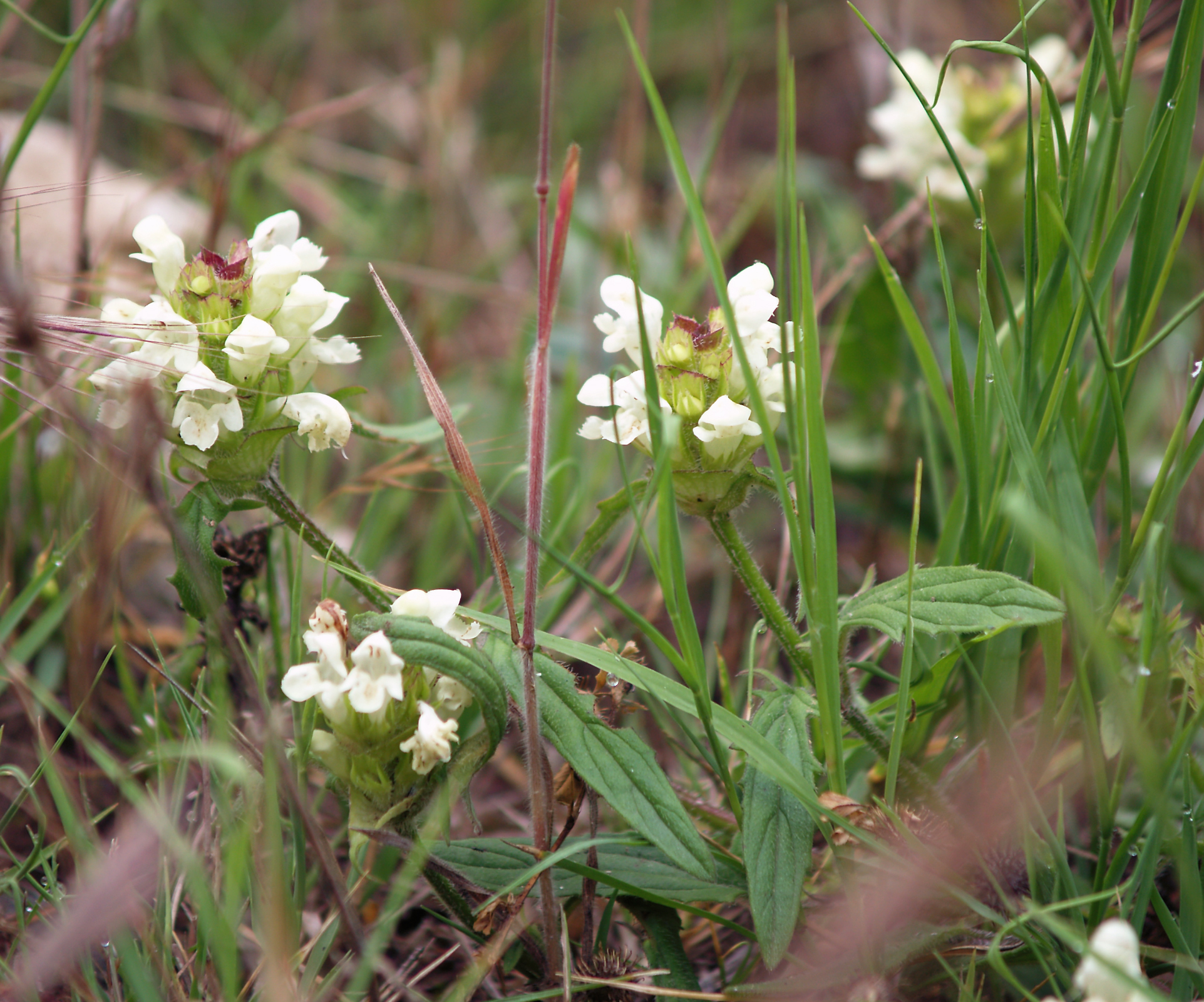
Weiße Braunelle
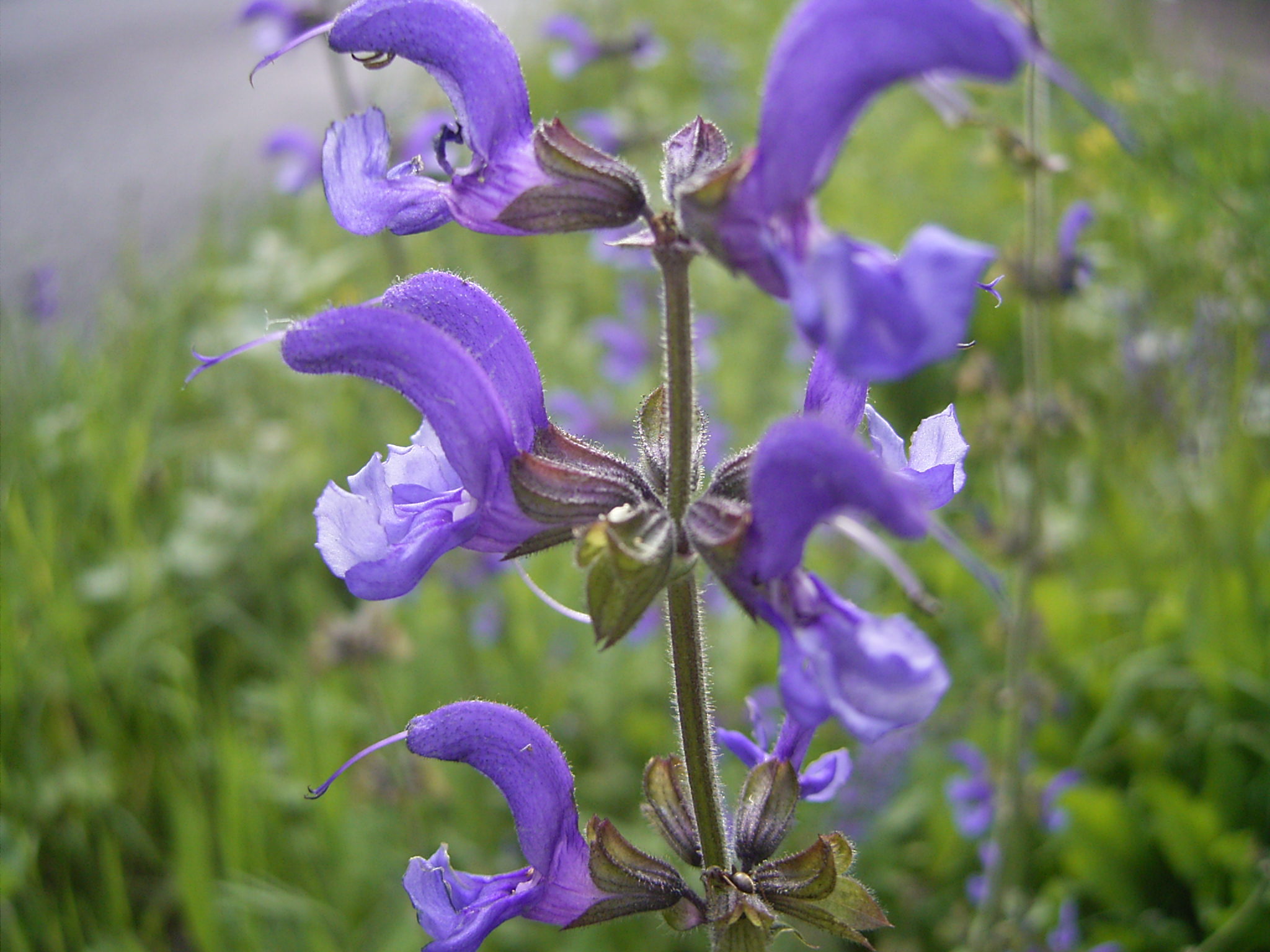
Wiesensalbei

#### Moschuskrautgewächse(Adoxaceae)

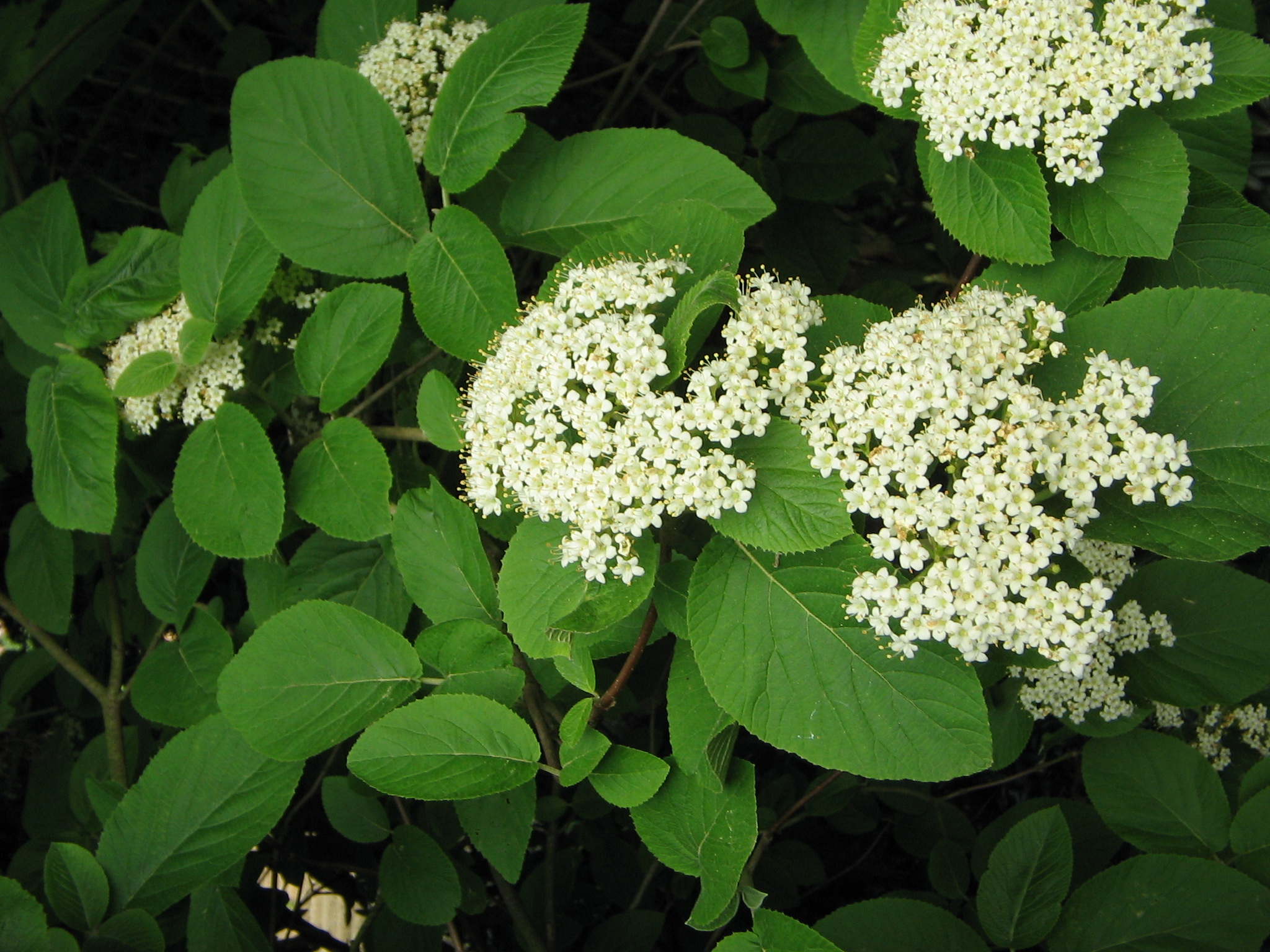
Wolliger Schneeball

#### Ölbaumgewächse(Oleaceae)

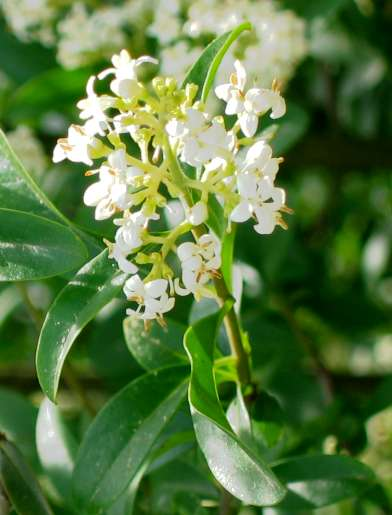
Gewöhnlicher Liguster

#### Orchideen(Orchidaceae)

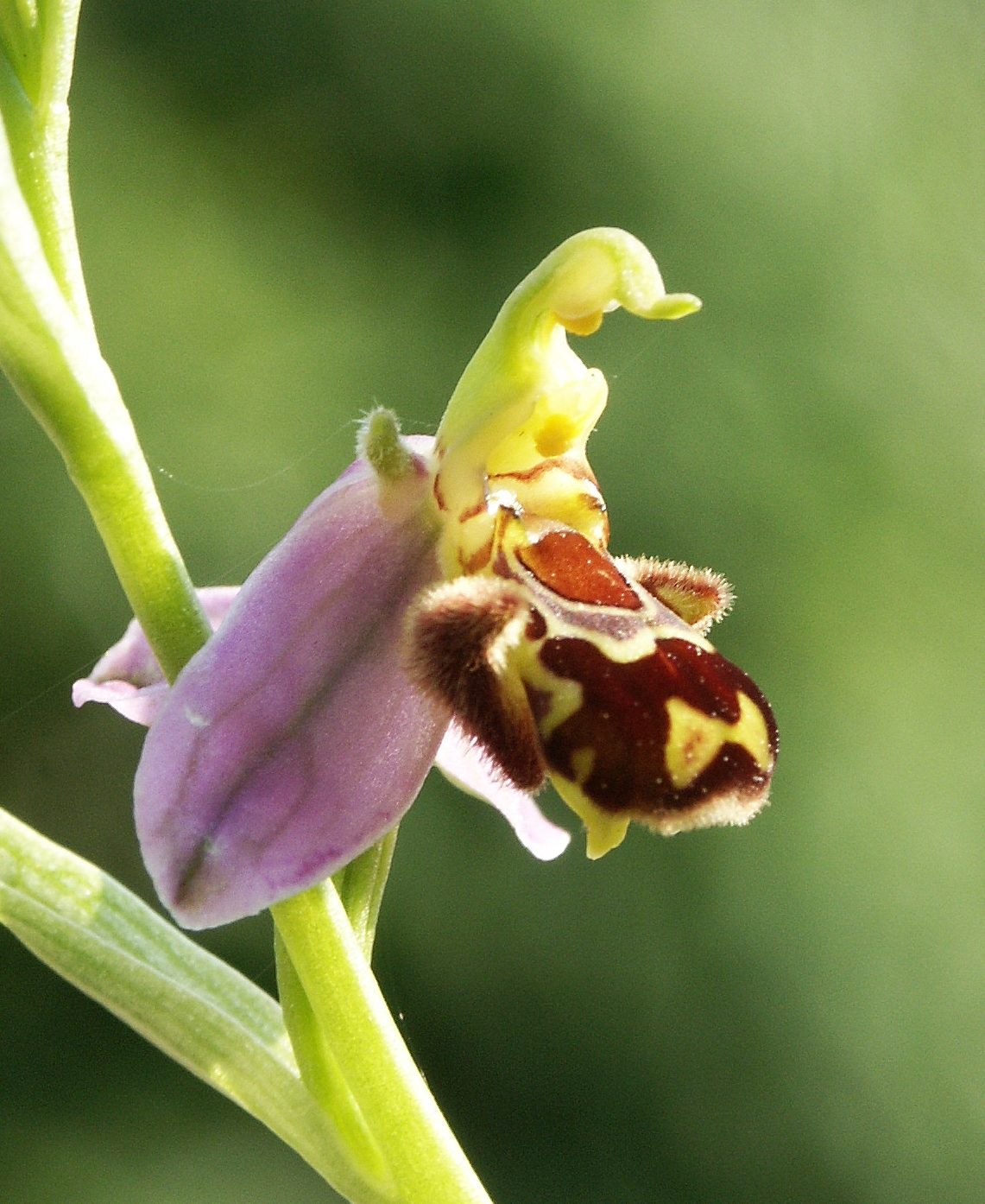
Bienen-Ragwurz
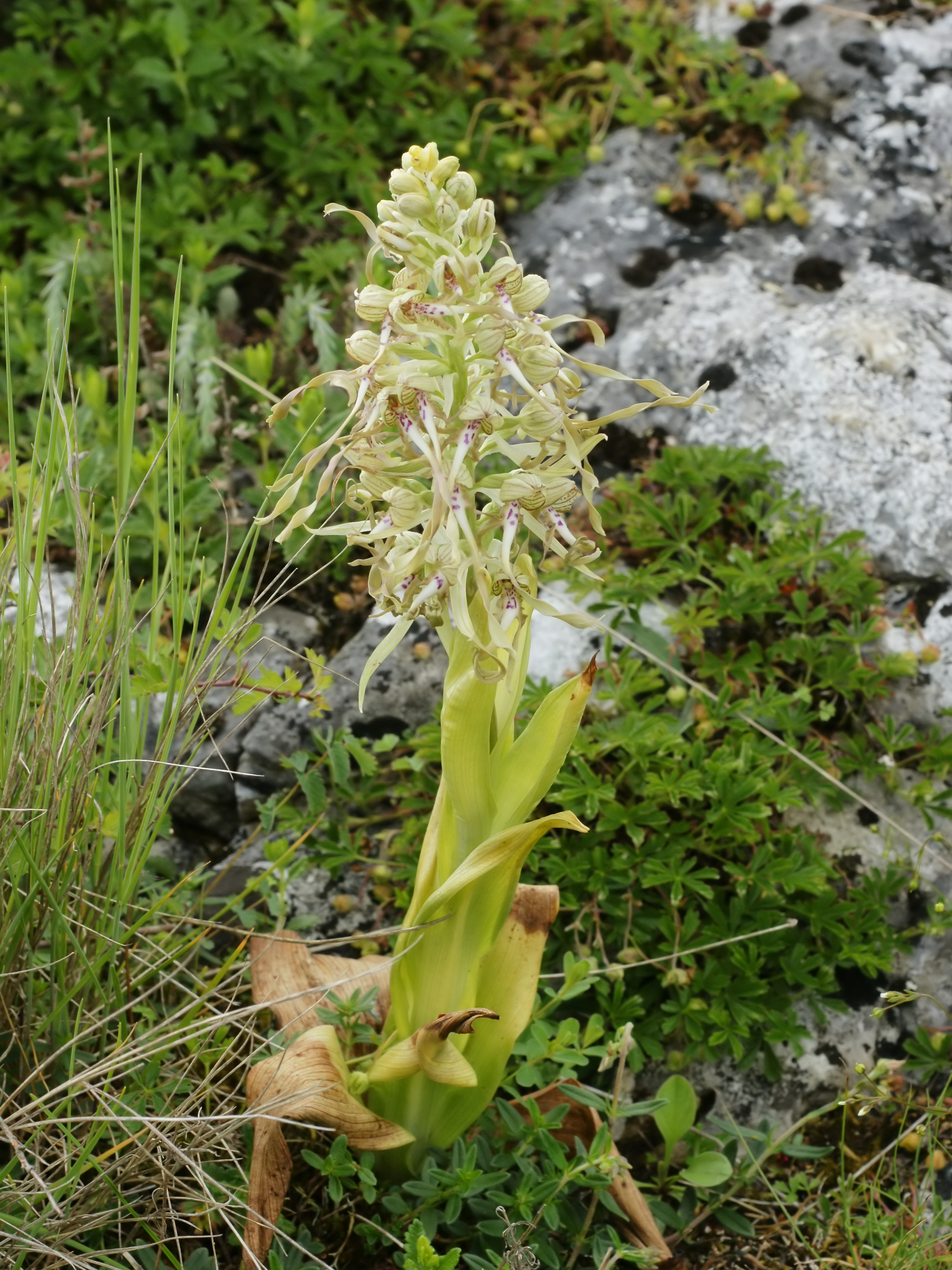
Bocks-Riemenzunge
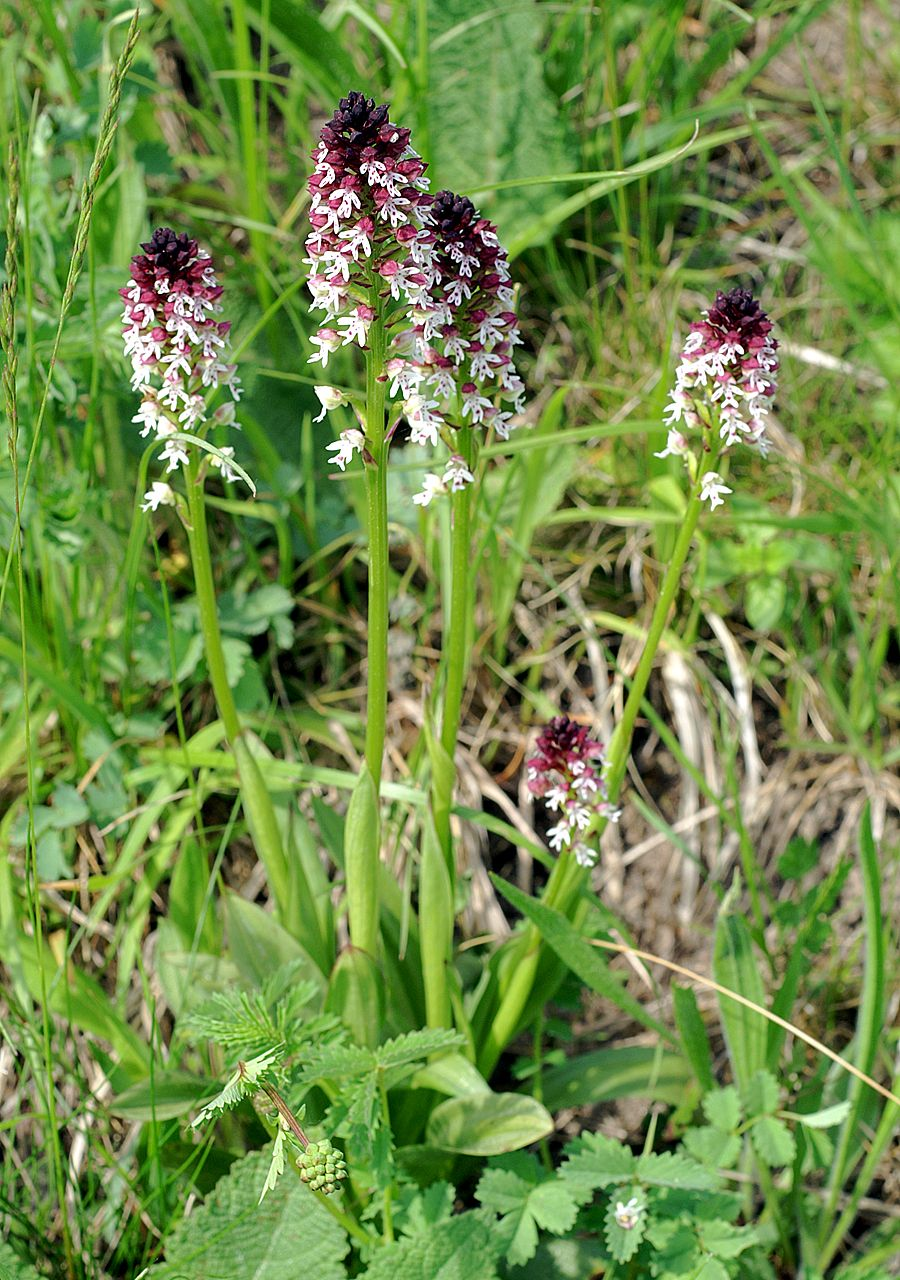
Brand-Knabenkraut
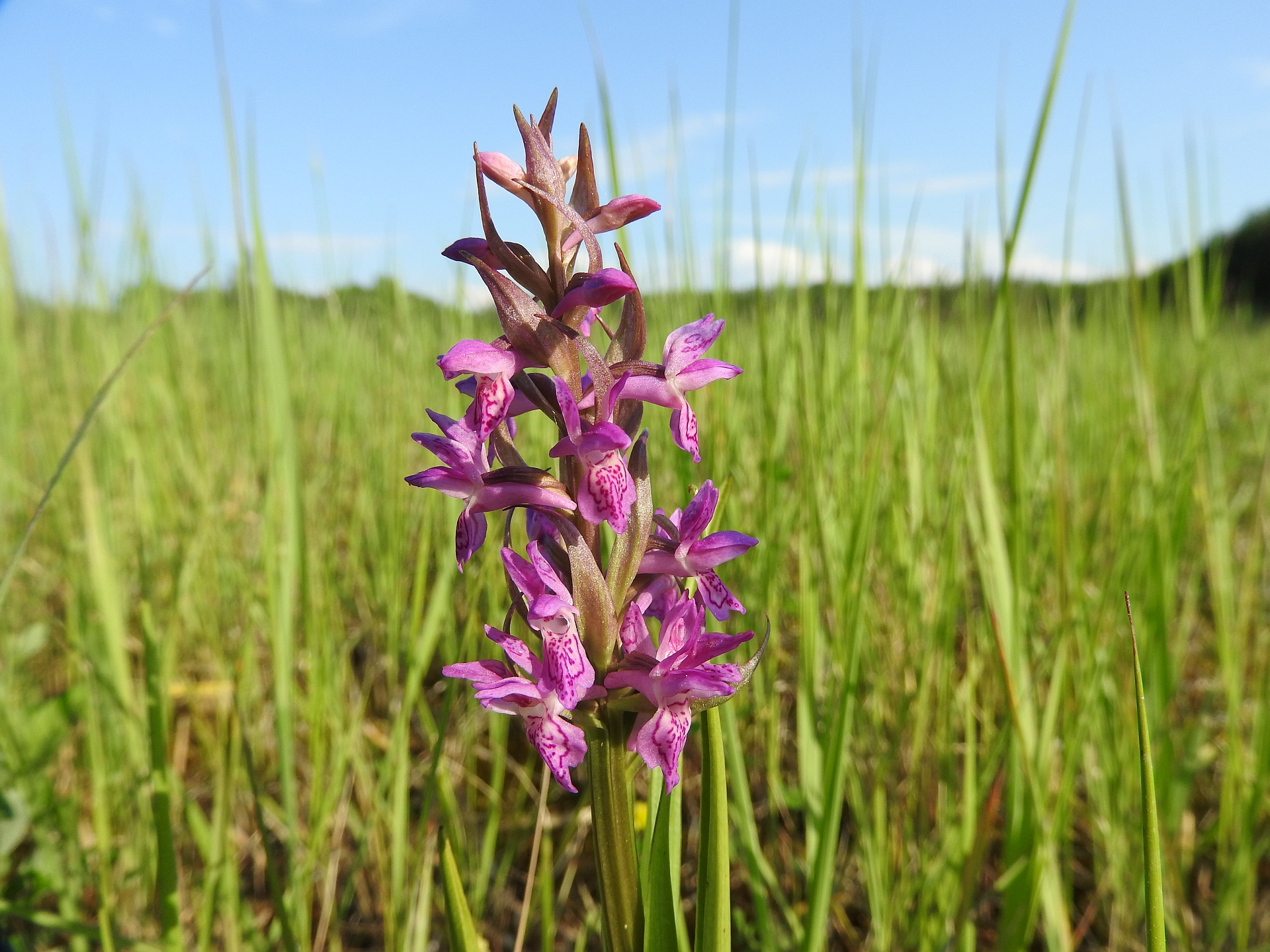
Fleischfarbenes Knabenkraut
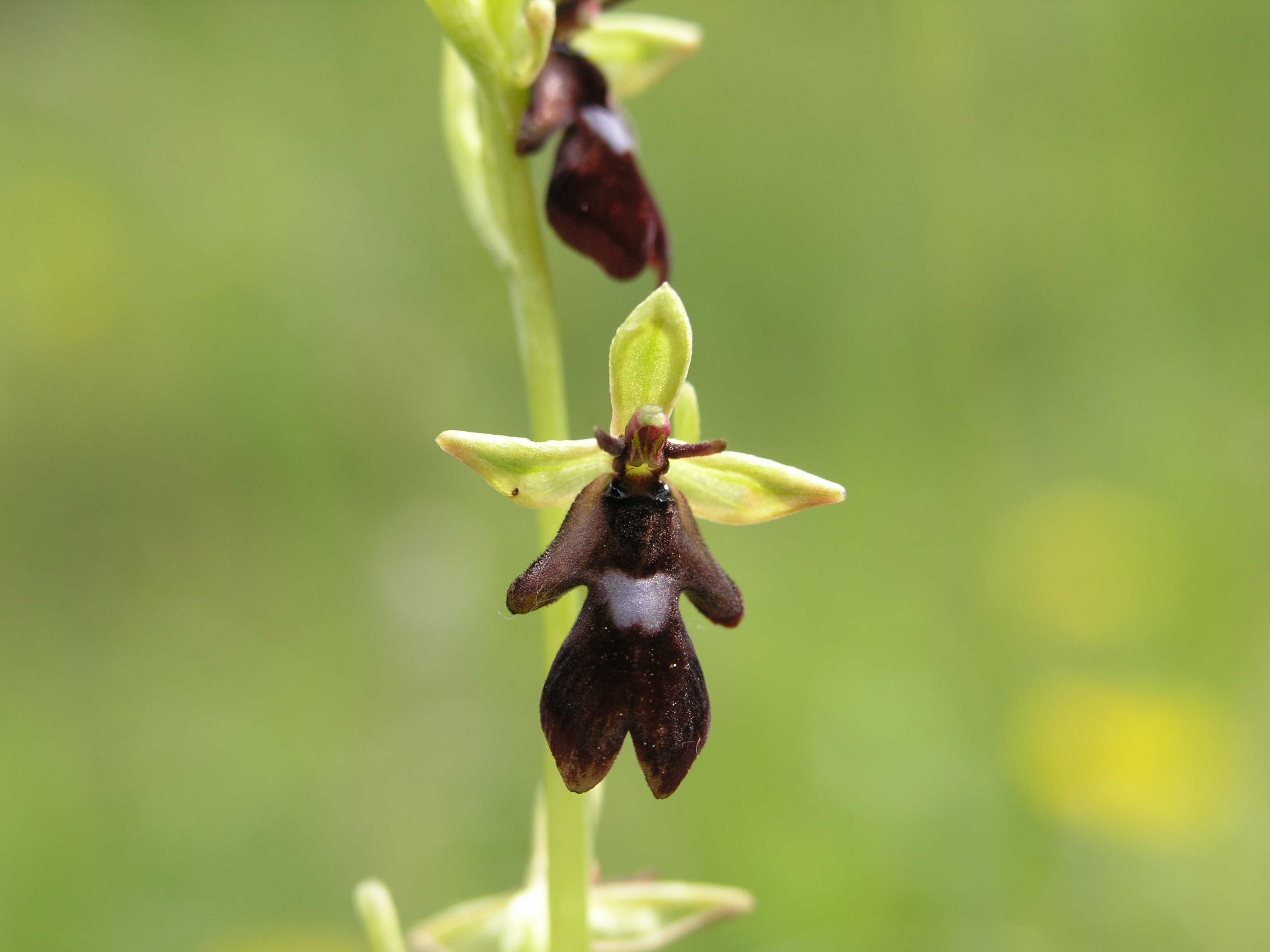
Fliegen-Ragwurz
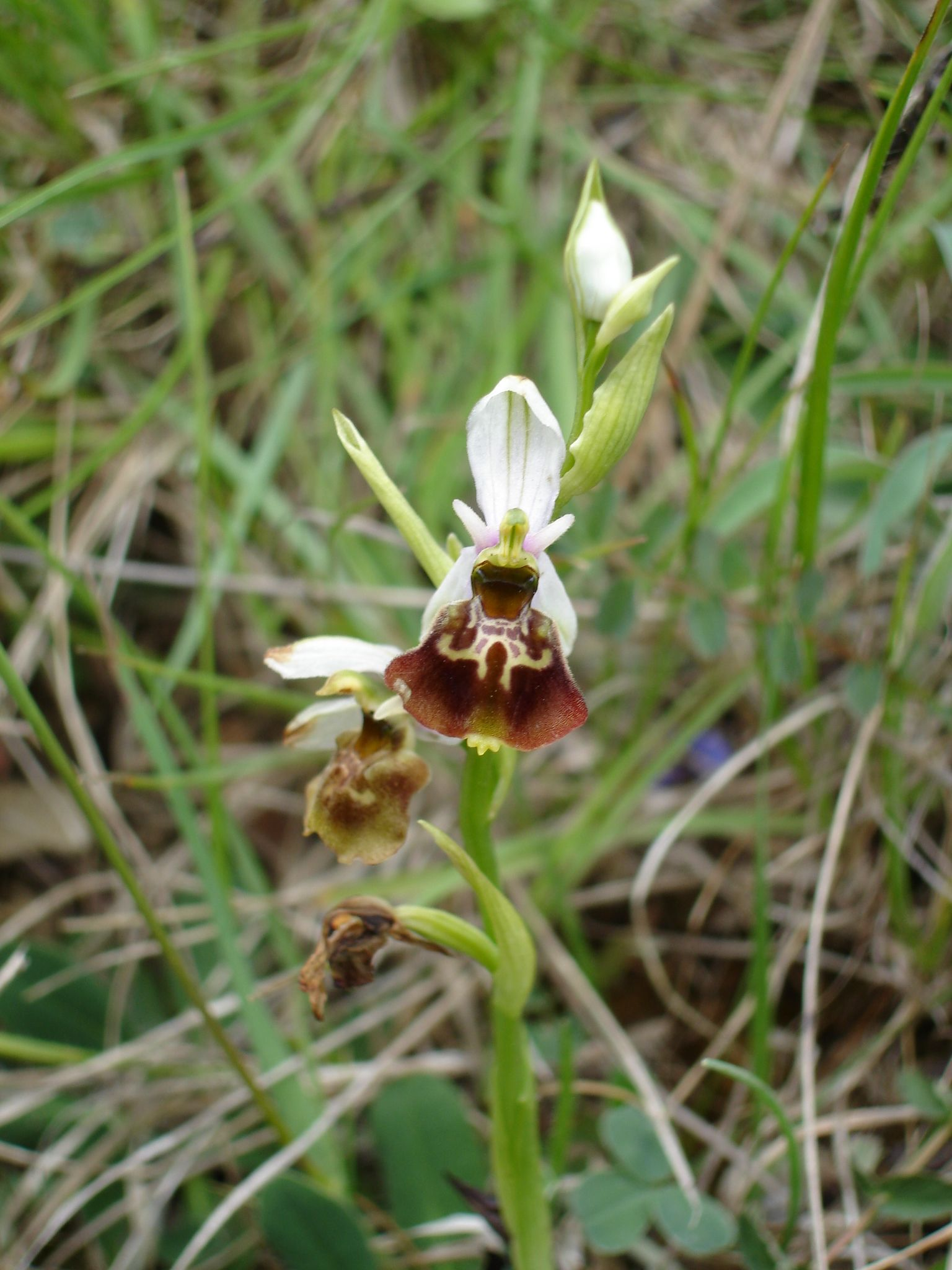
Hummel-Ragwurz
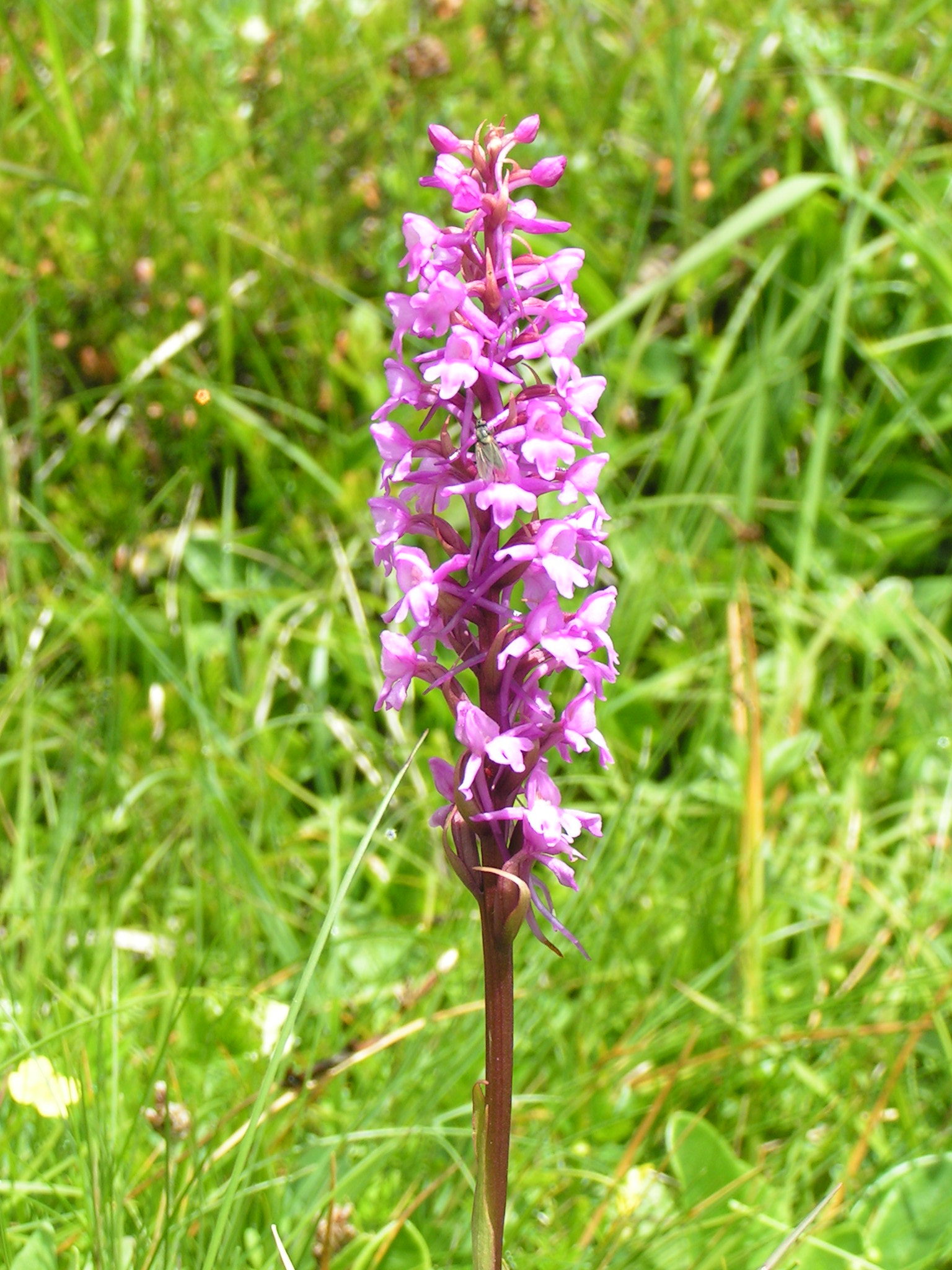
Mücken-Händelwurz
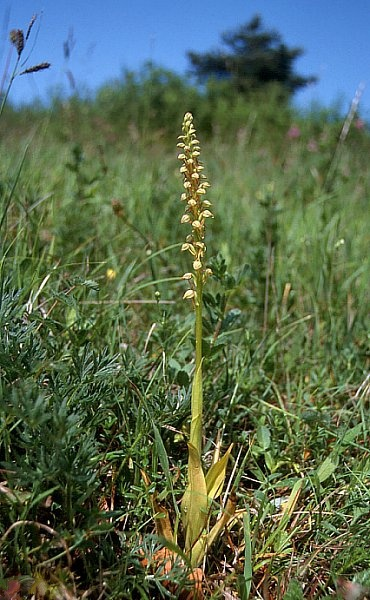
Ohnhorn
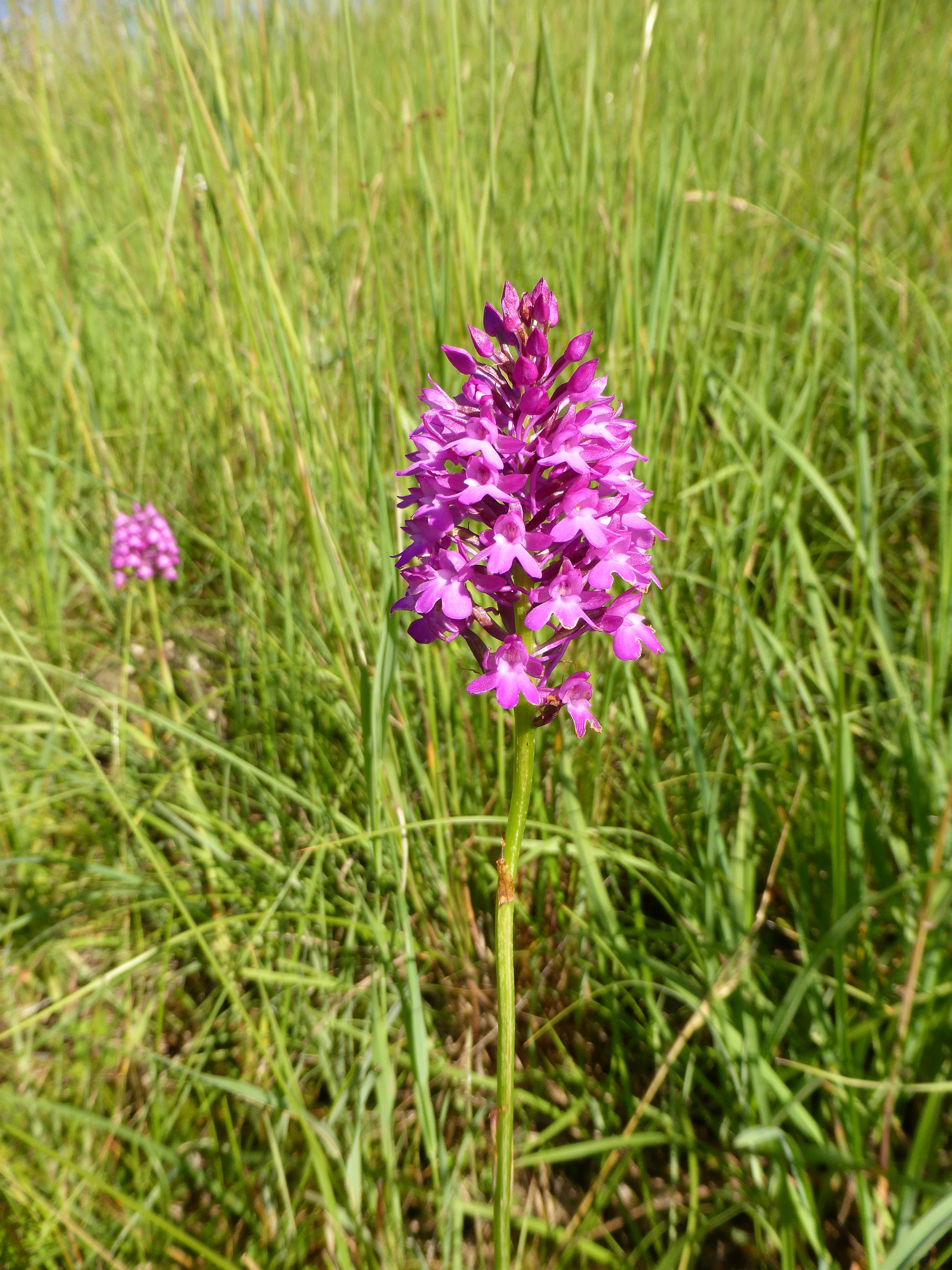
Pyramiden-Hundswurz
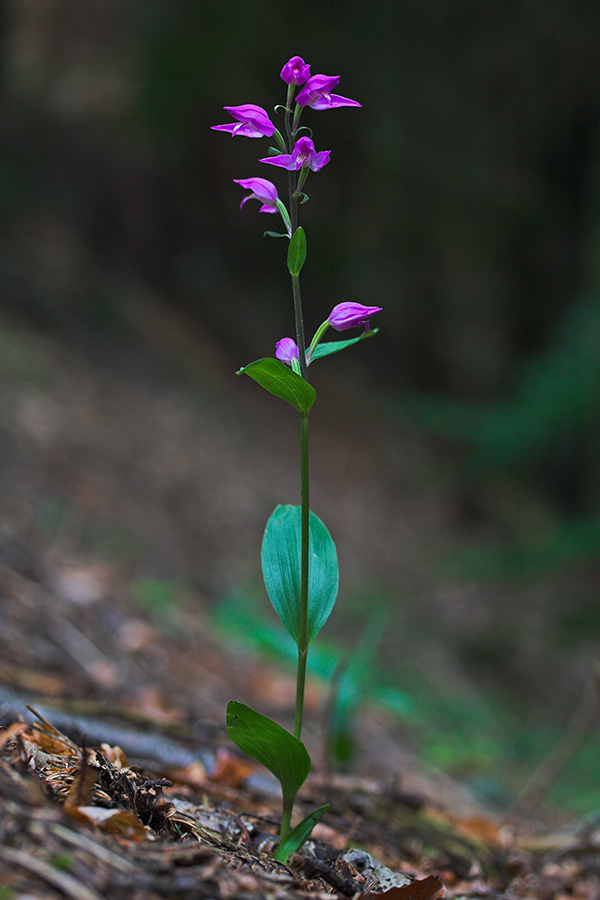
Rotes Waldvöglein
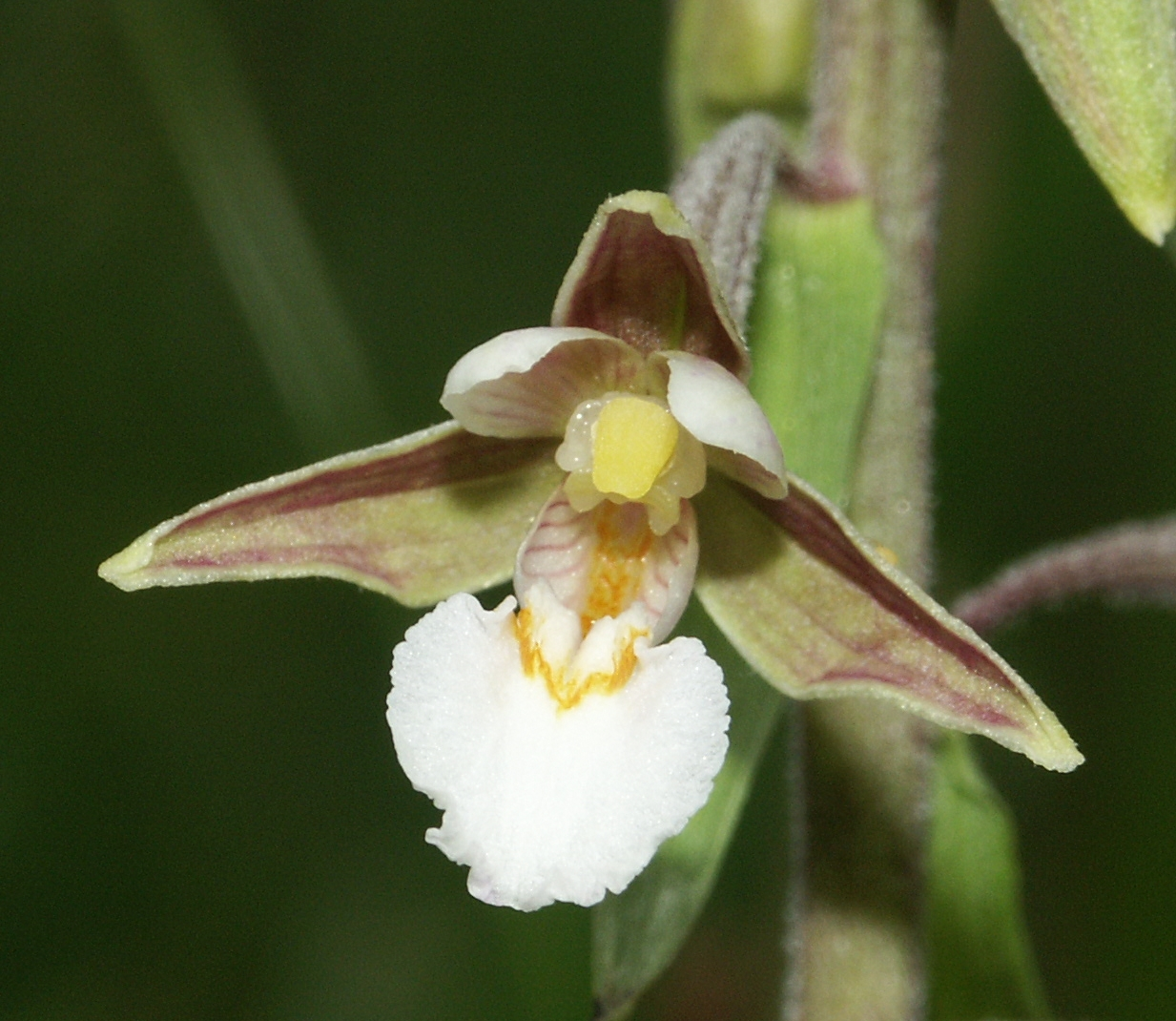
Sumpf-Stendelwurz
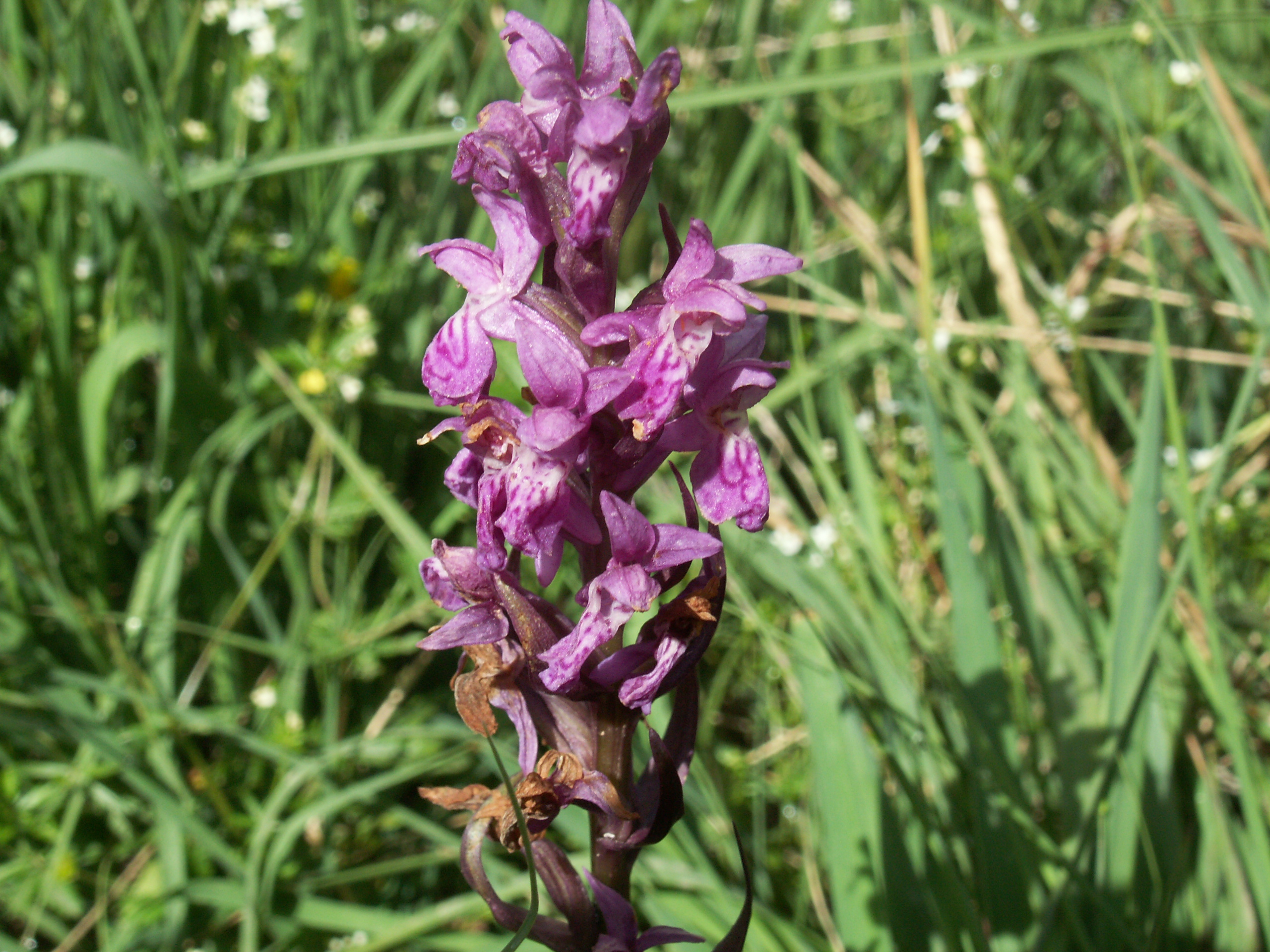
Traunsteiners Knabenkraut

#### Primelgewächse(Primulaceae)

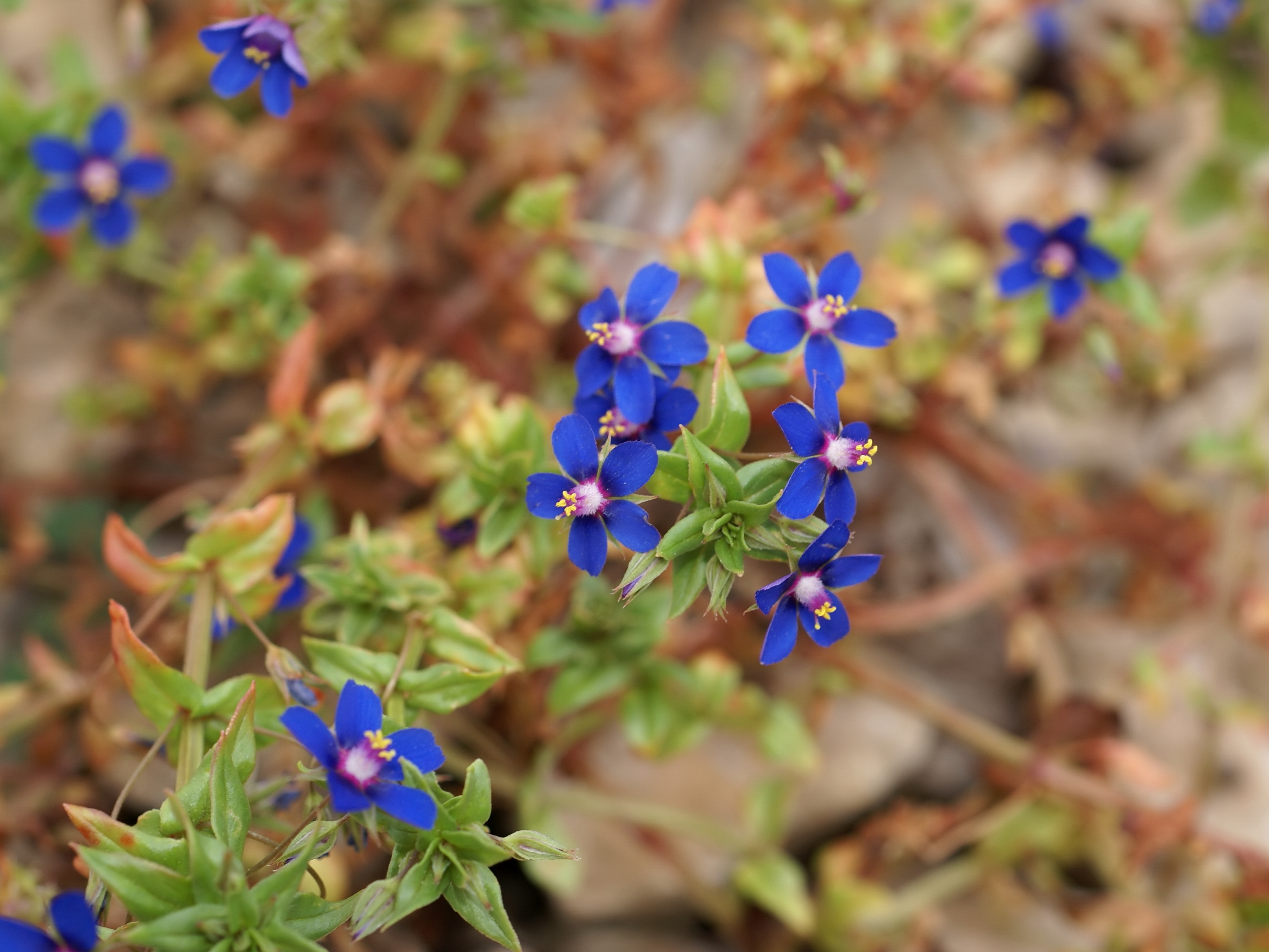
Blauer Gauchheil

#### Rosengewächse(Rosaceae)

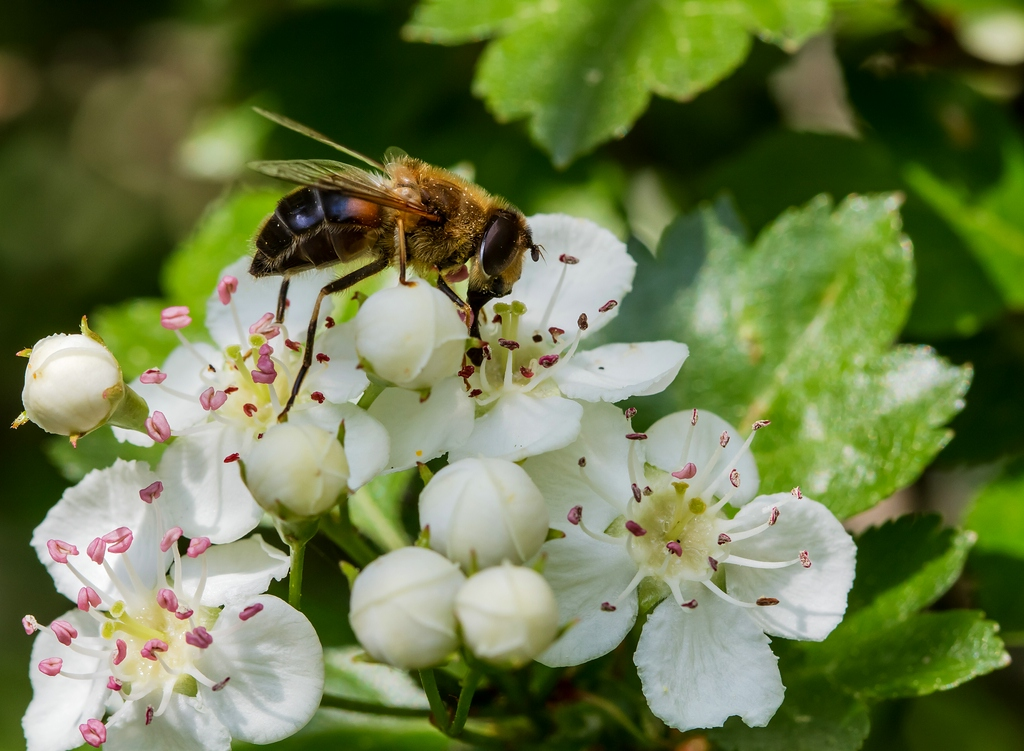
Eingriffeliger Weißdorn
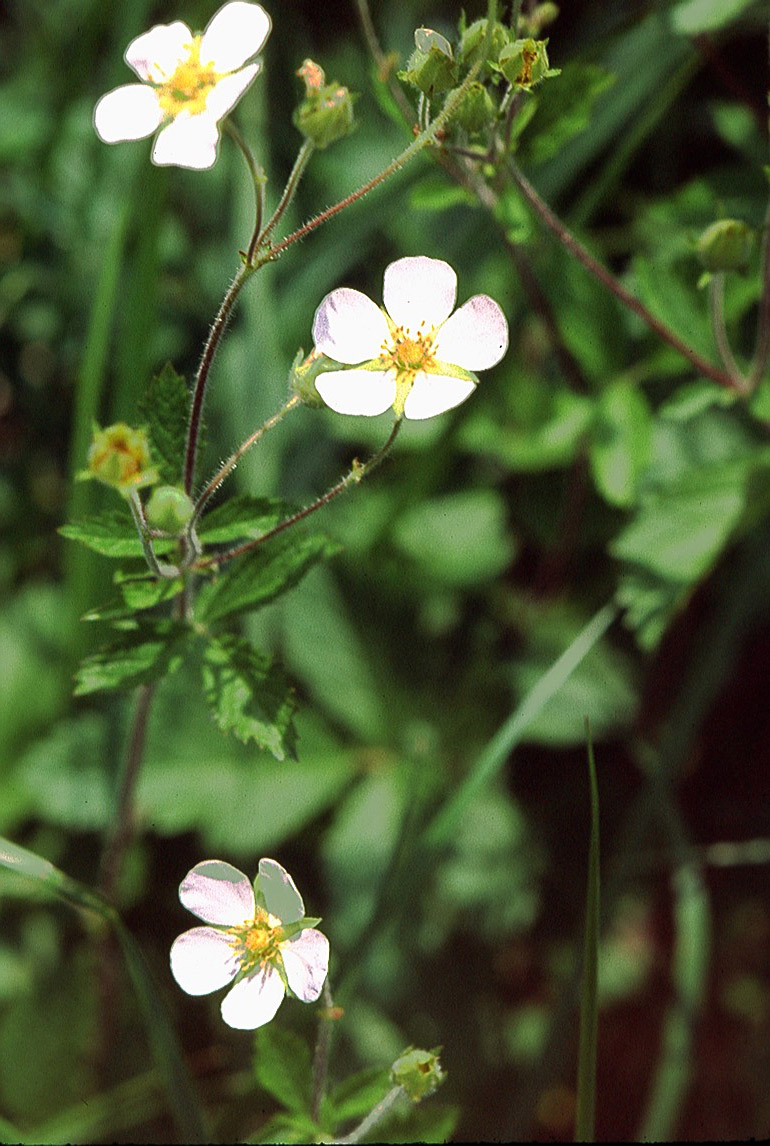
Felsen-Fingerkraut
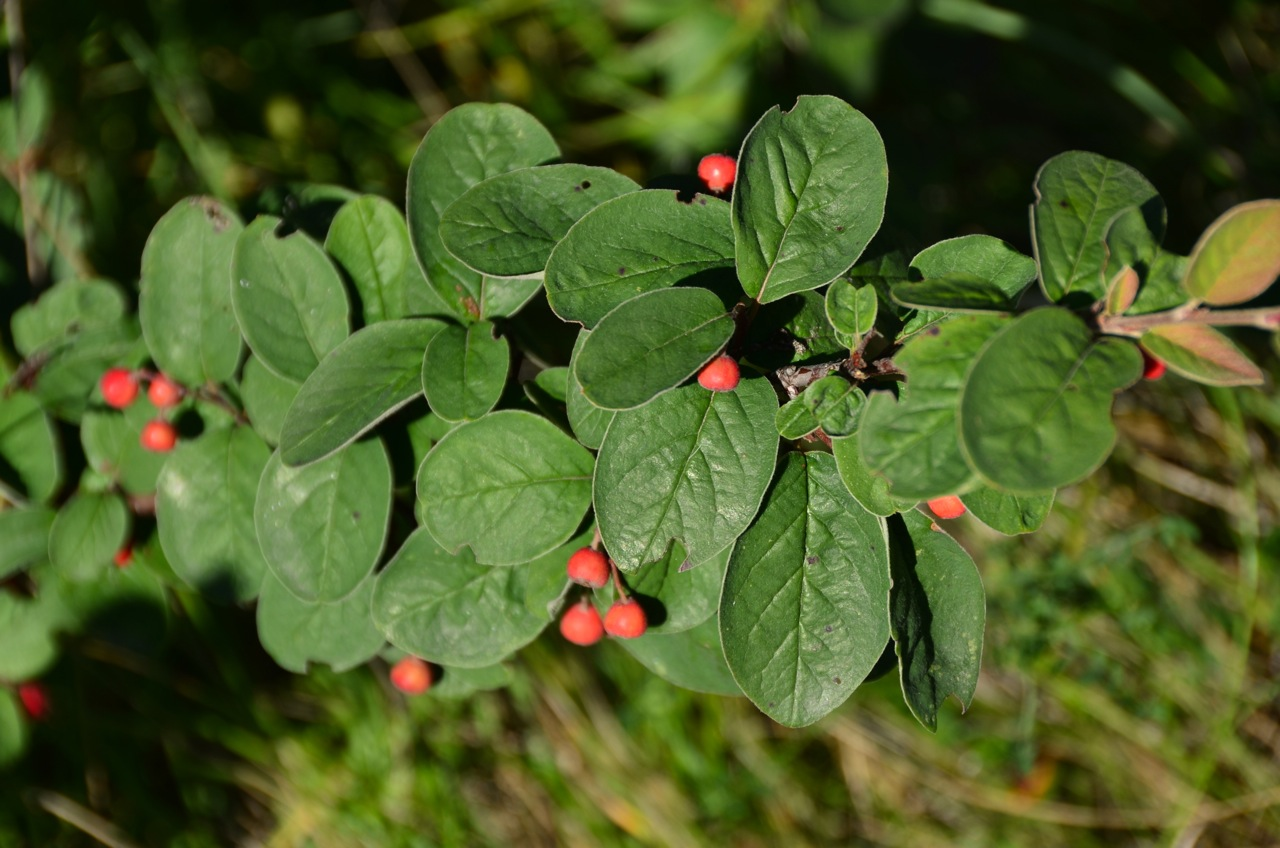
Filz-Steinmispel
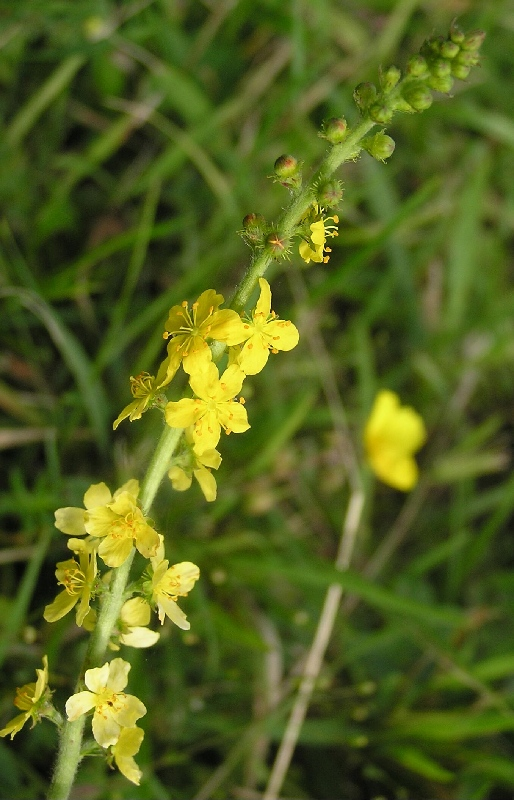
Gemeiner Odermennig

#### Sauergrasgewächse(Cyperaceae)

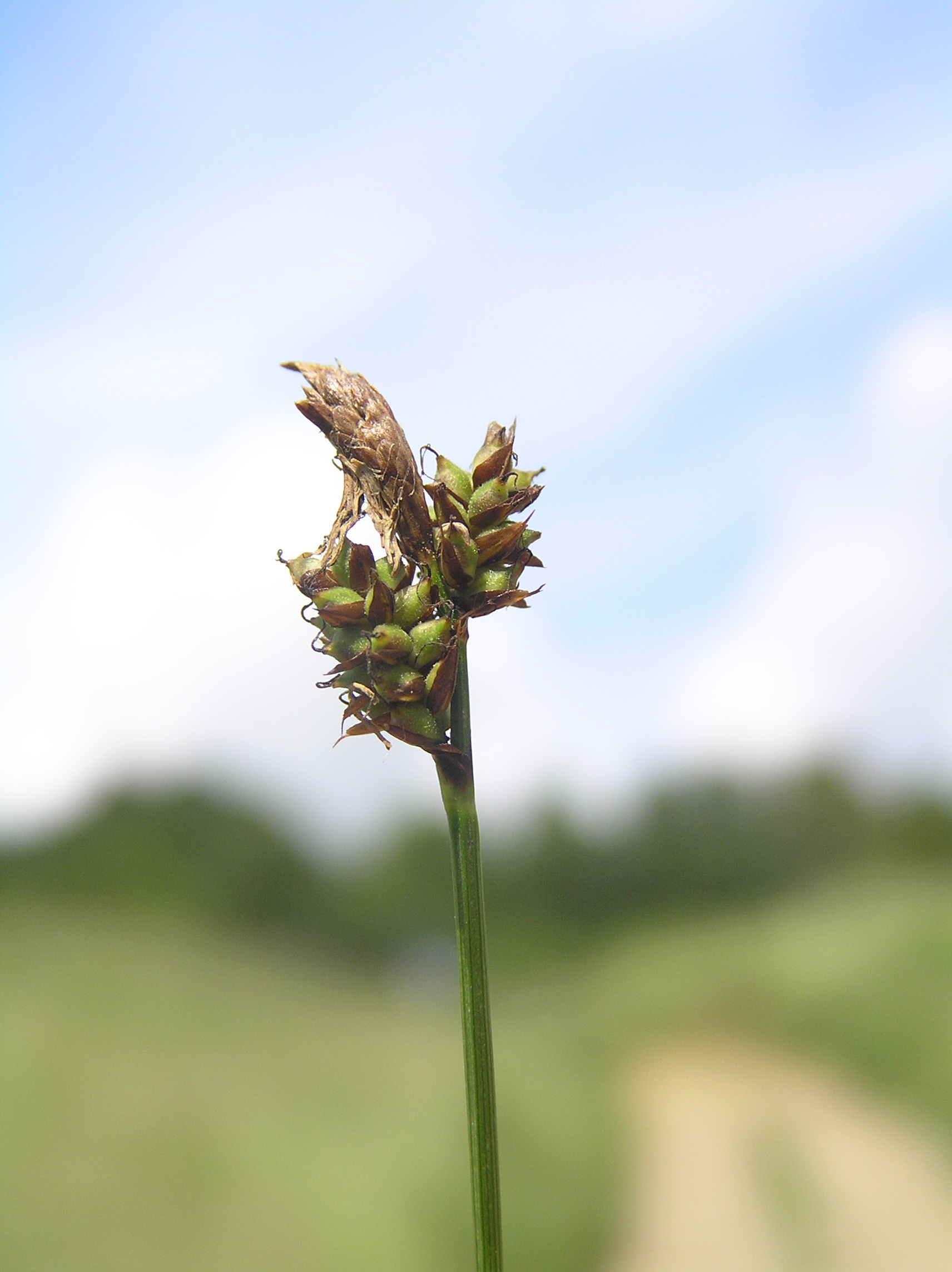
Berg-Segge
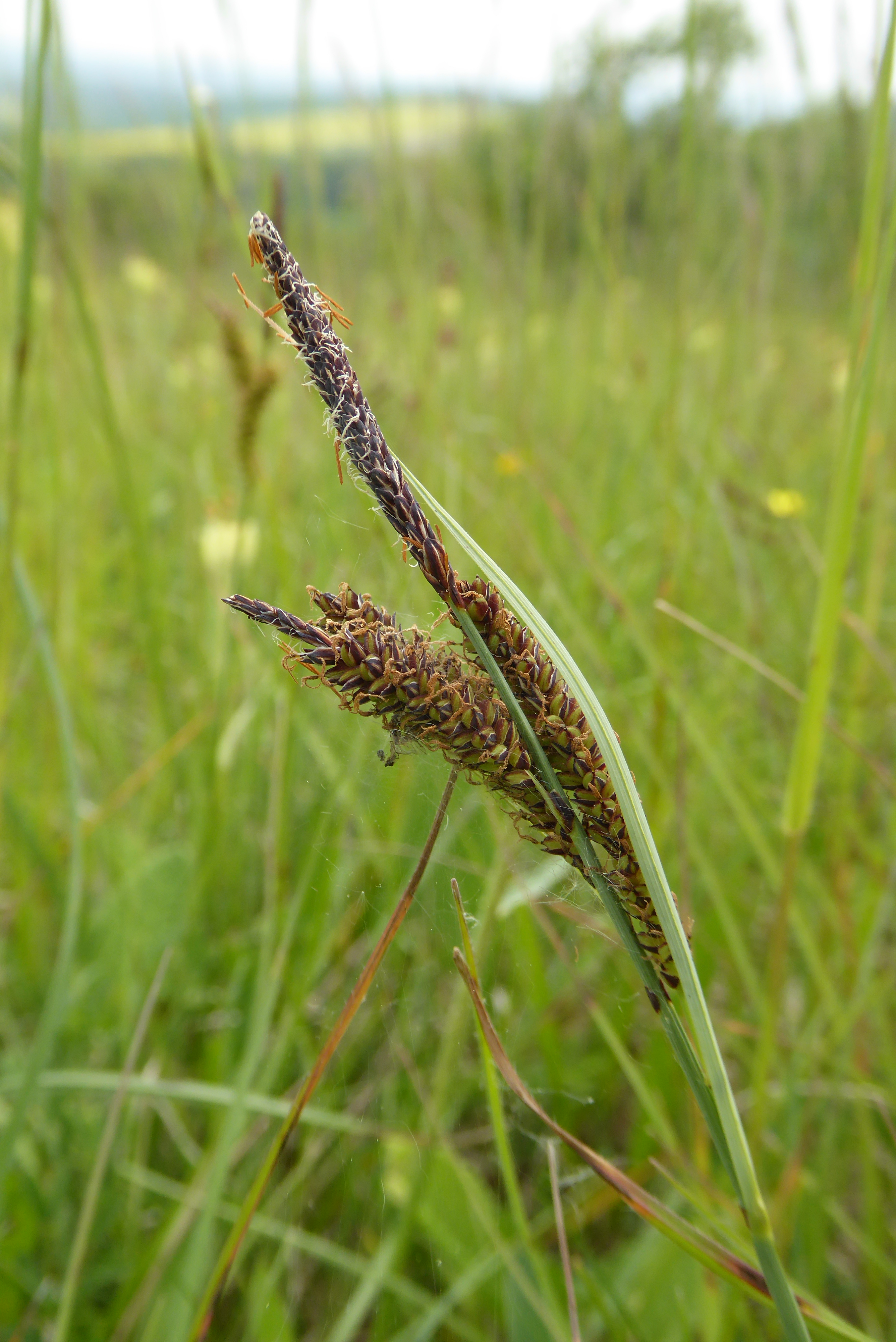
Blaugrüne Segge
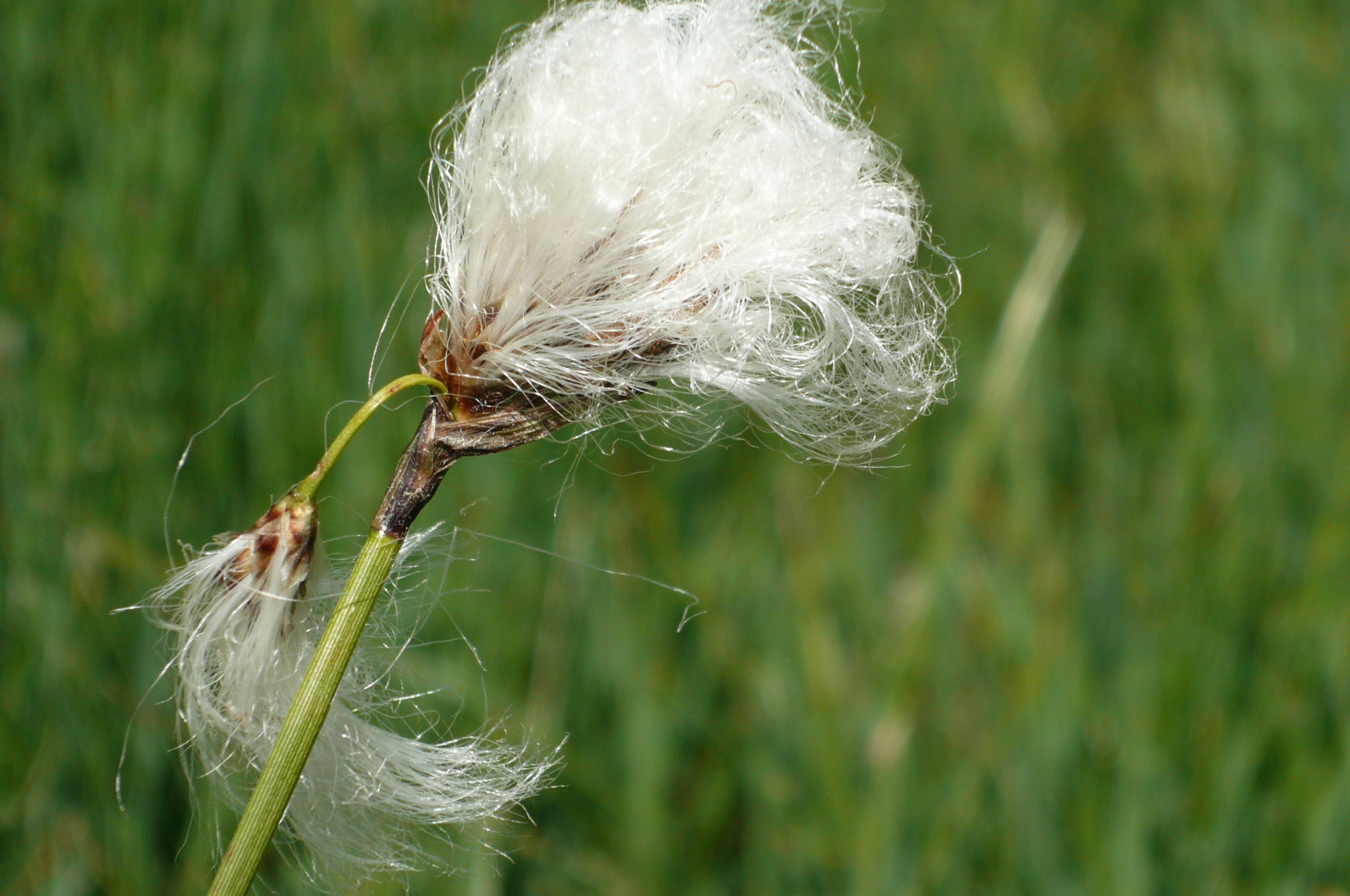
Breitblättriges Wollgras
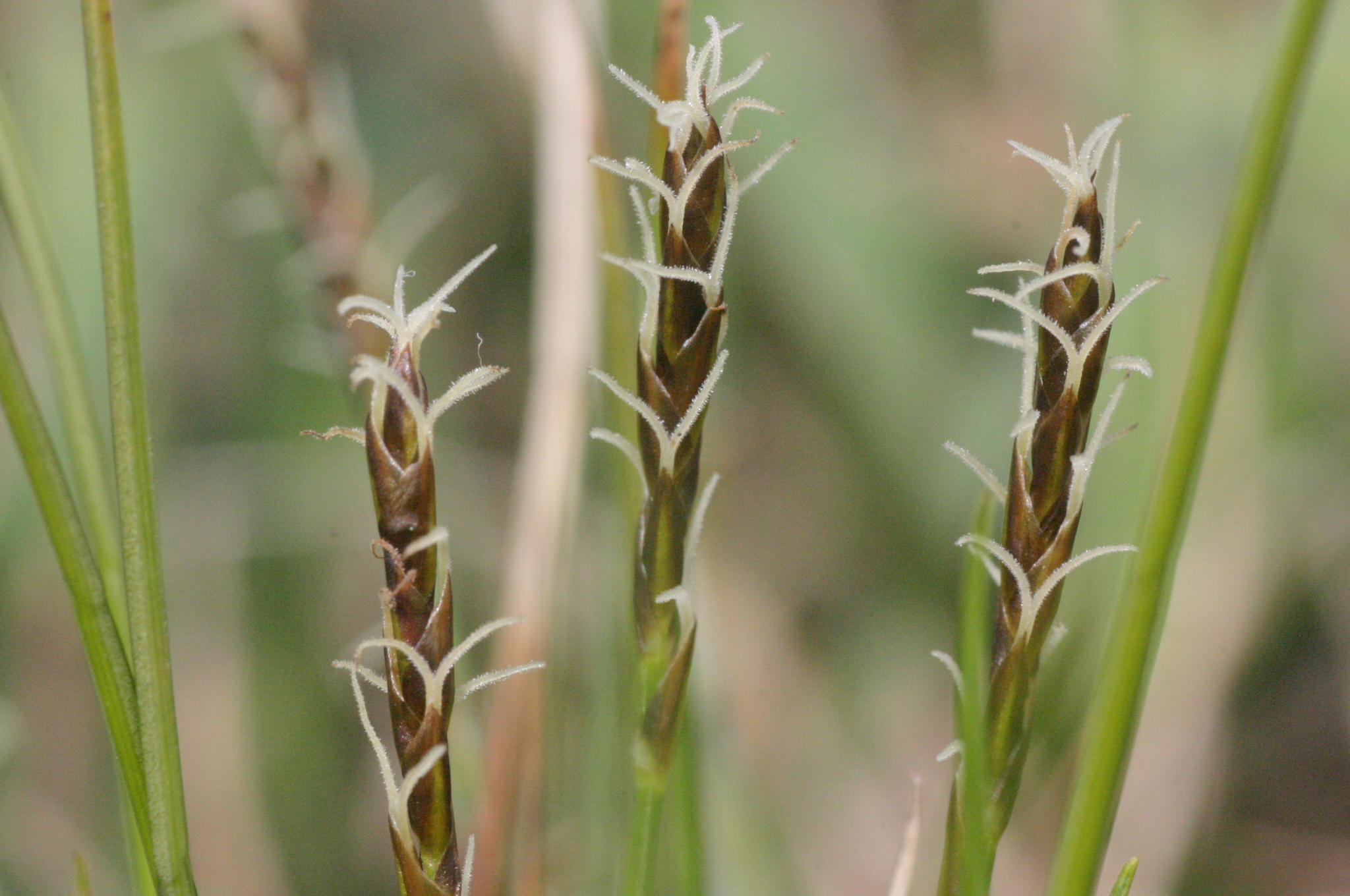
Davalls Segge
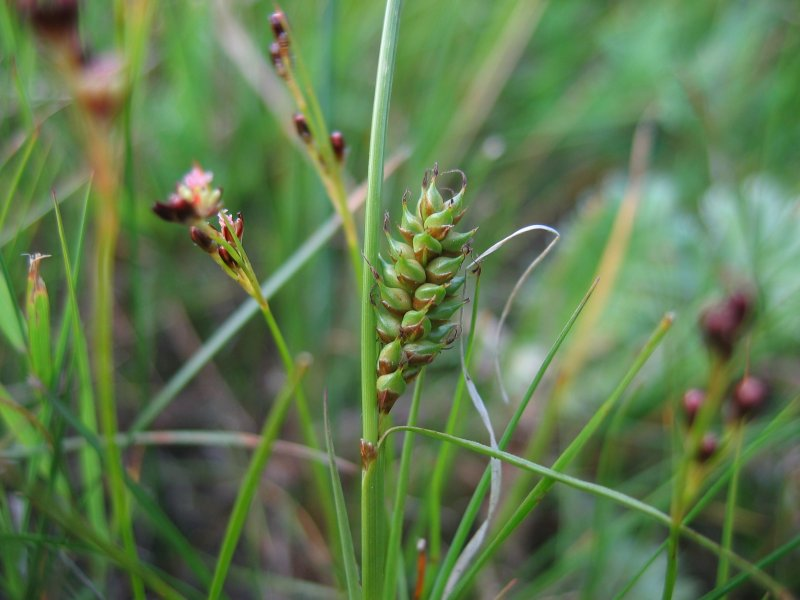
Entferntährige Segge
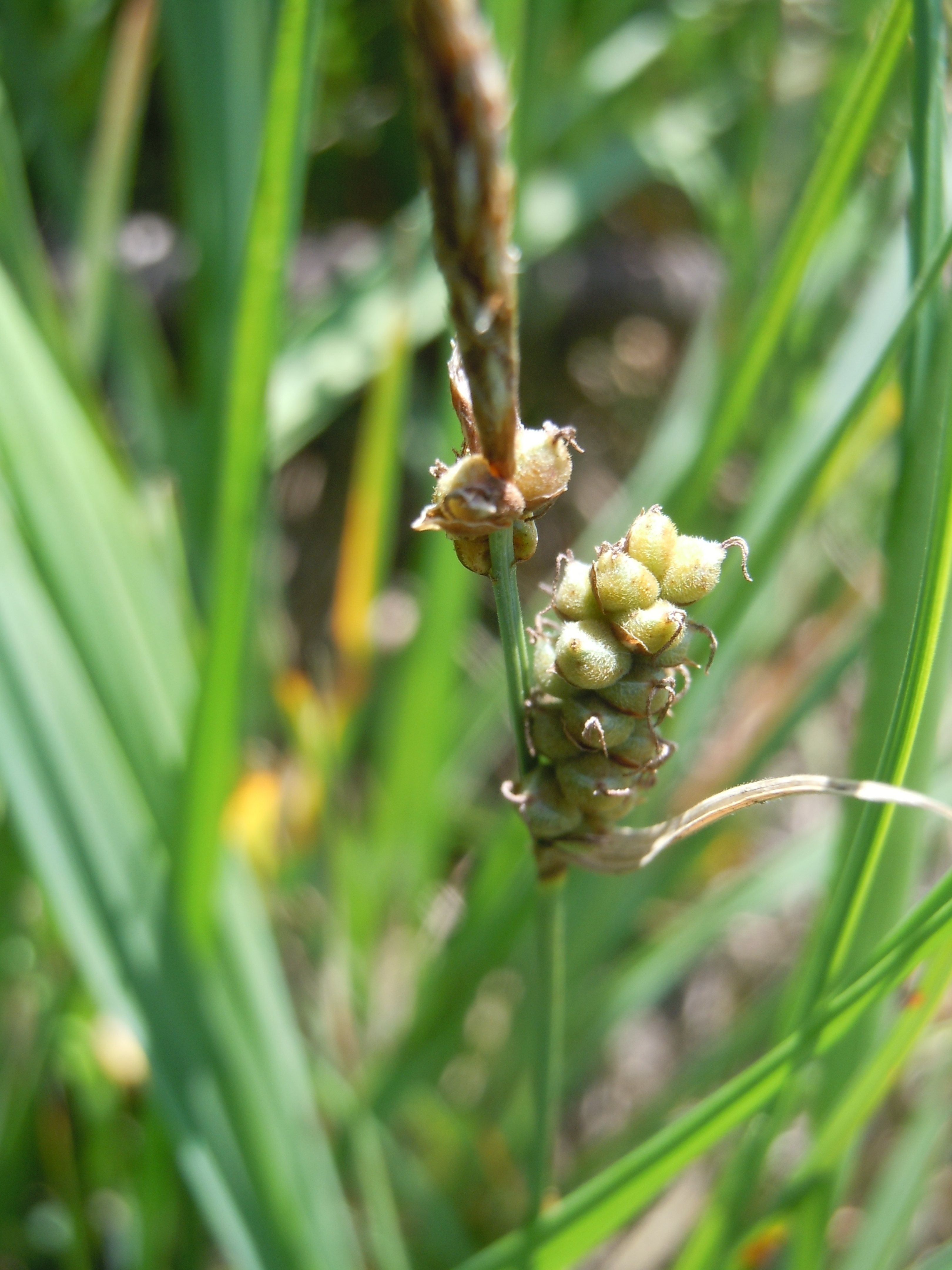
Filz-Segge
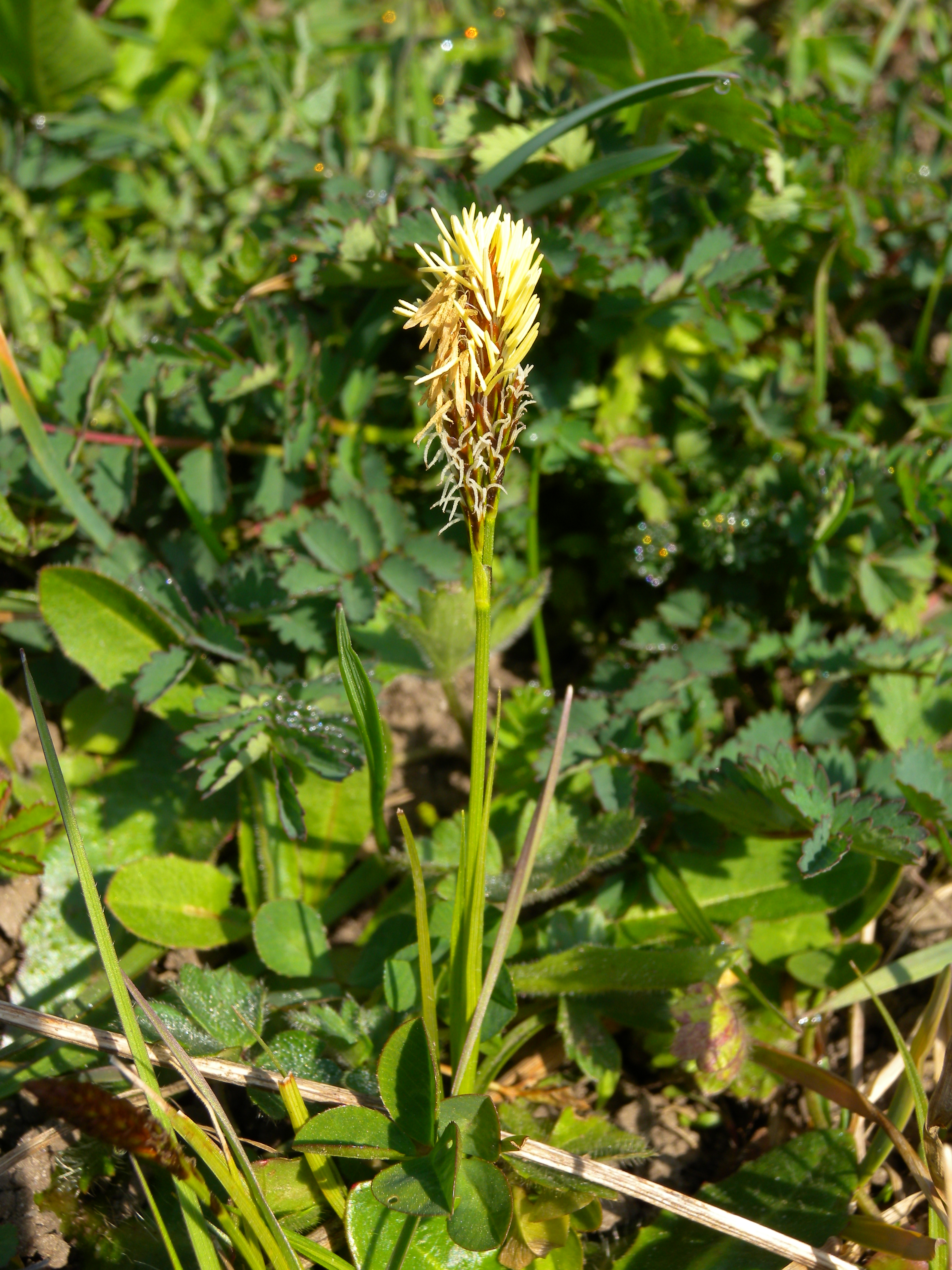
Frühlings-Segge
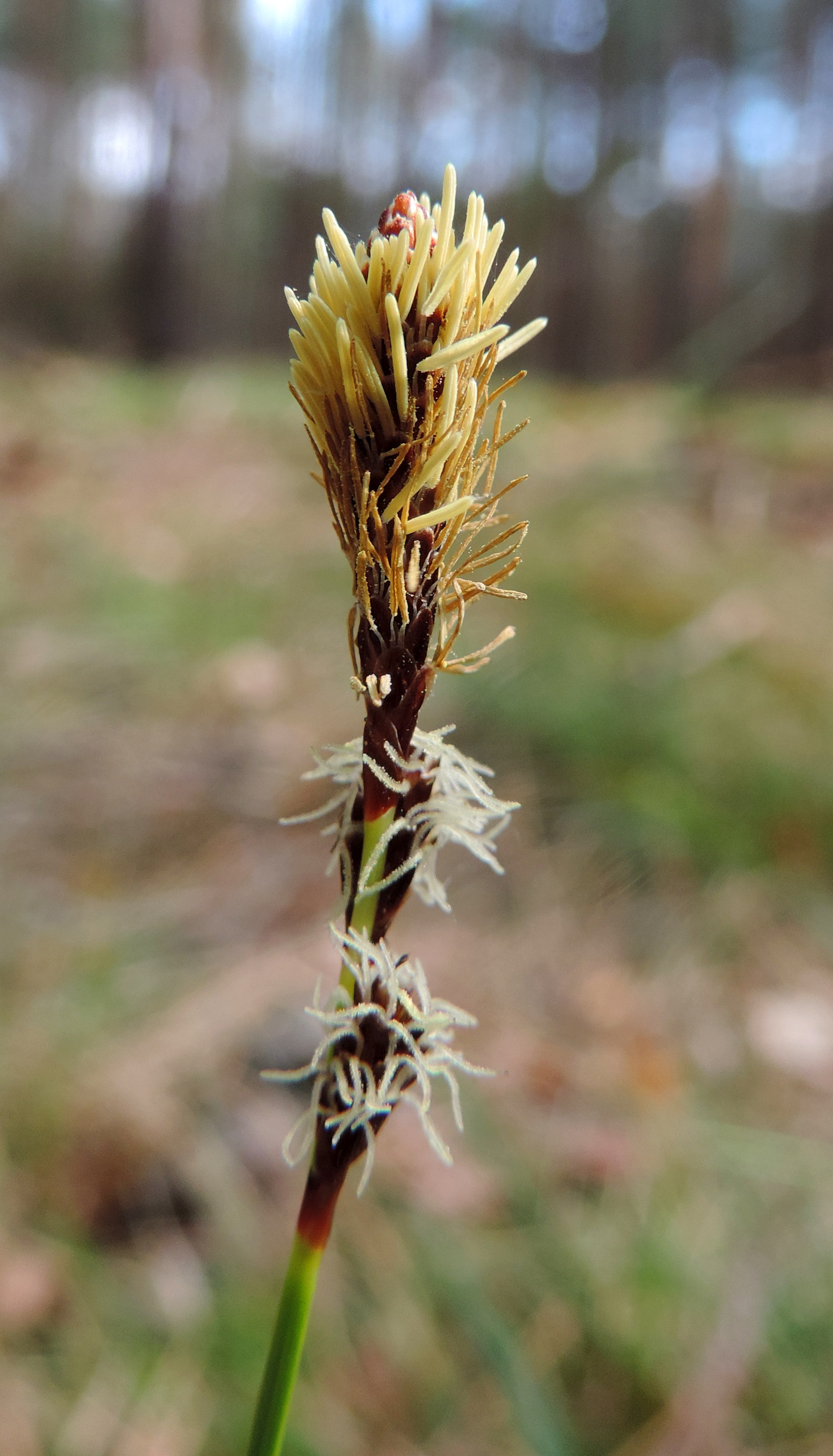
Heide-Segge
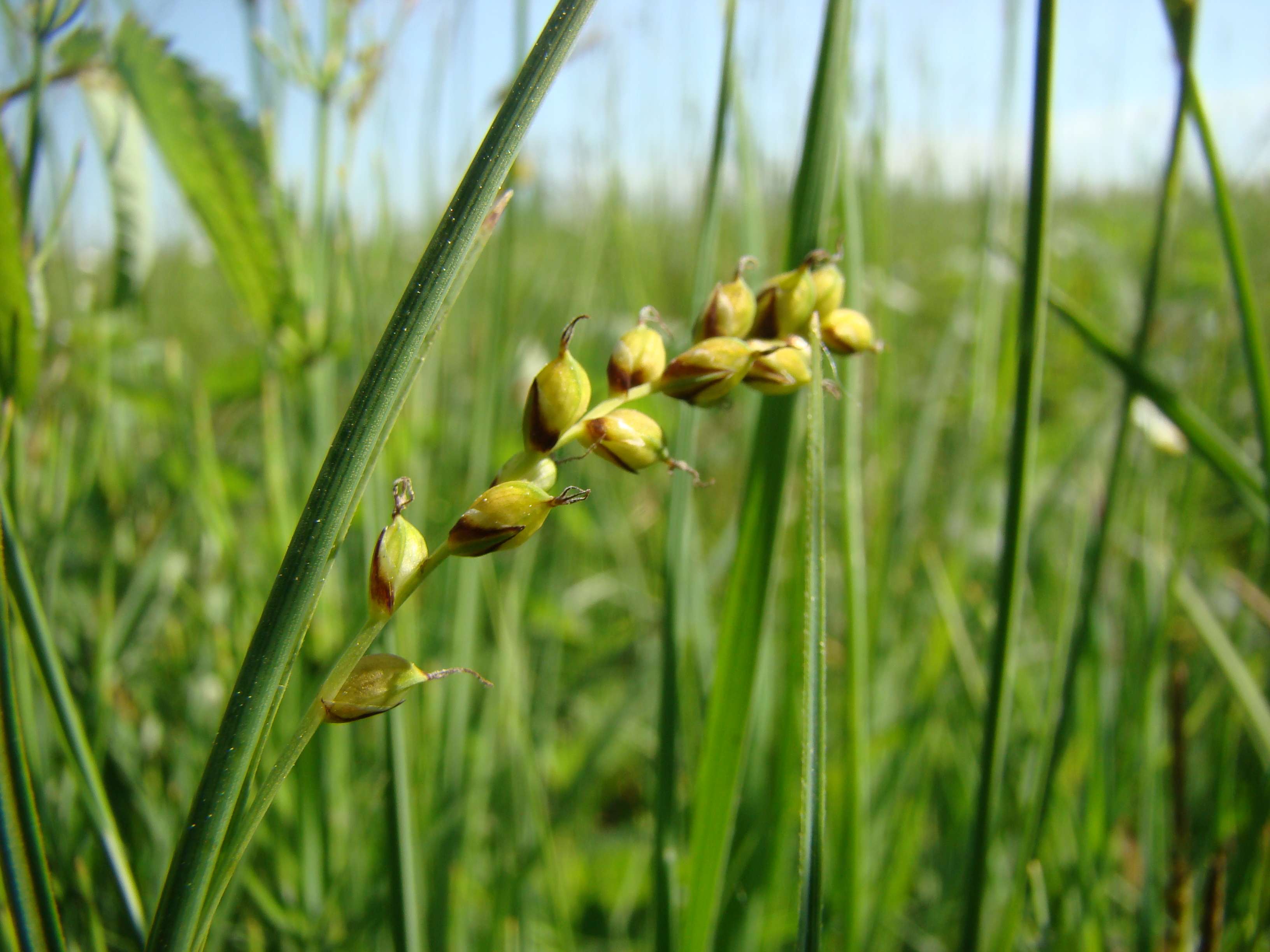
Hirse-Segge
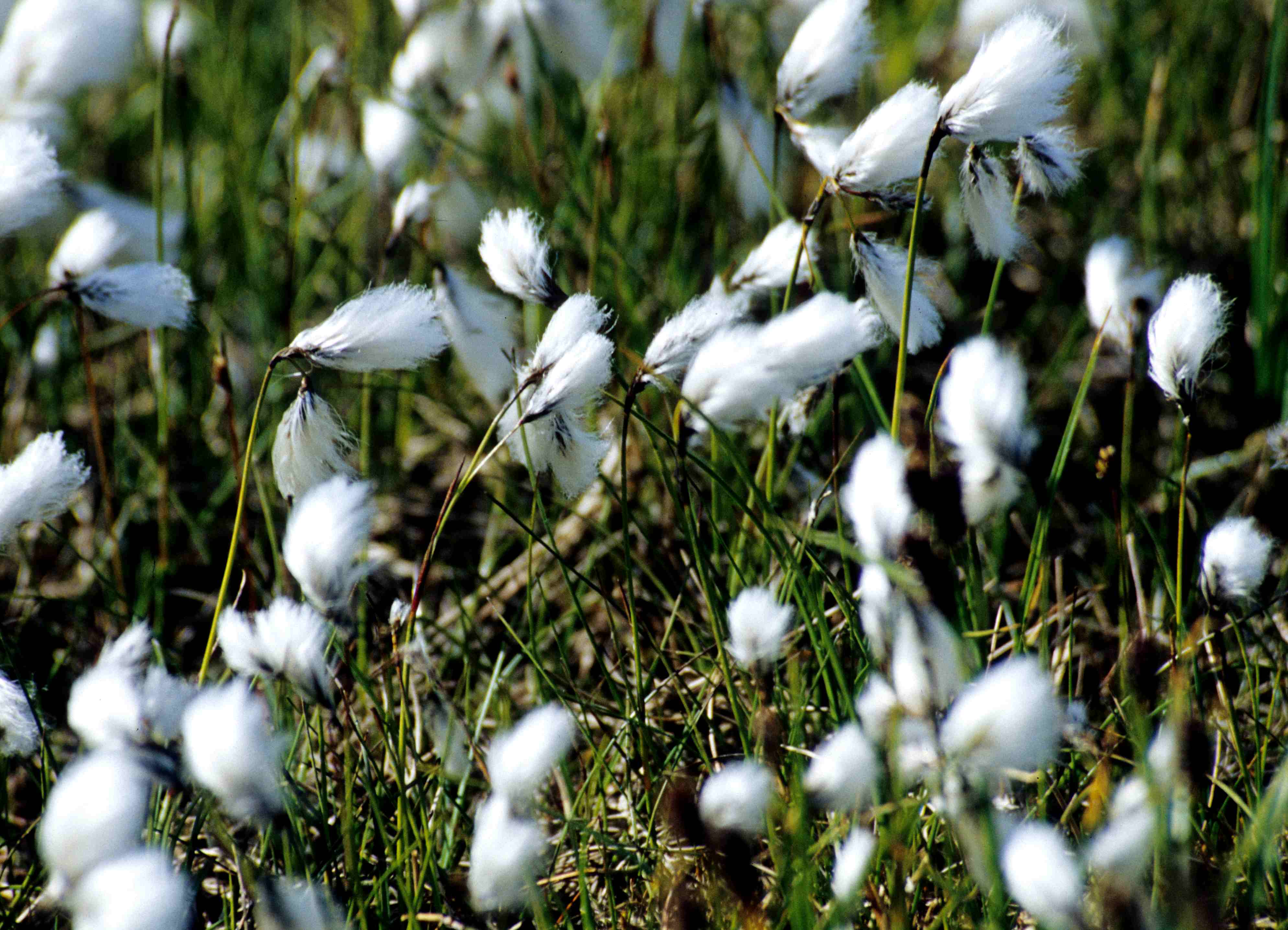
Schmalblättriges Wollgras
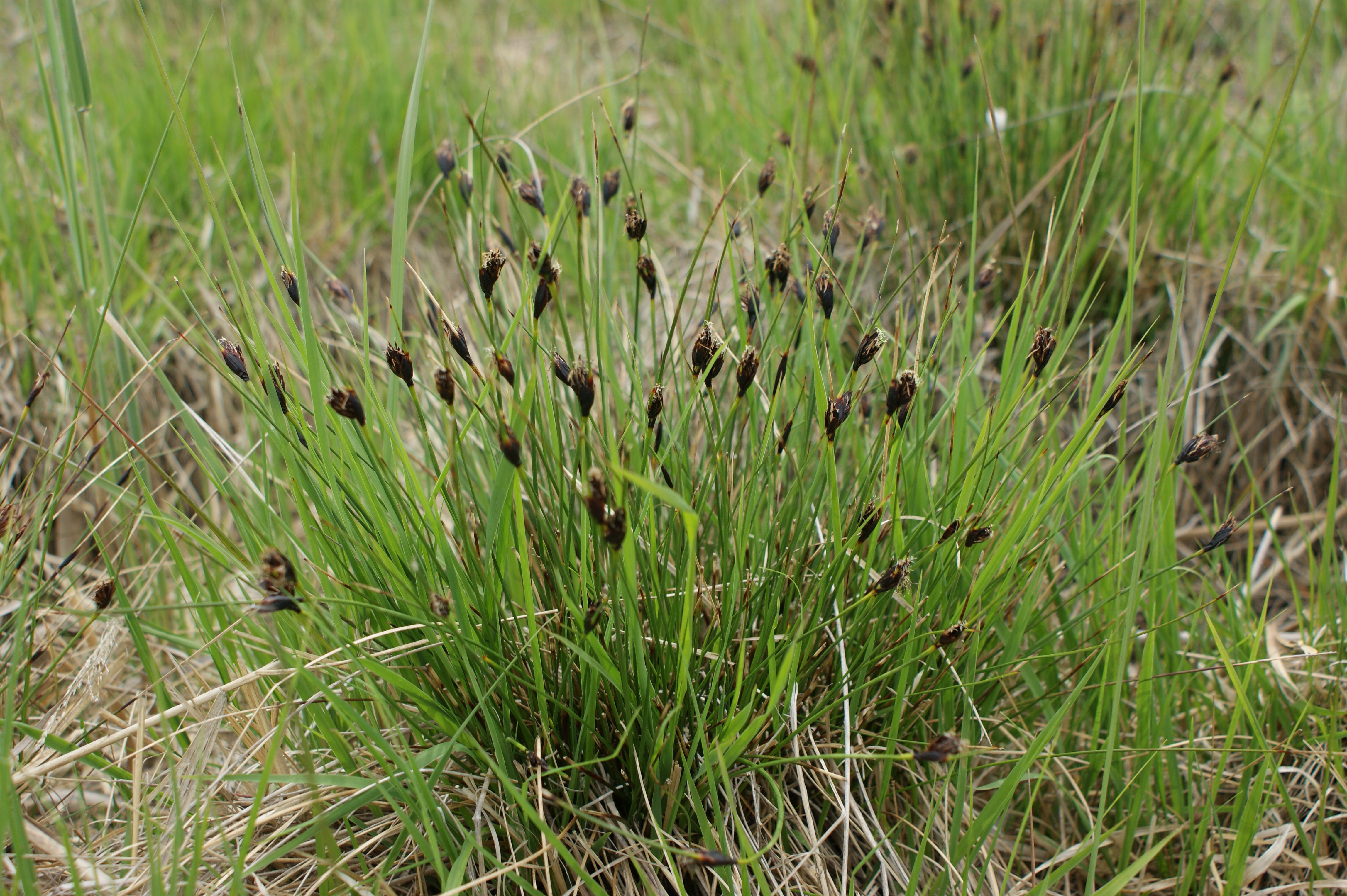
Schwarzes Kopfried
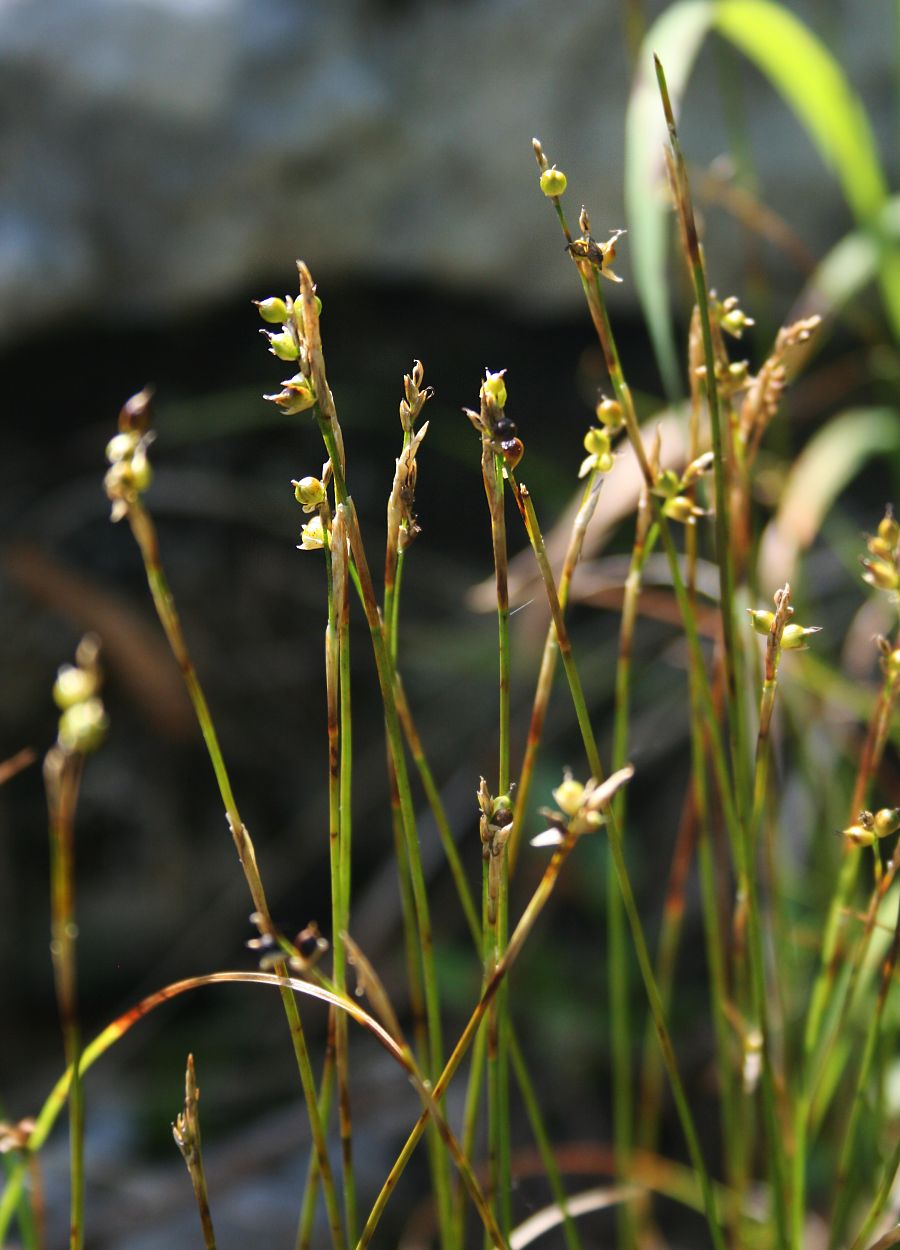
Weiße Segge
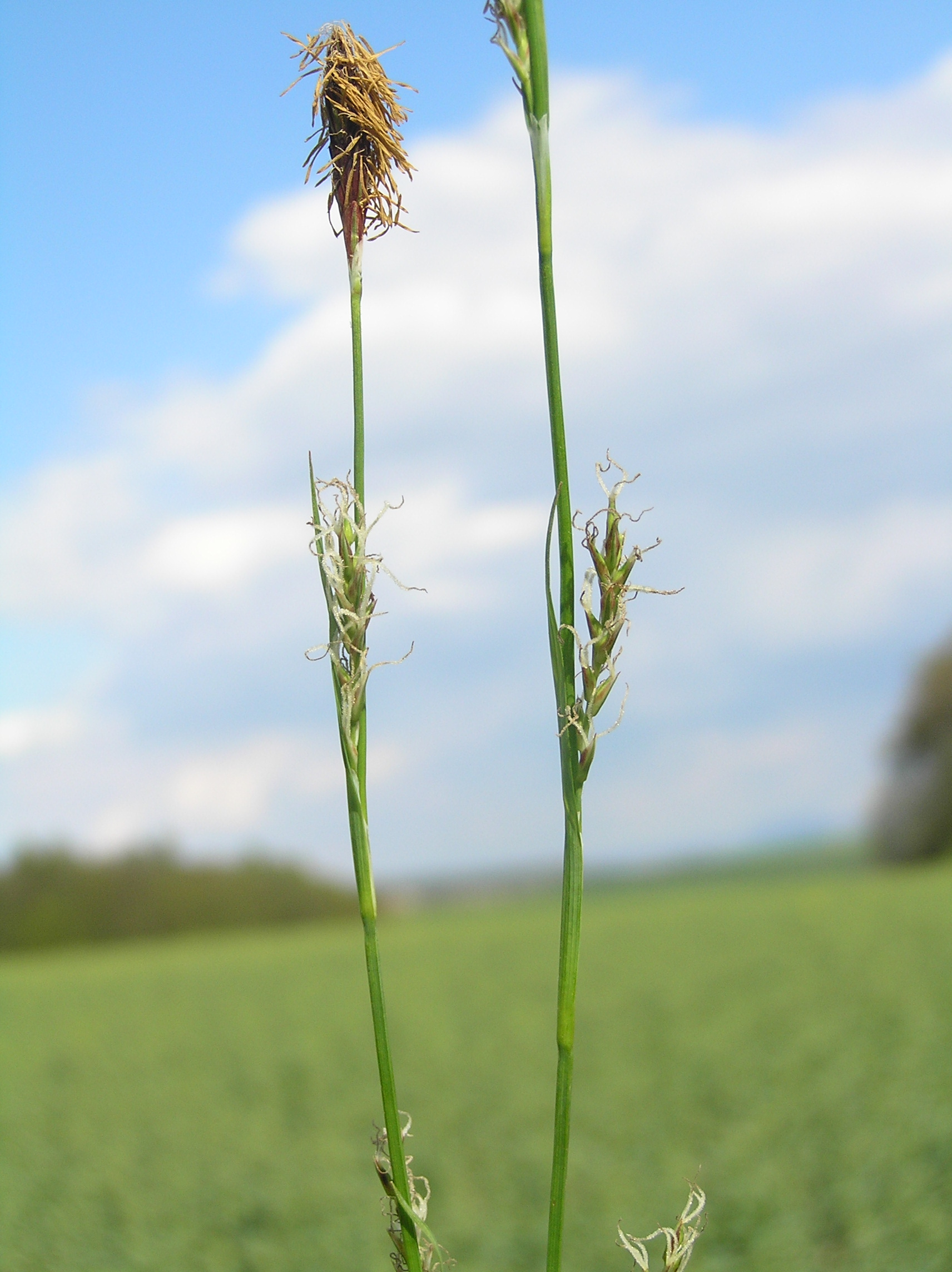
Wimper-Segge

#### Sommerwurzgewächse(Orobanchaceae)

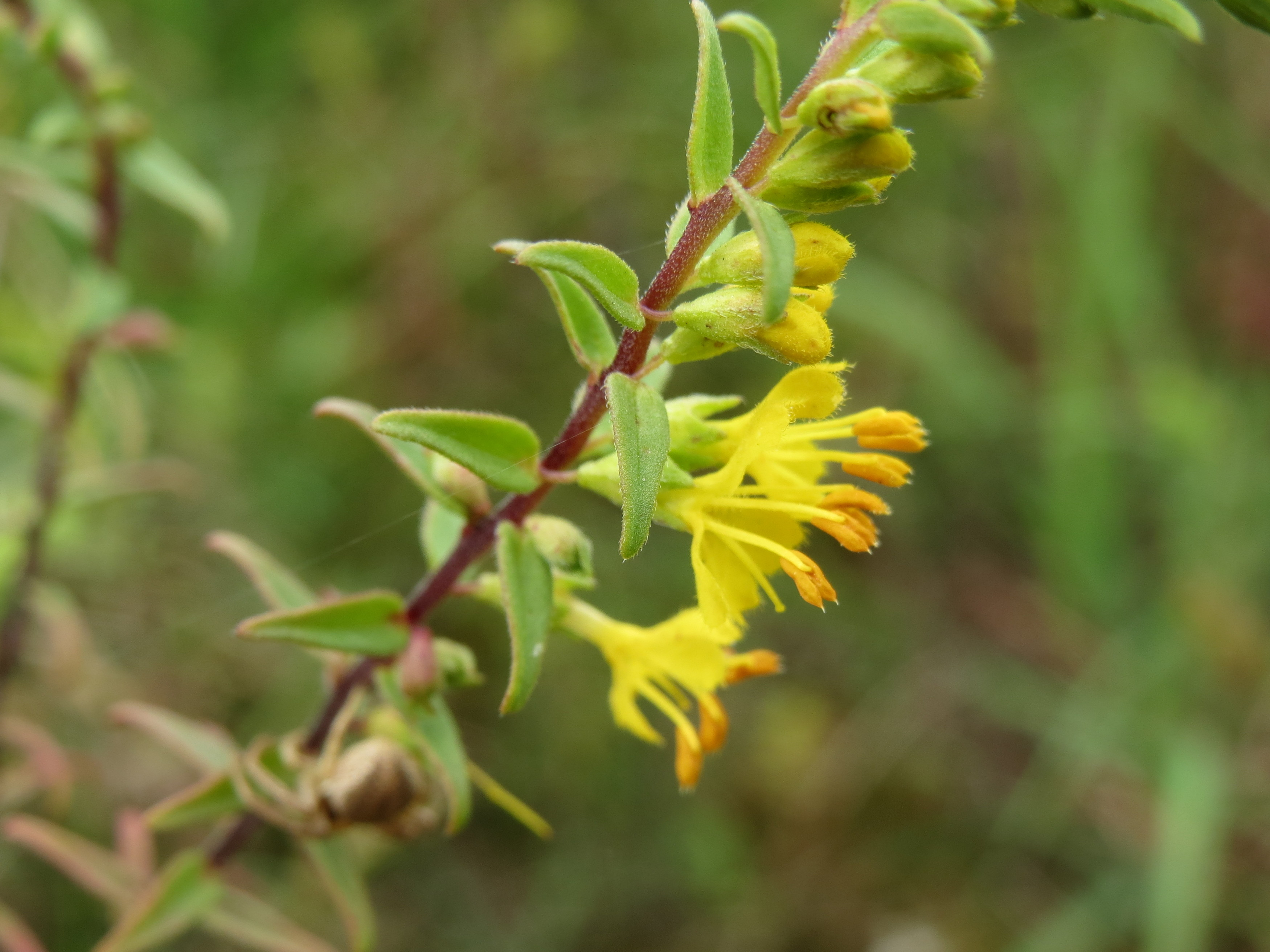
Gelber Zahntrost
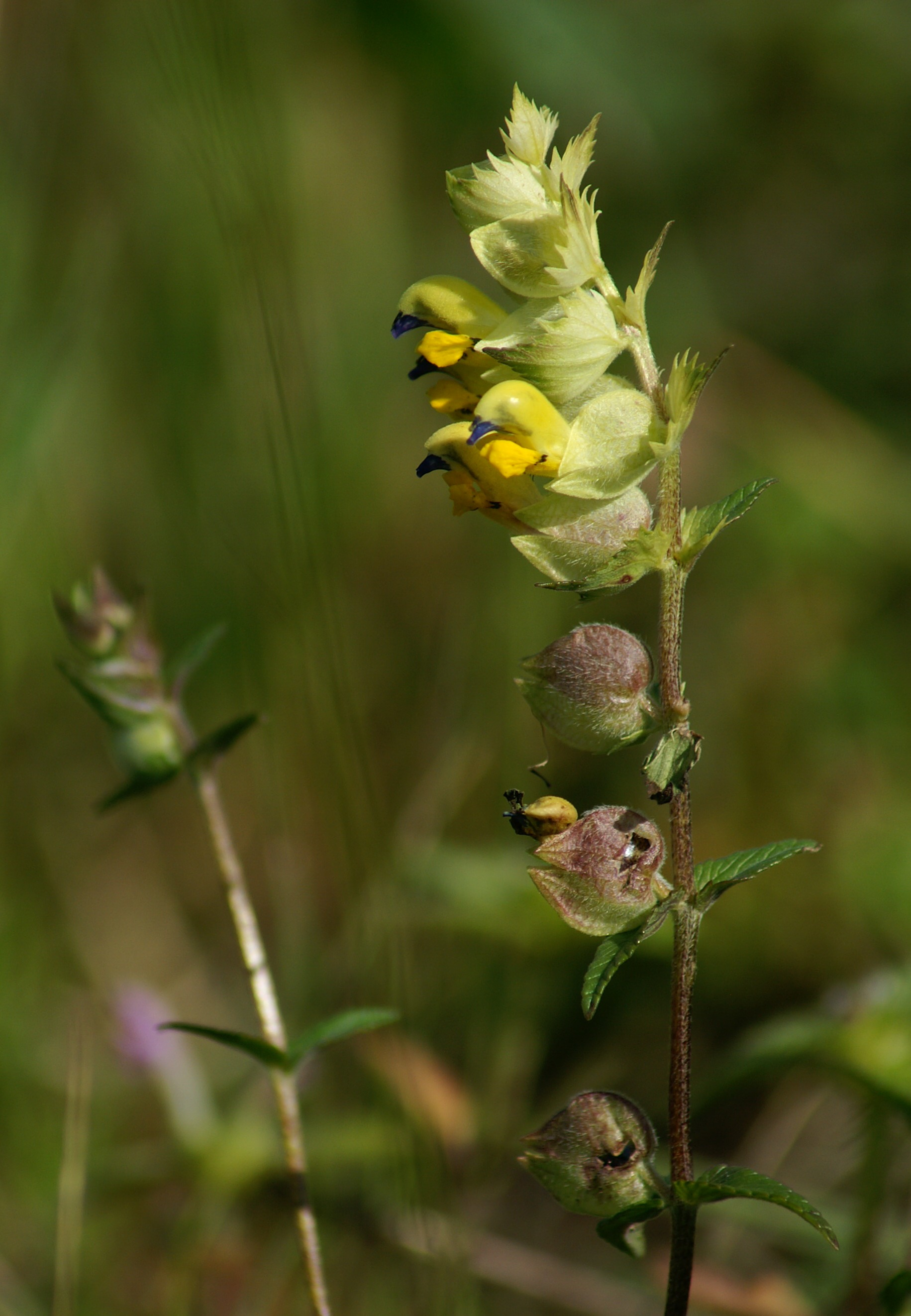
Großer Klappertopf
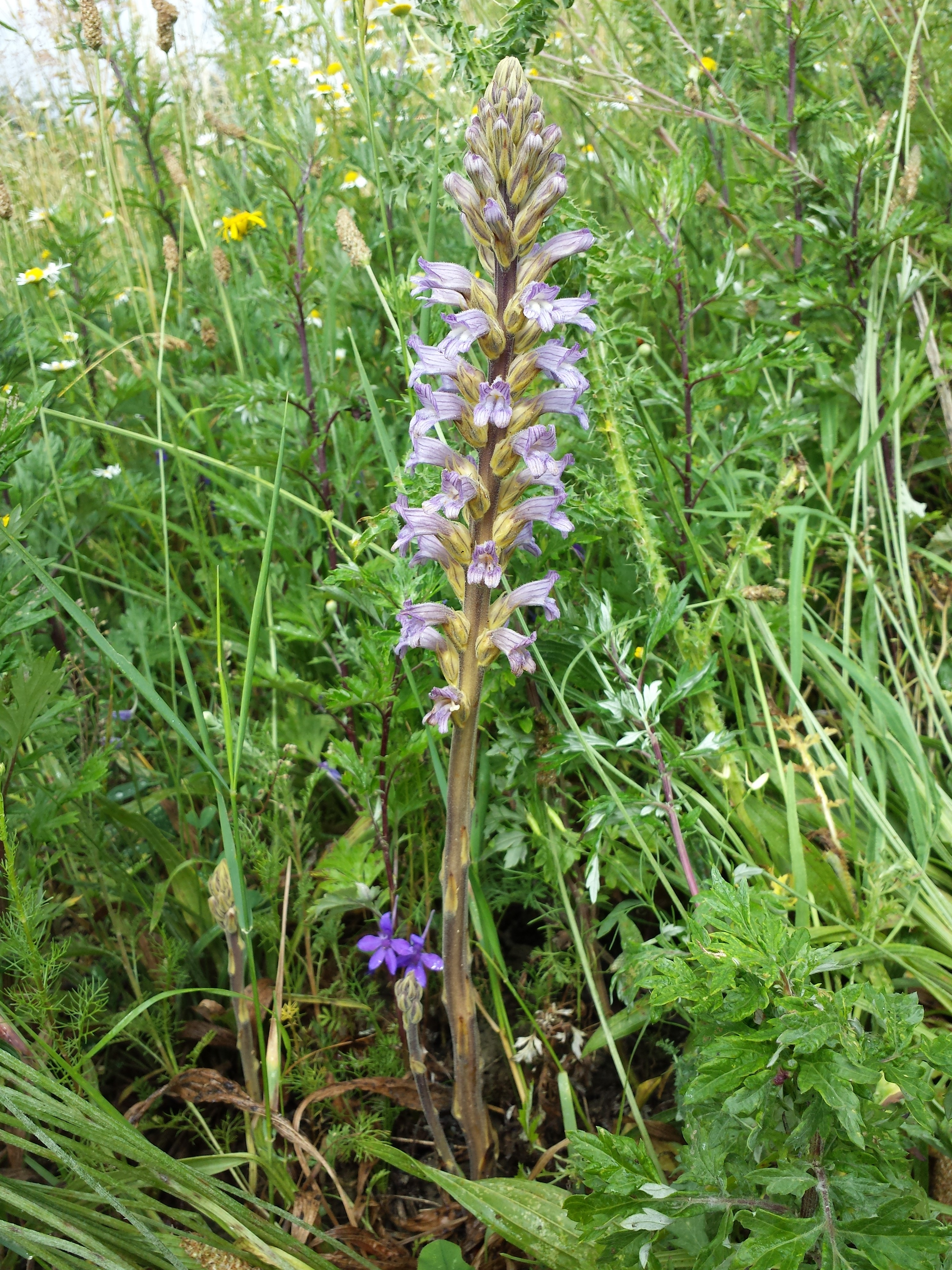
Violette Sommerwurz
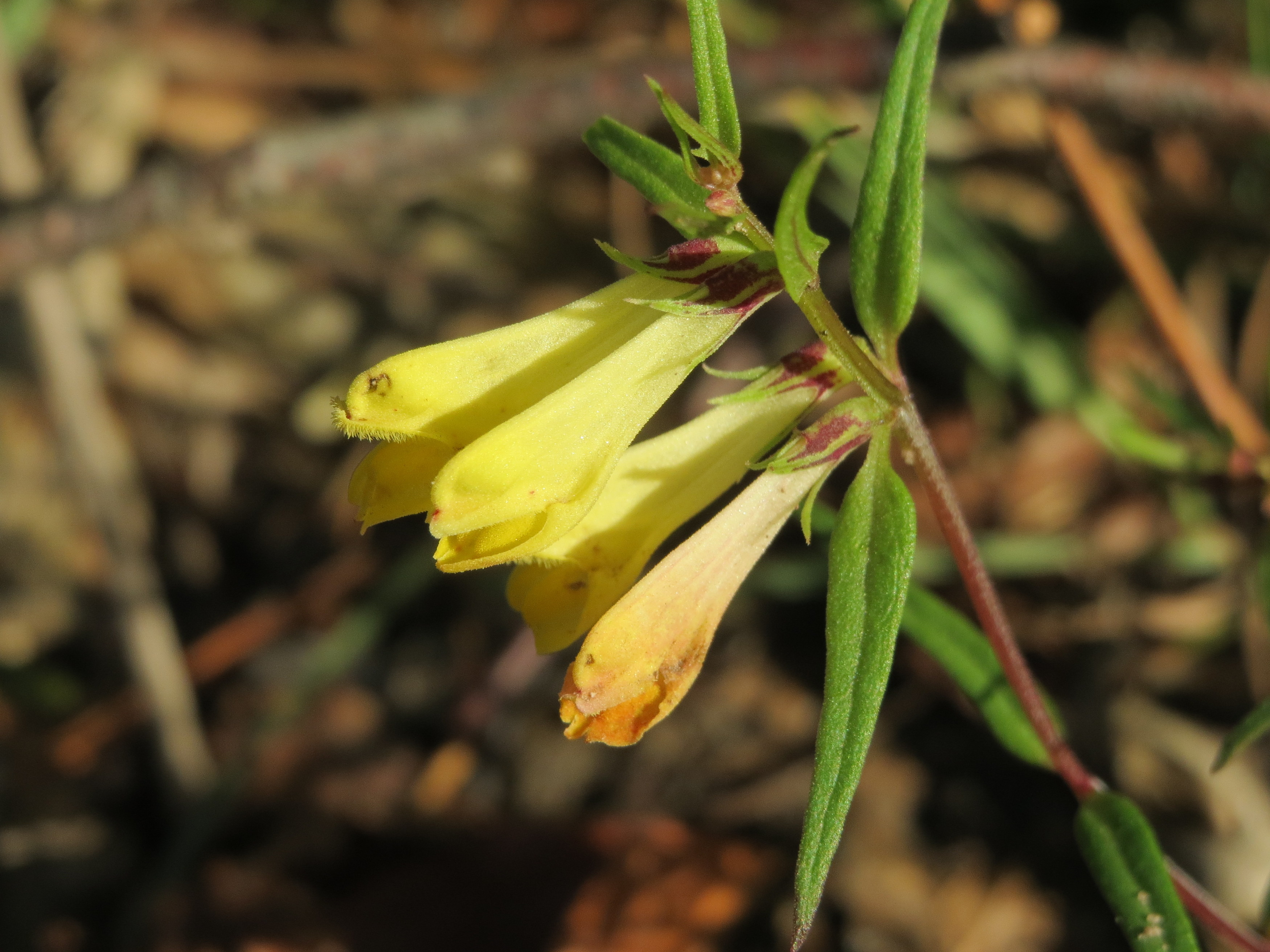
Wiesen-Wachtelweizen

#### Spargelgewächse(Asparagaceae)

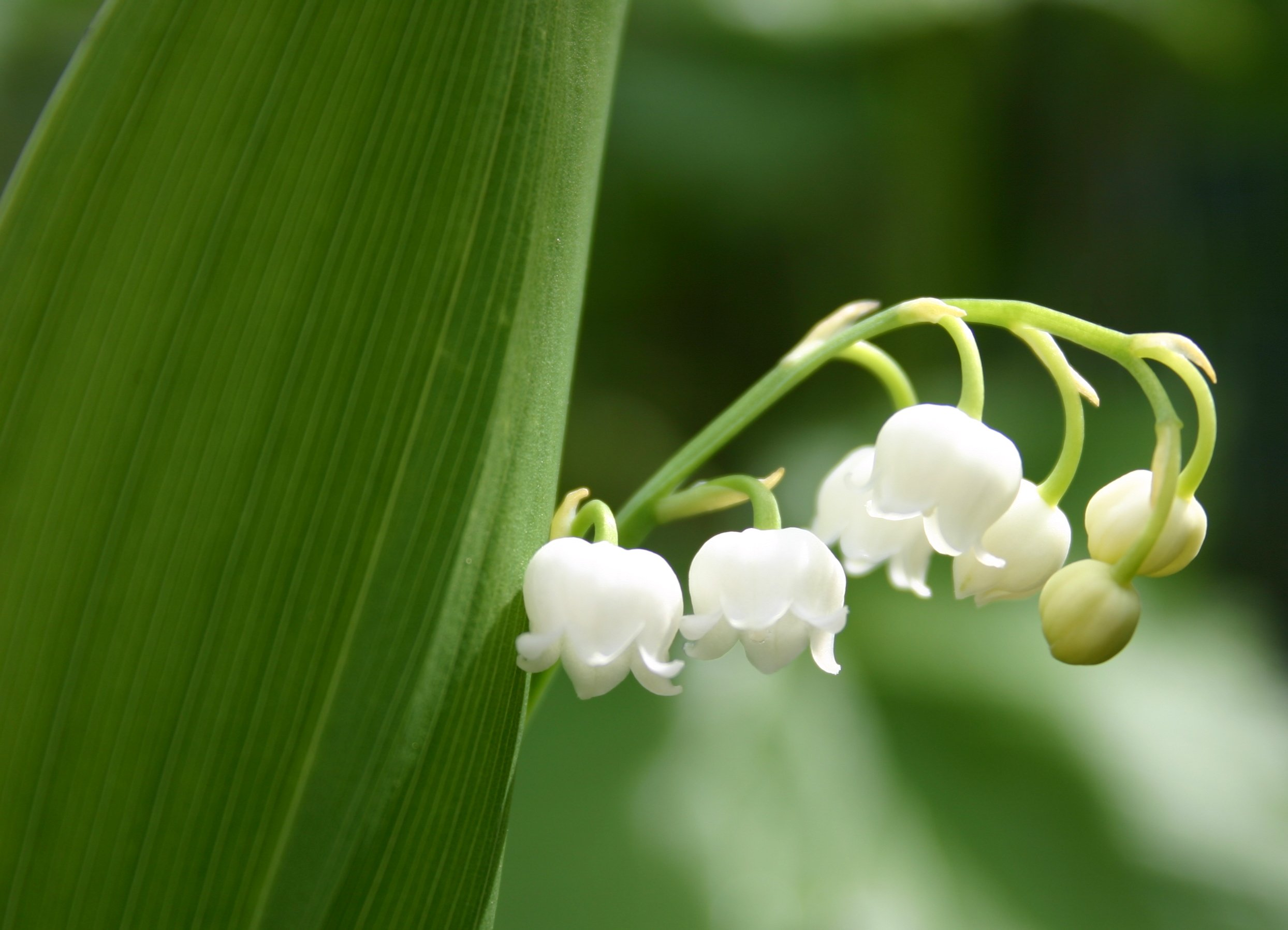
Maiglöckchen
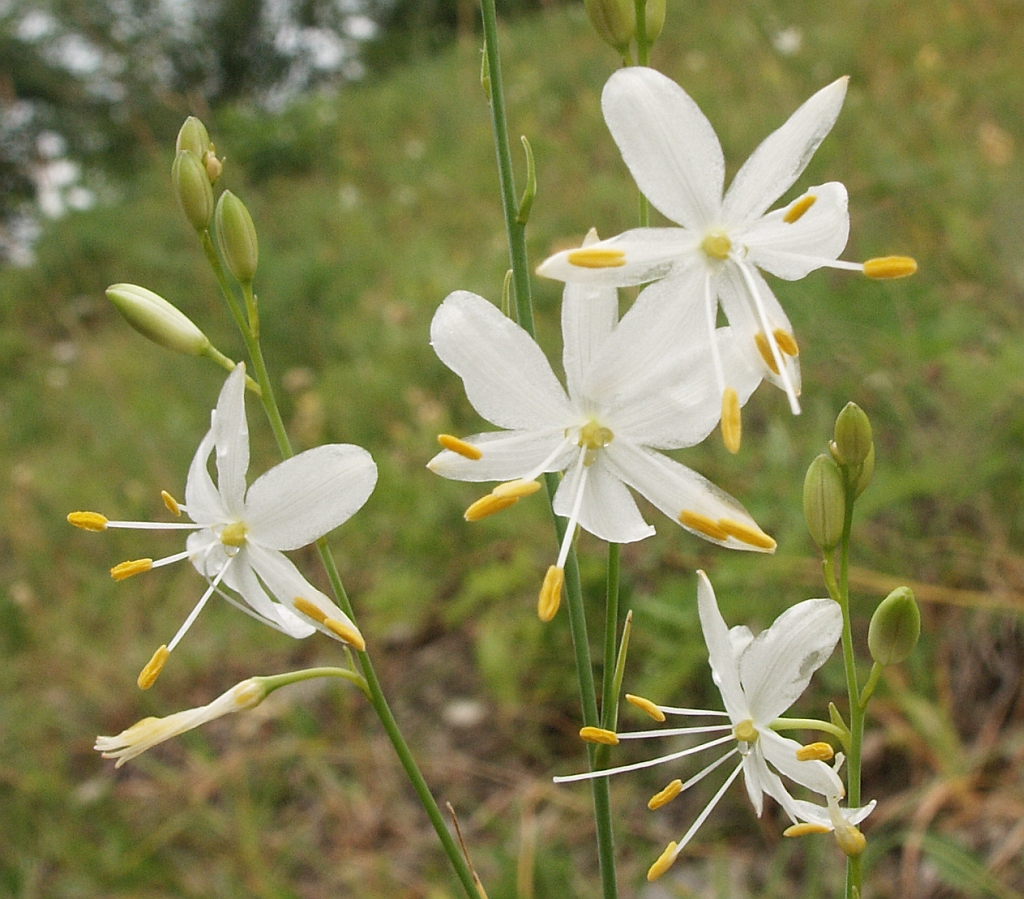
Rispige Graslilie
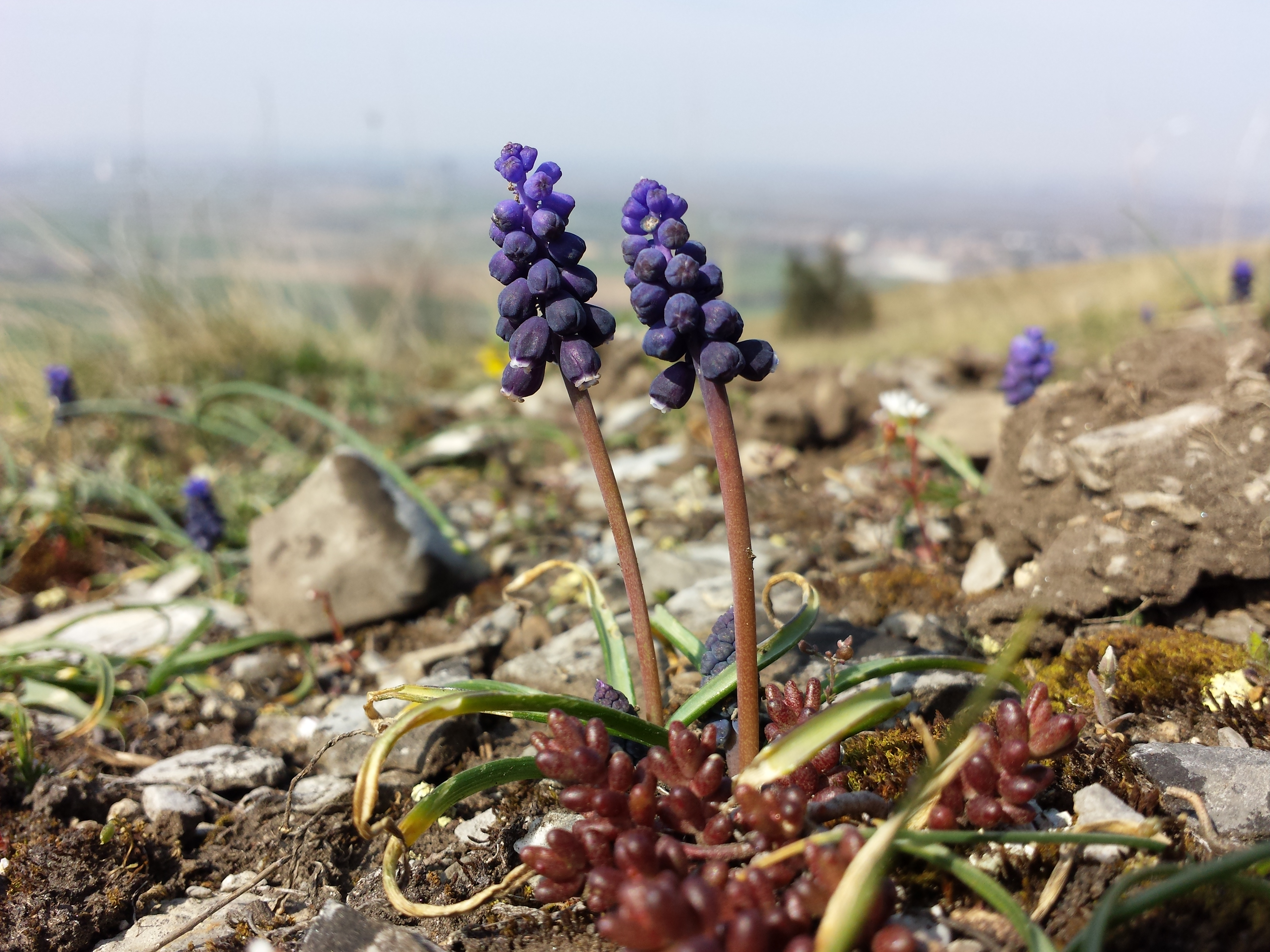
Weinbergs-Traubenhyazinthe

#### Storchschnabelgewächse(Geraniaceae)

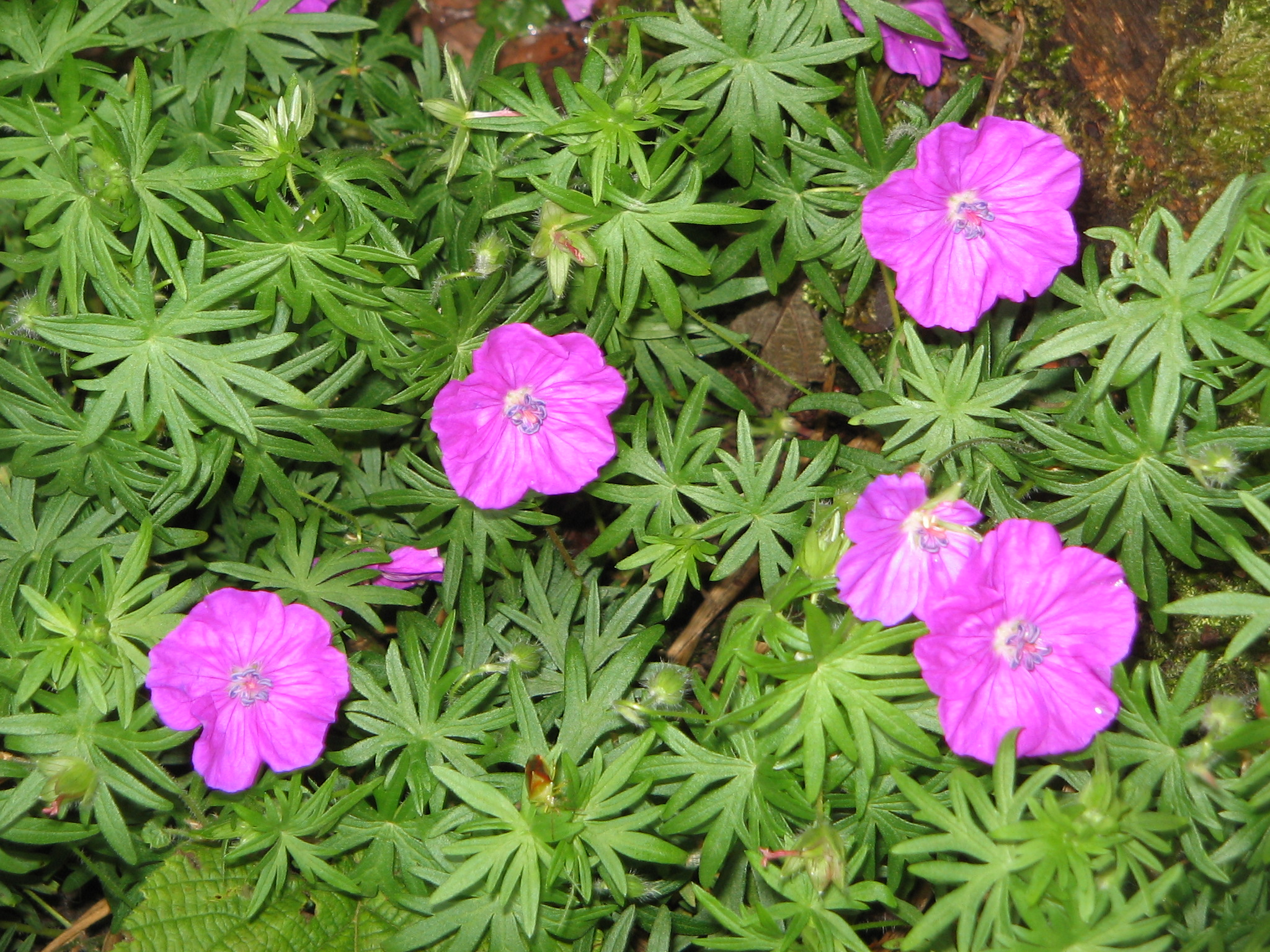
Blutroter Storchschnabel

#### Süßgräser(Poaceae)

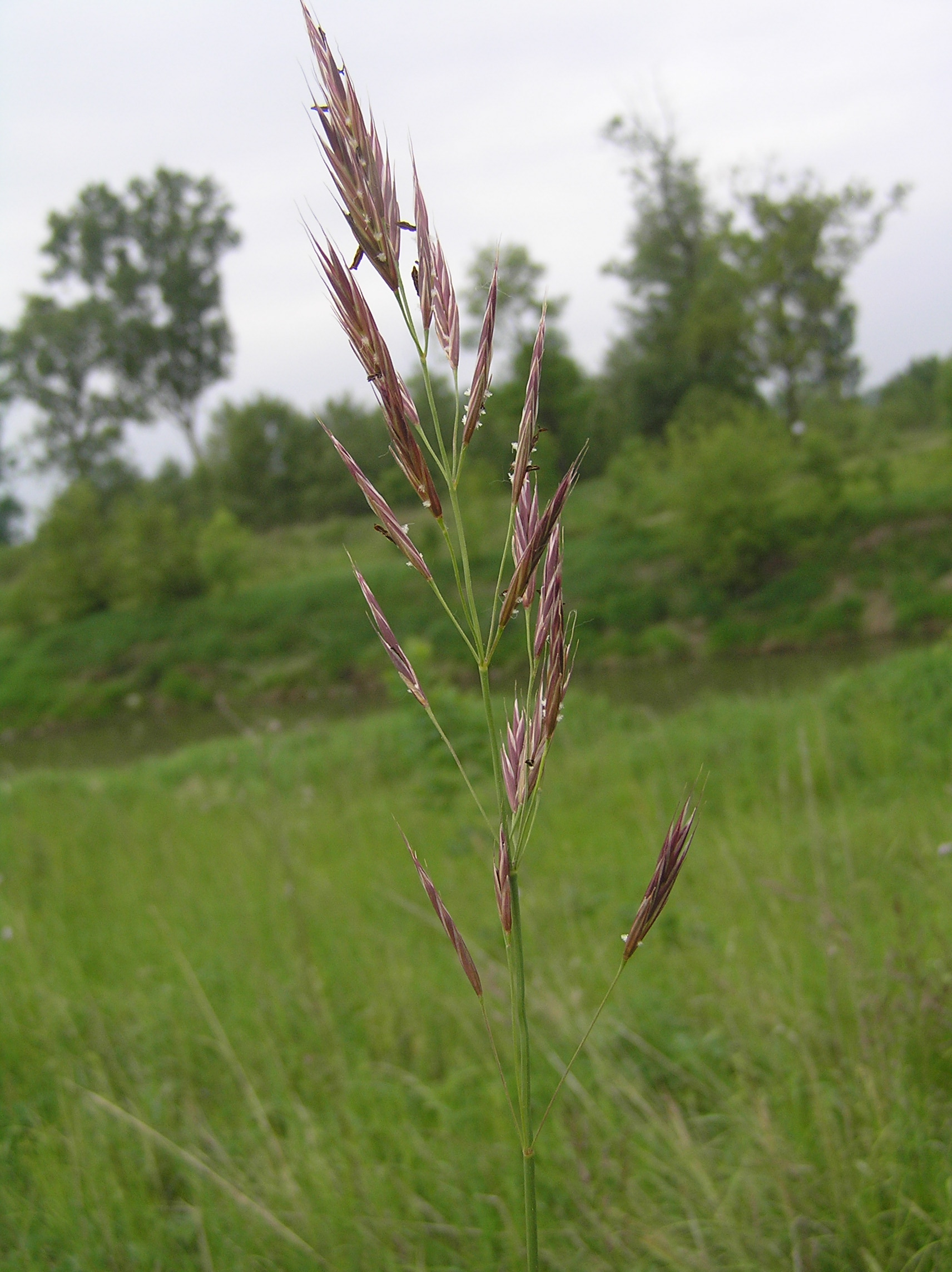
Aufrechte Trespe
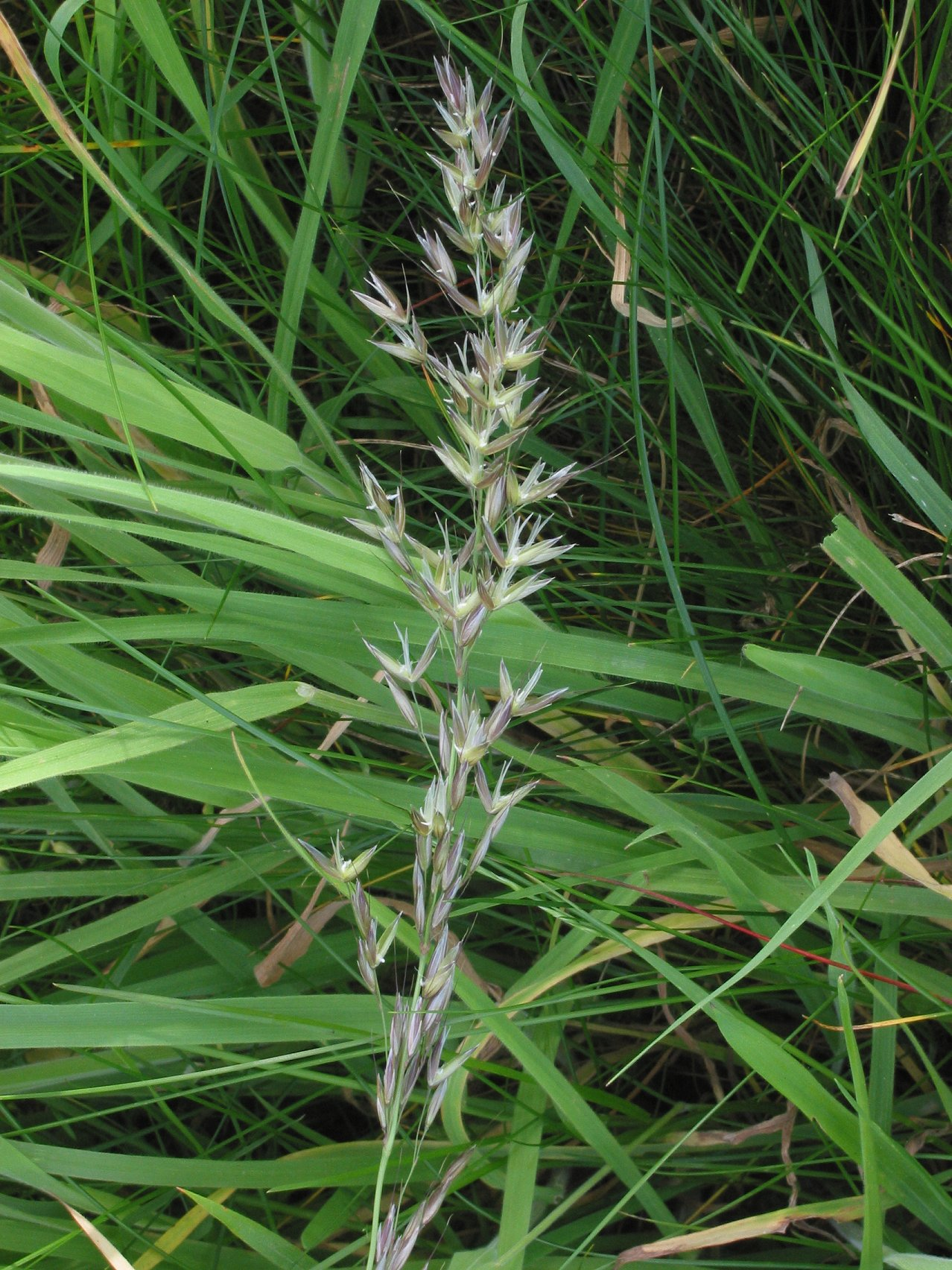
Gewöhnlicher Glatthafer
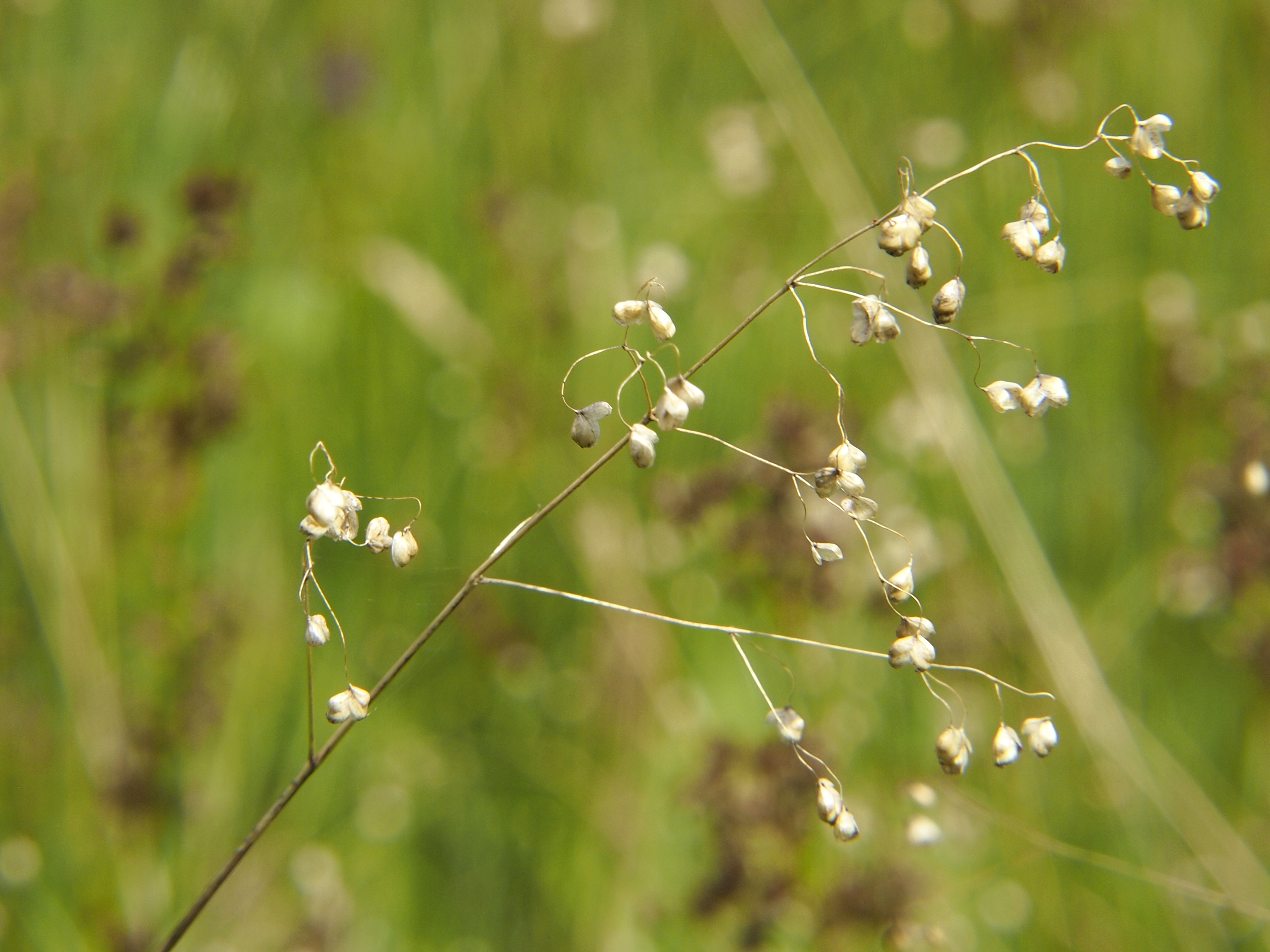
Mittleres Zittergras

#### Wolfsmilchgewächse(Euphorbiaceae)

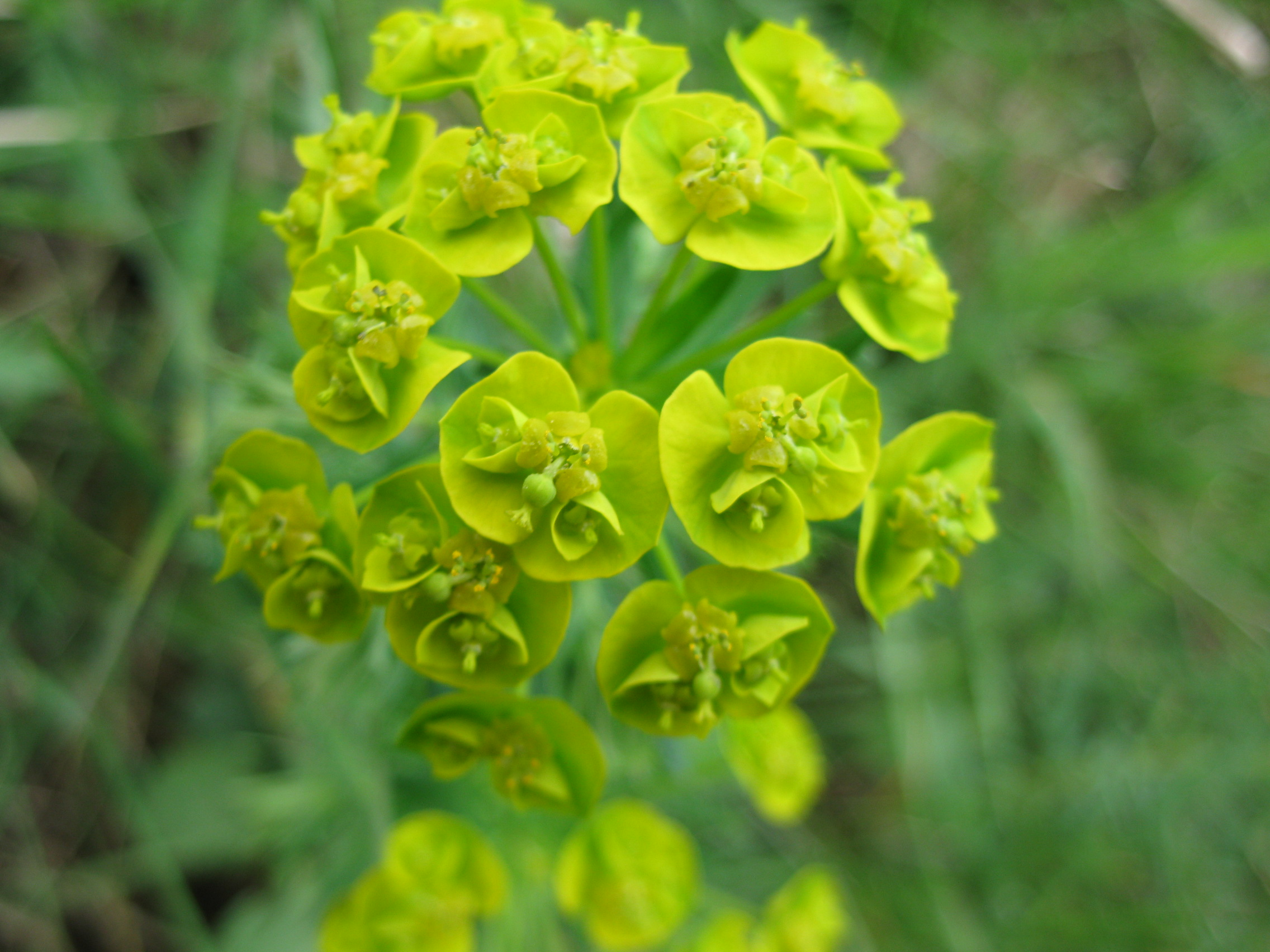
Zypressen-Wolfsmilch

### Fauna

#### Amphibien(Amphibia) oderLurche

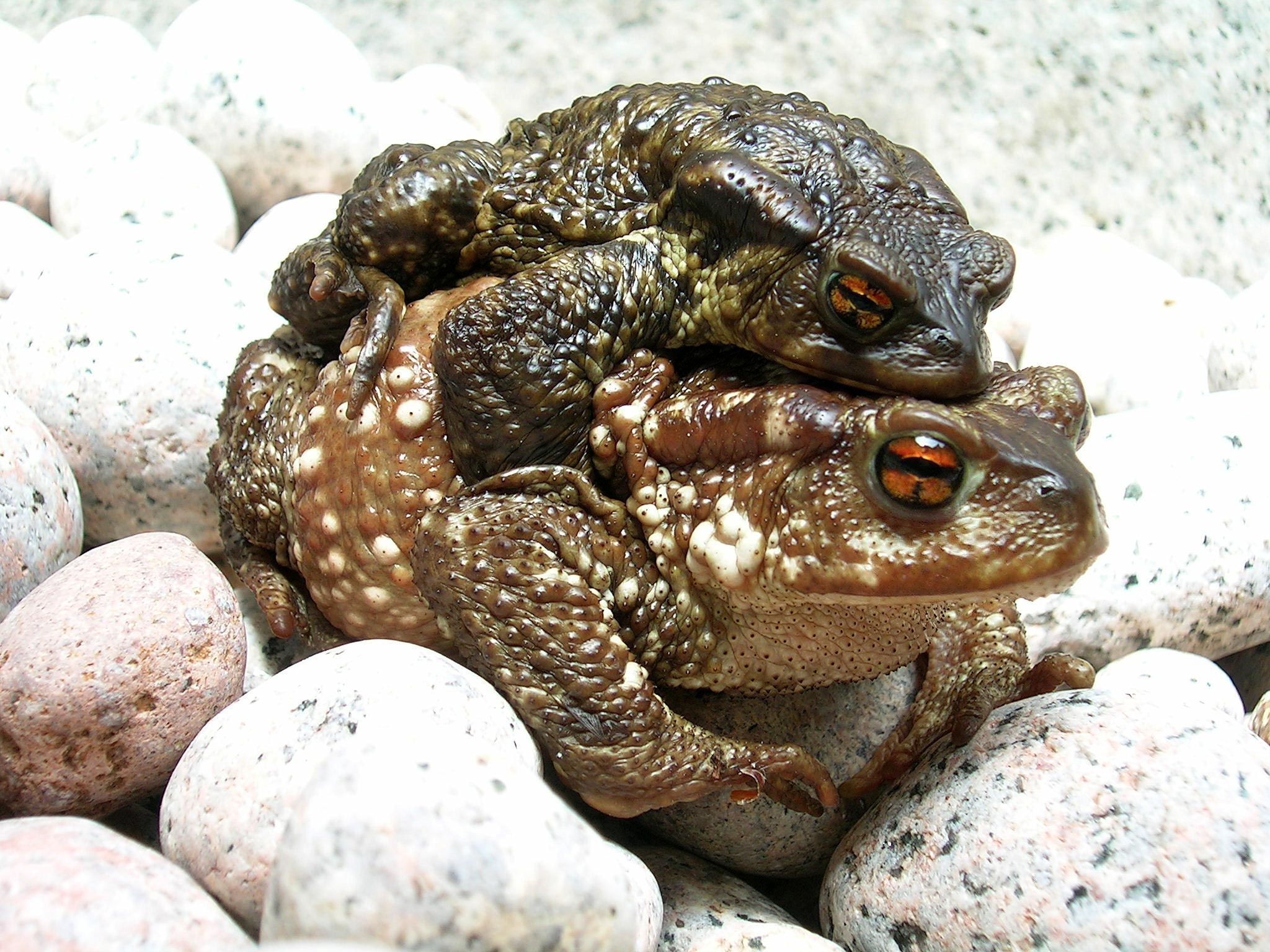
Erdkröte
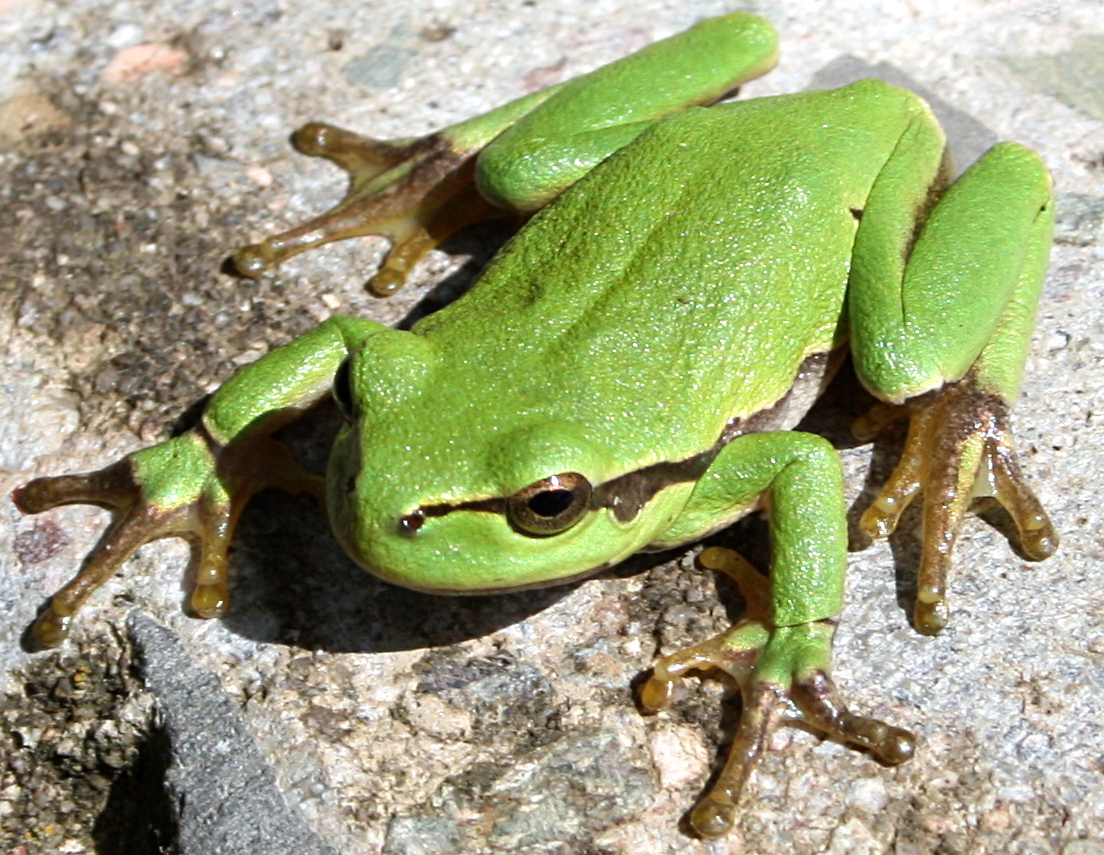
Europ. Laubfrosch
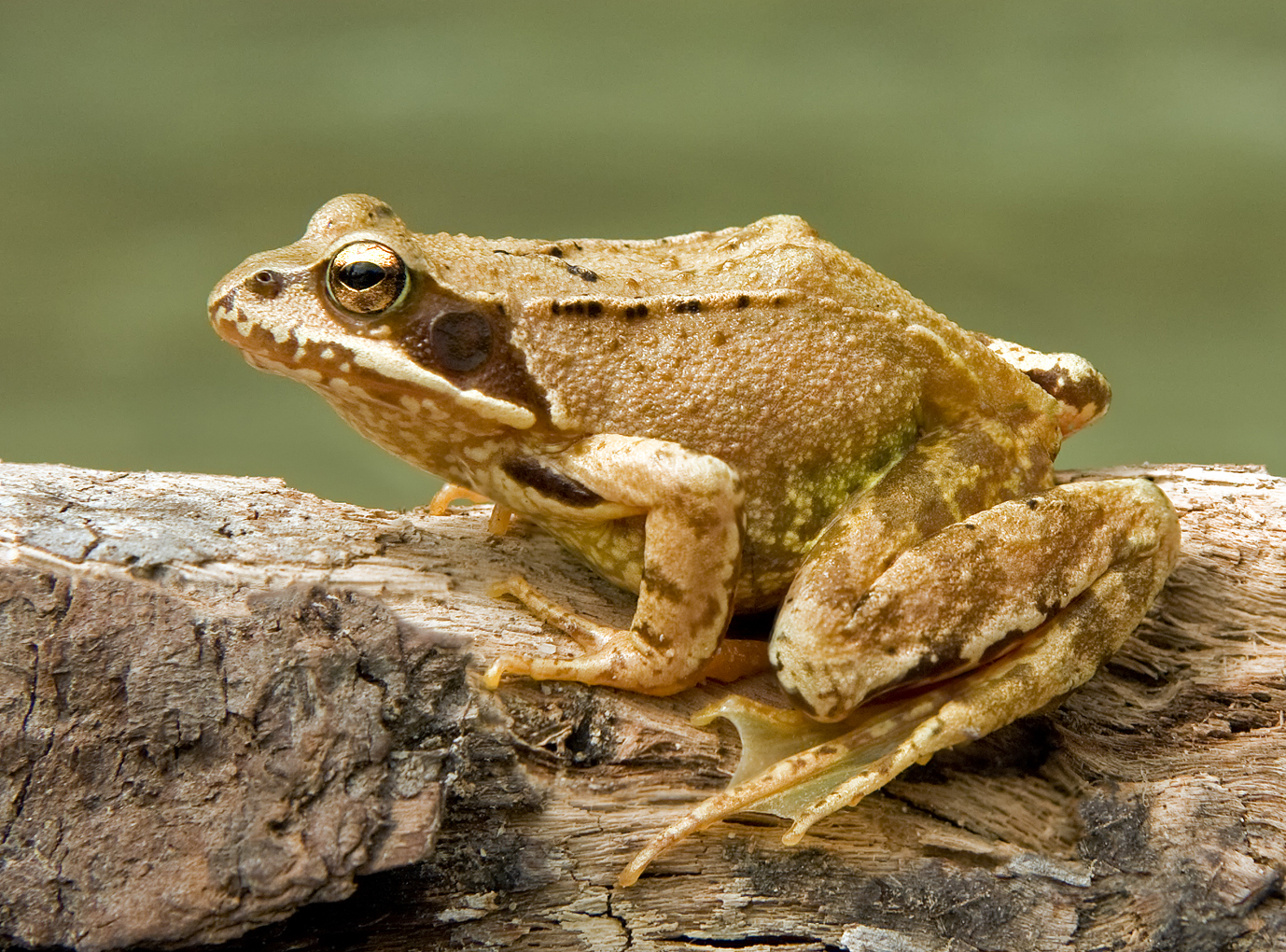
Grasfrosch
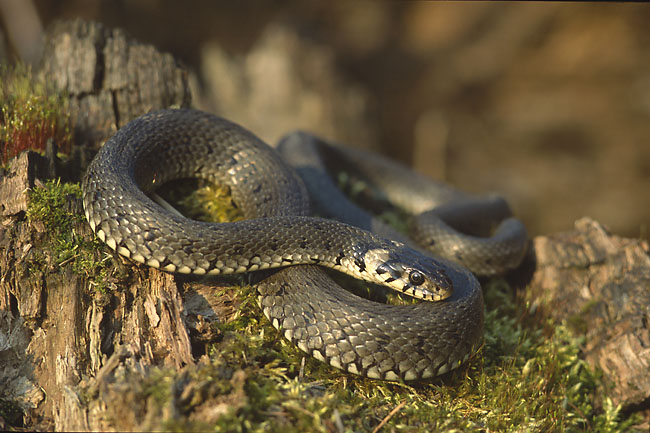
Ringelnatter
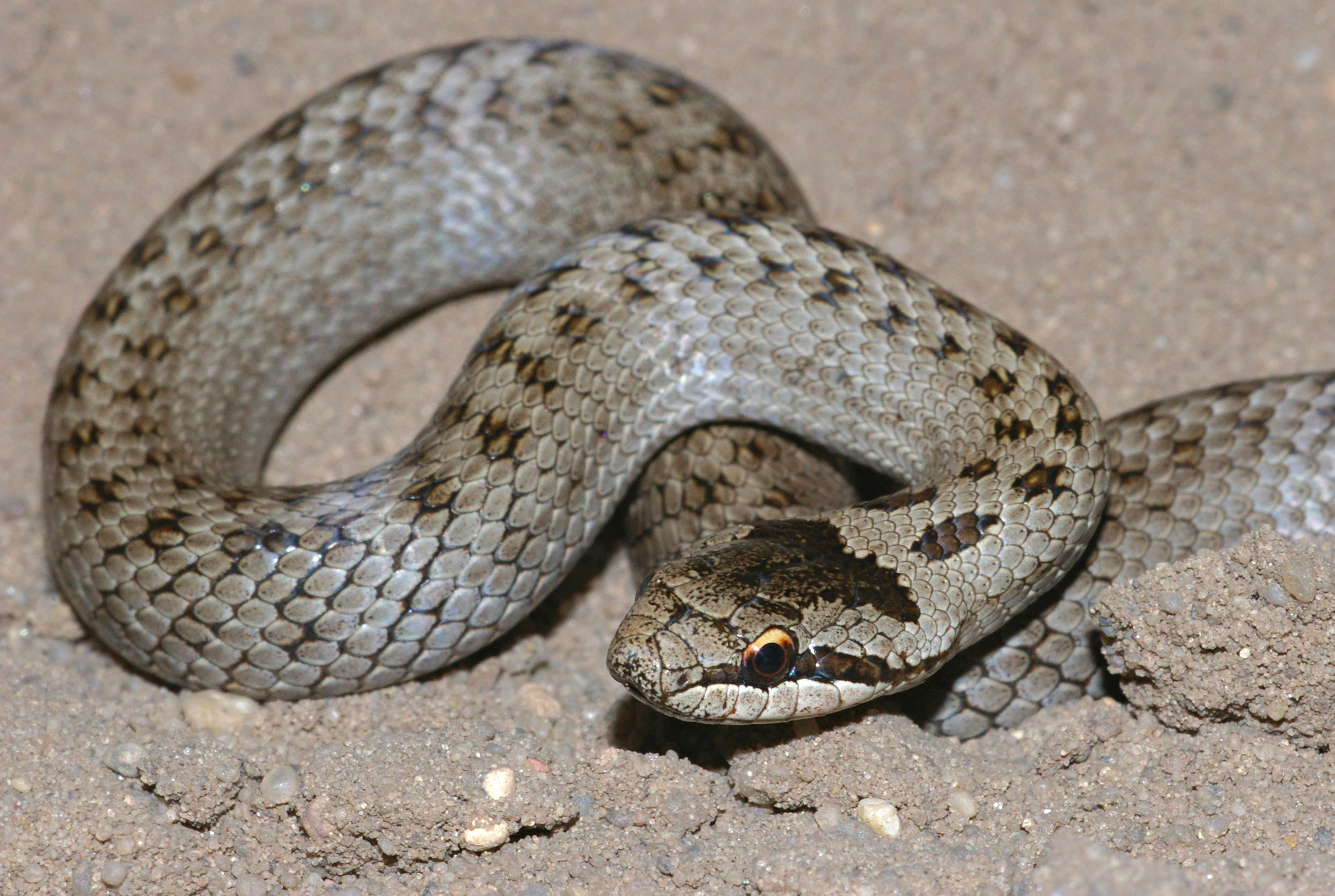
Schlingnatter
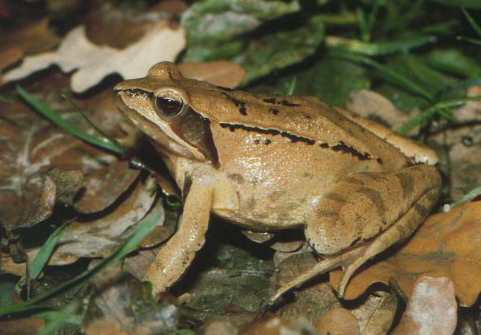
Springfrosch
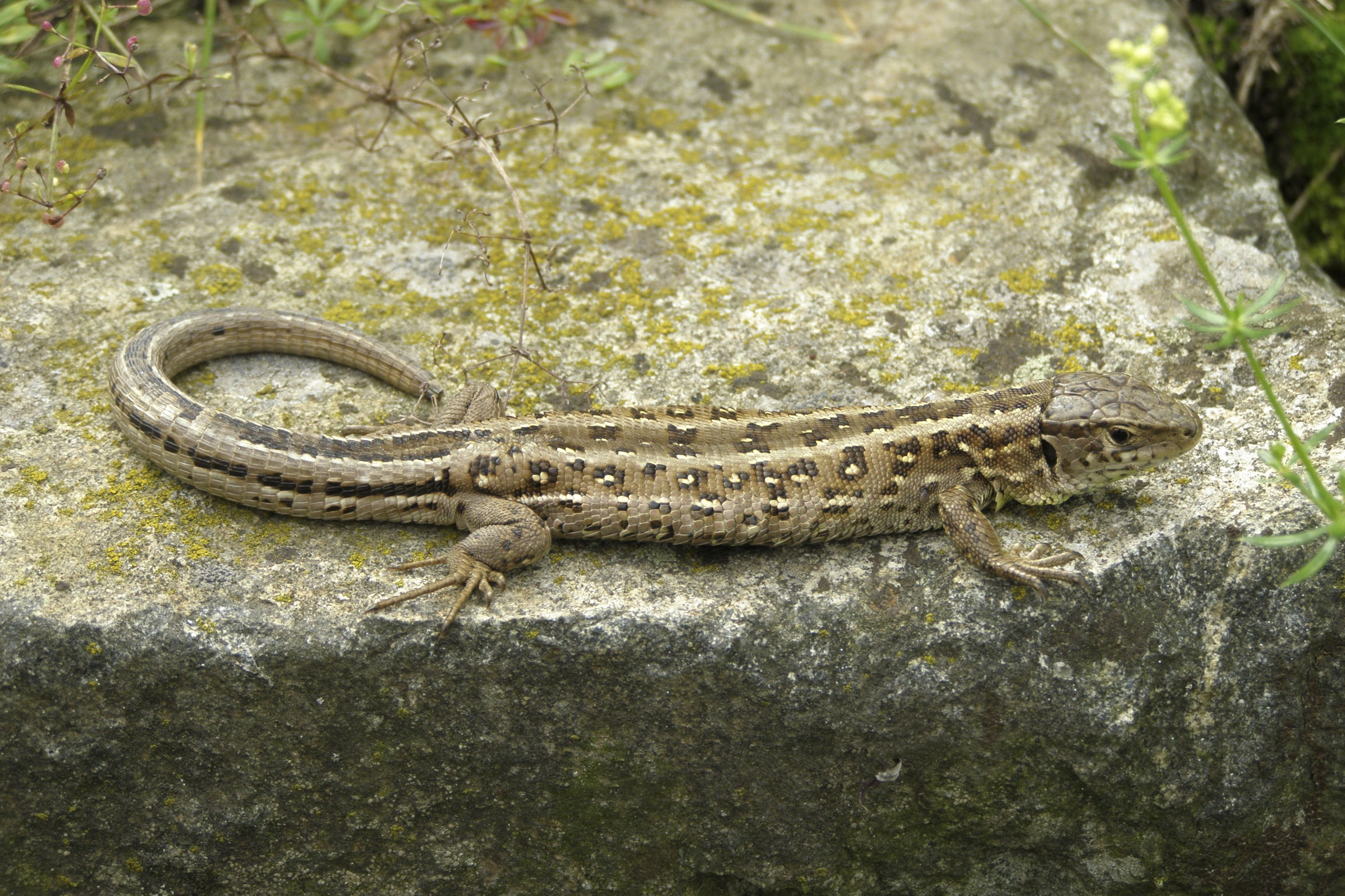
Zauneidechse

#### Heuschrecken(Orthoptera)
Bei den Heuschrecken sind Arten mit „gehobenen“ Ansprüchen an Trockenheit und Wärme stark vertreten.

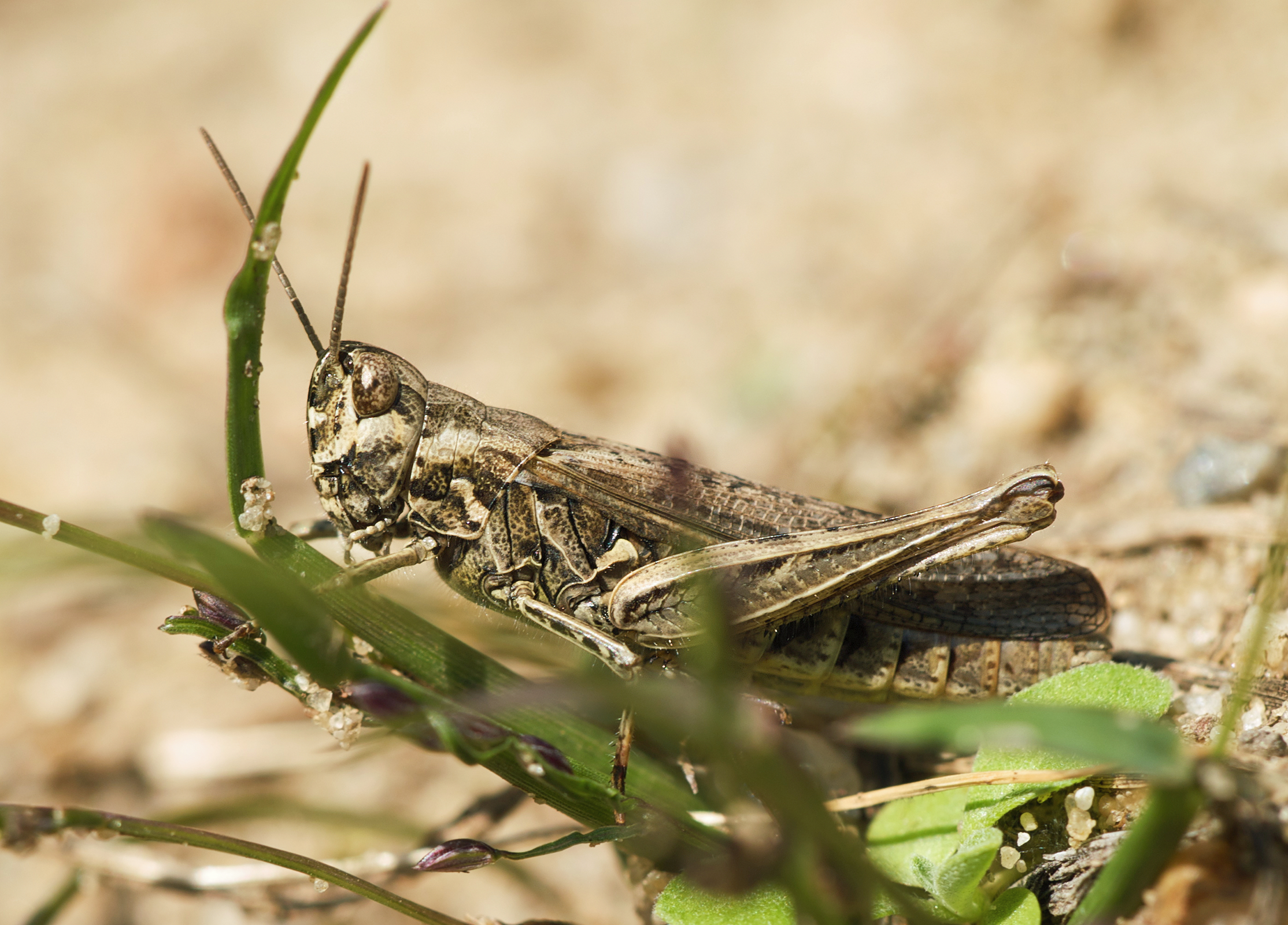
Brauner Grashüpfer
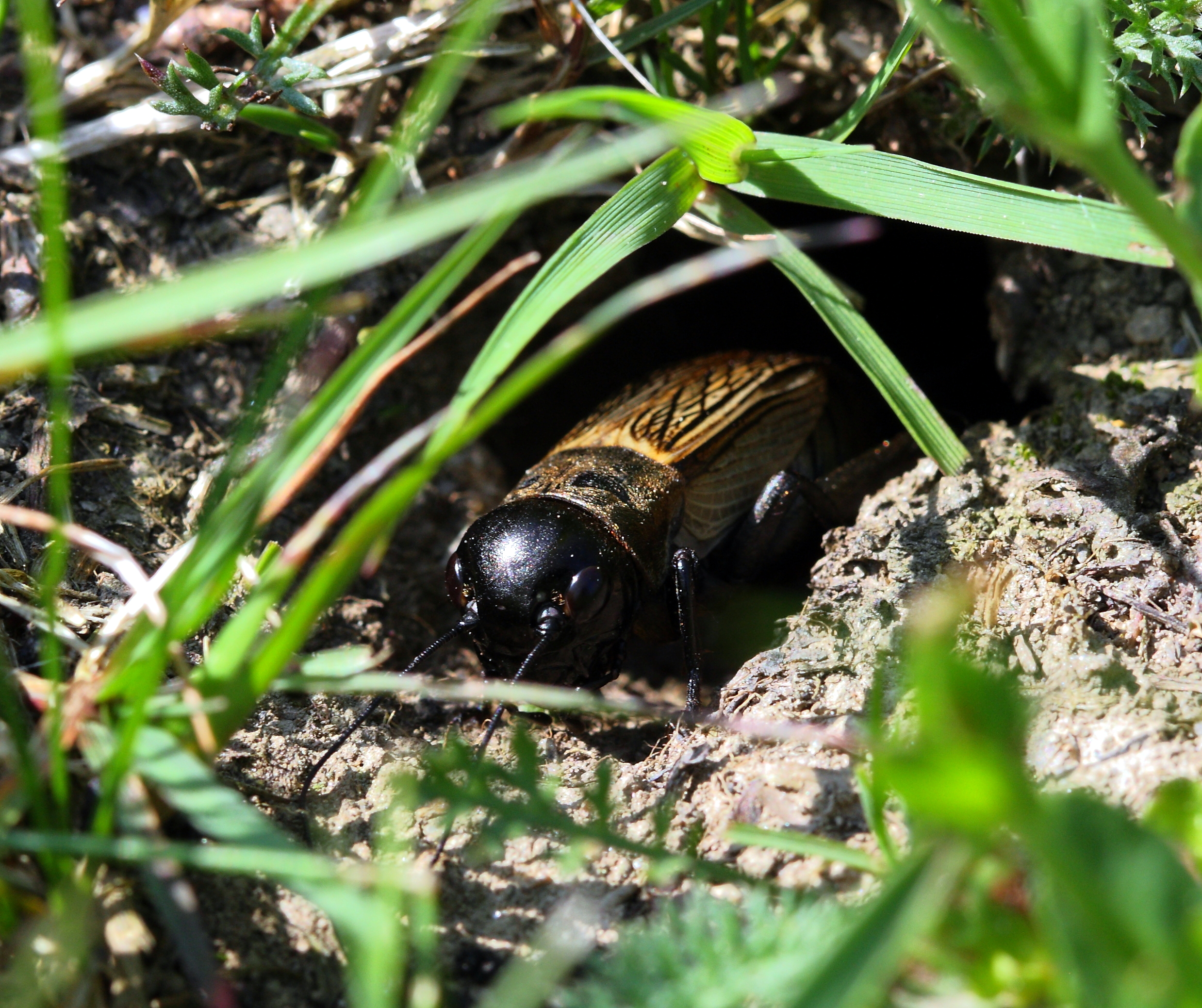
Feldgrille
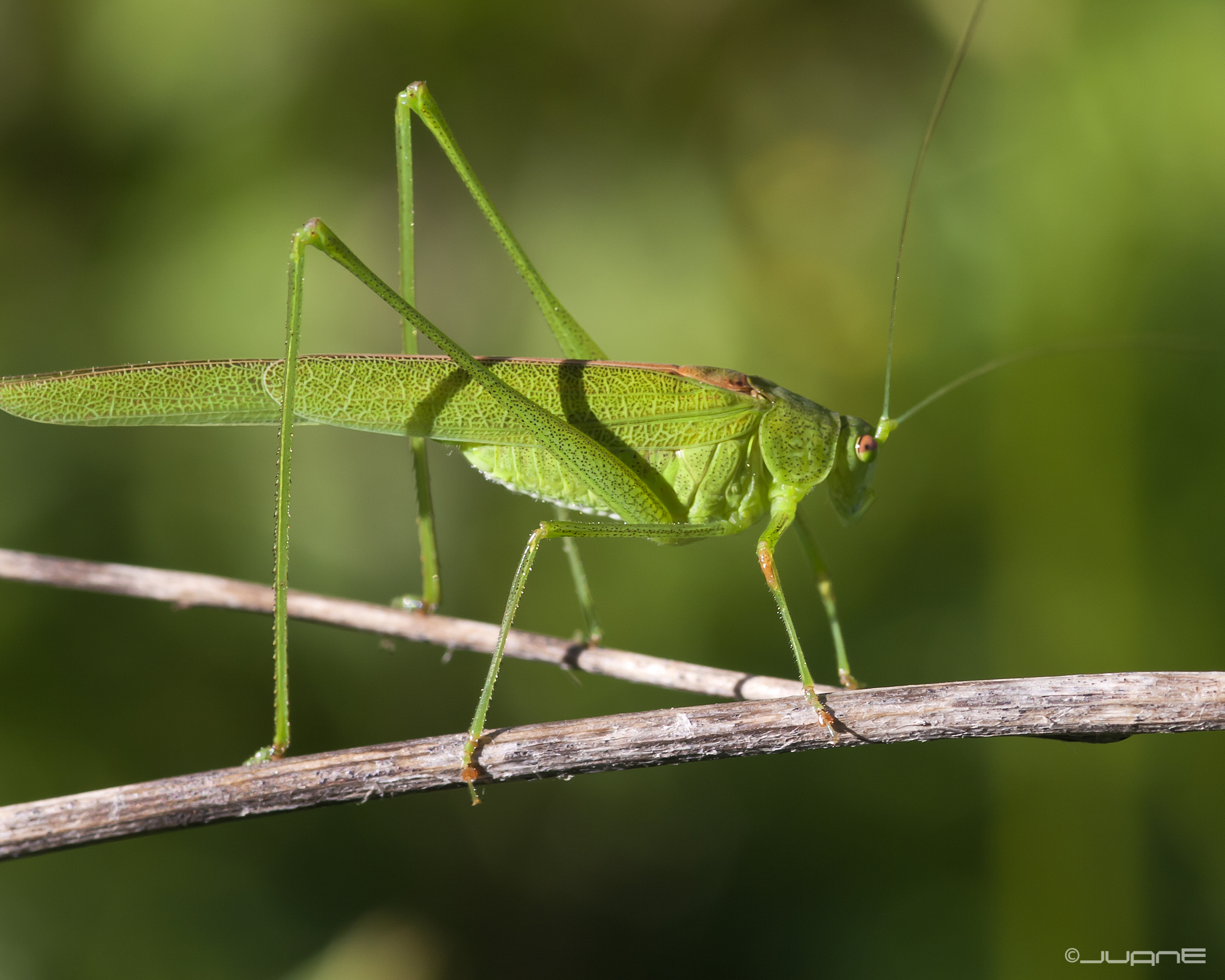
Gemeine Sichelschrecke
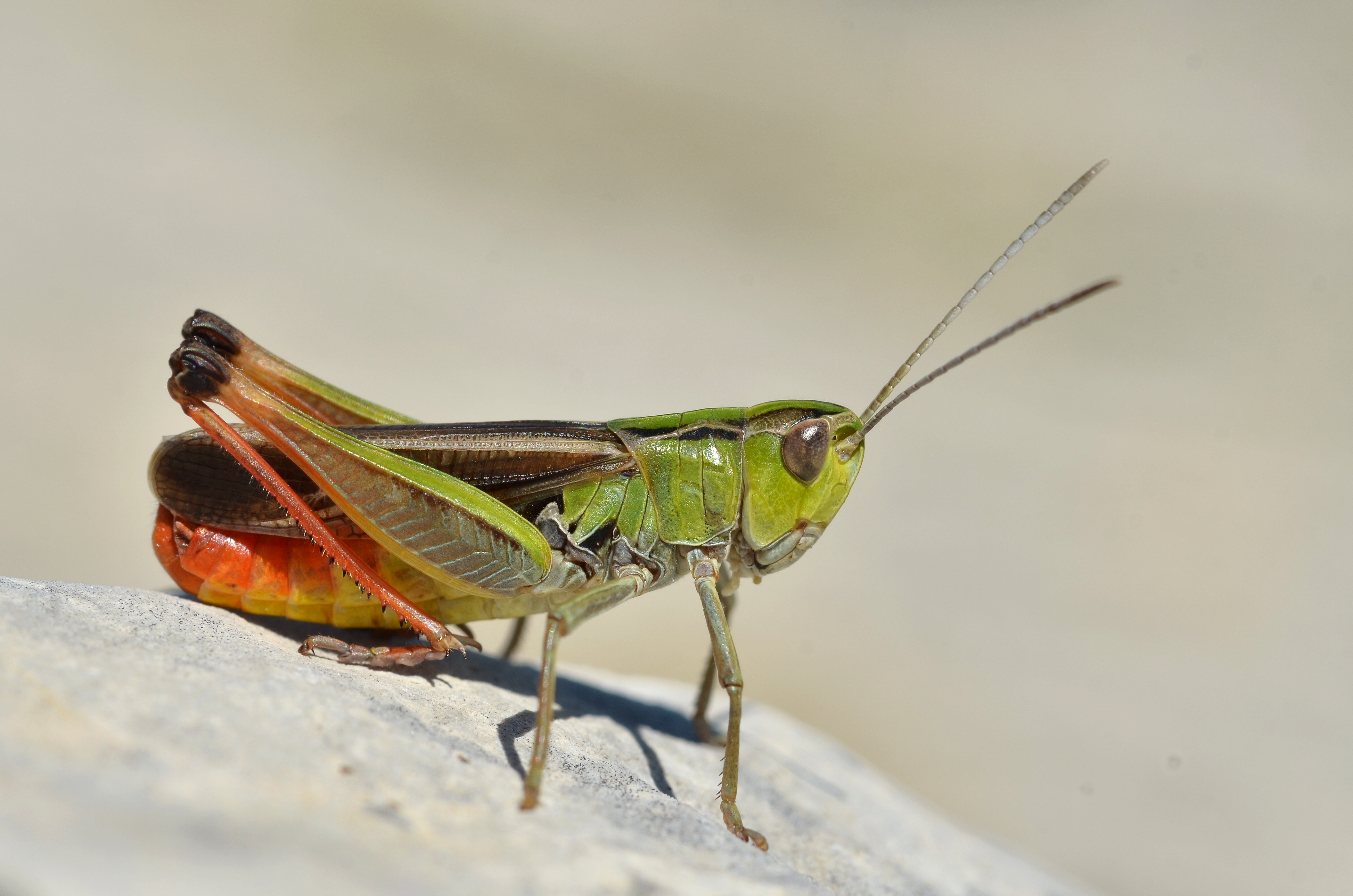
Heidegrashüpfer
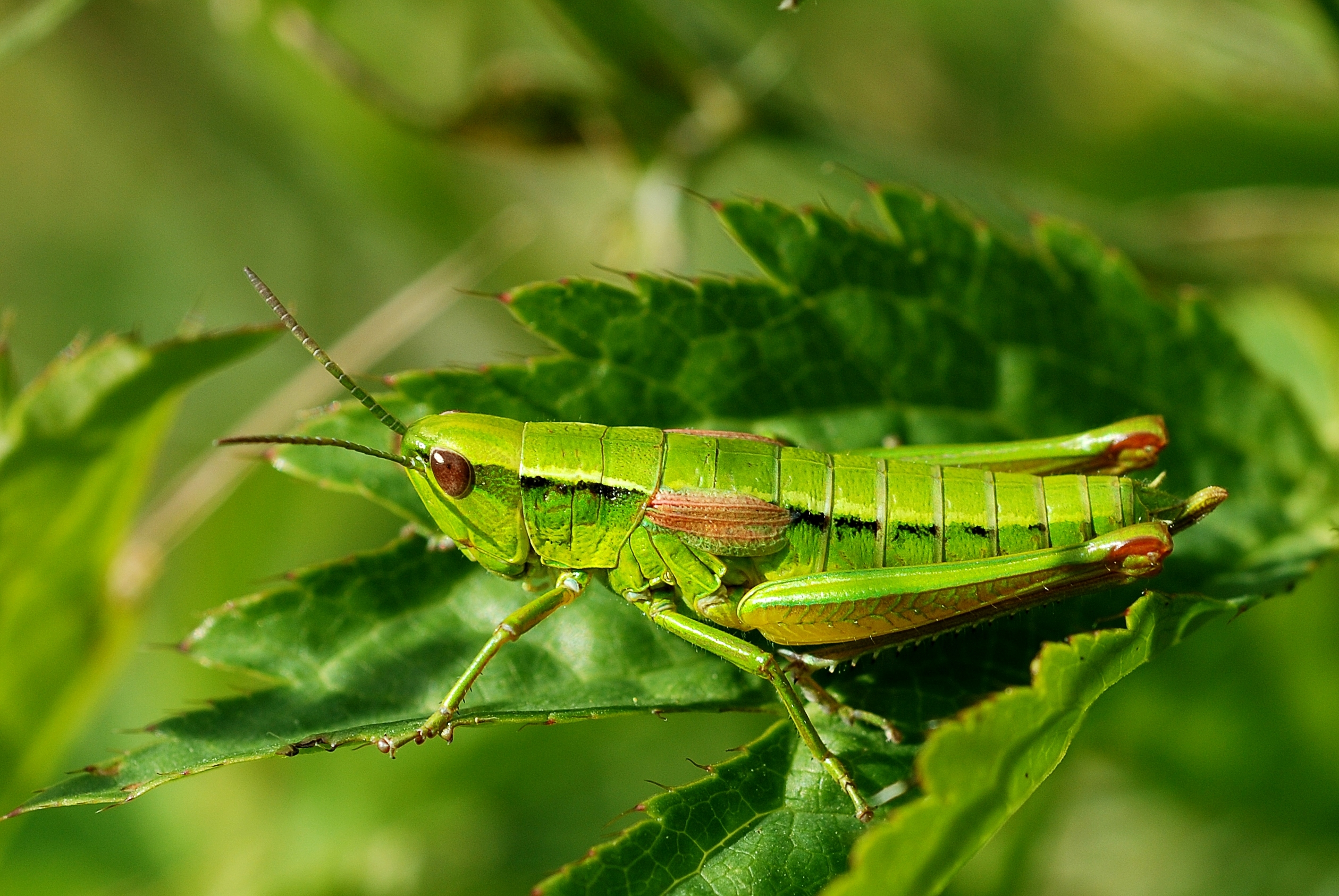
Kleine Goldschrecke
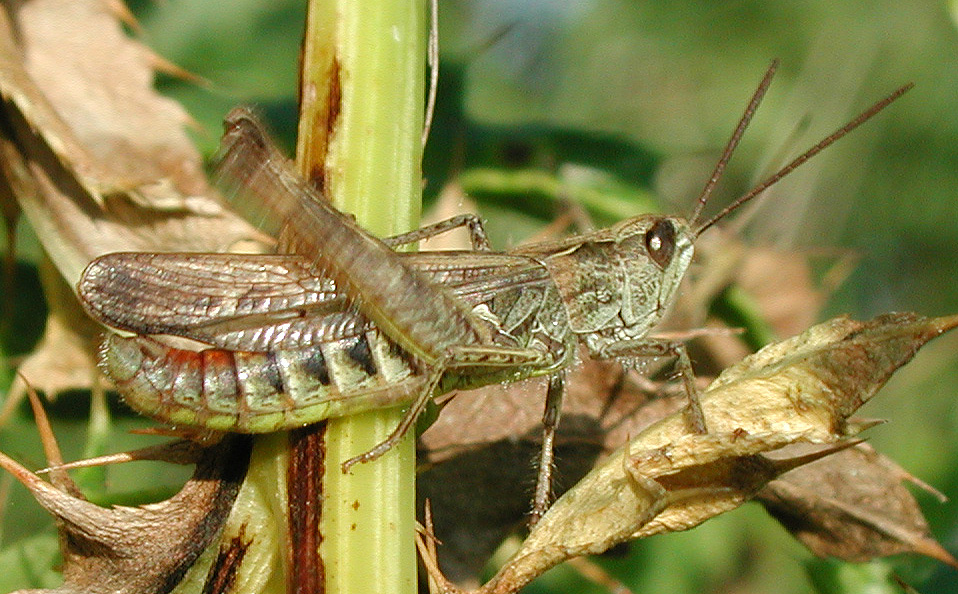
Nachtigall-Grashüpfer
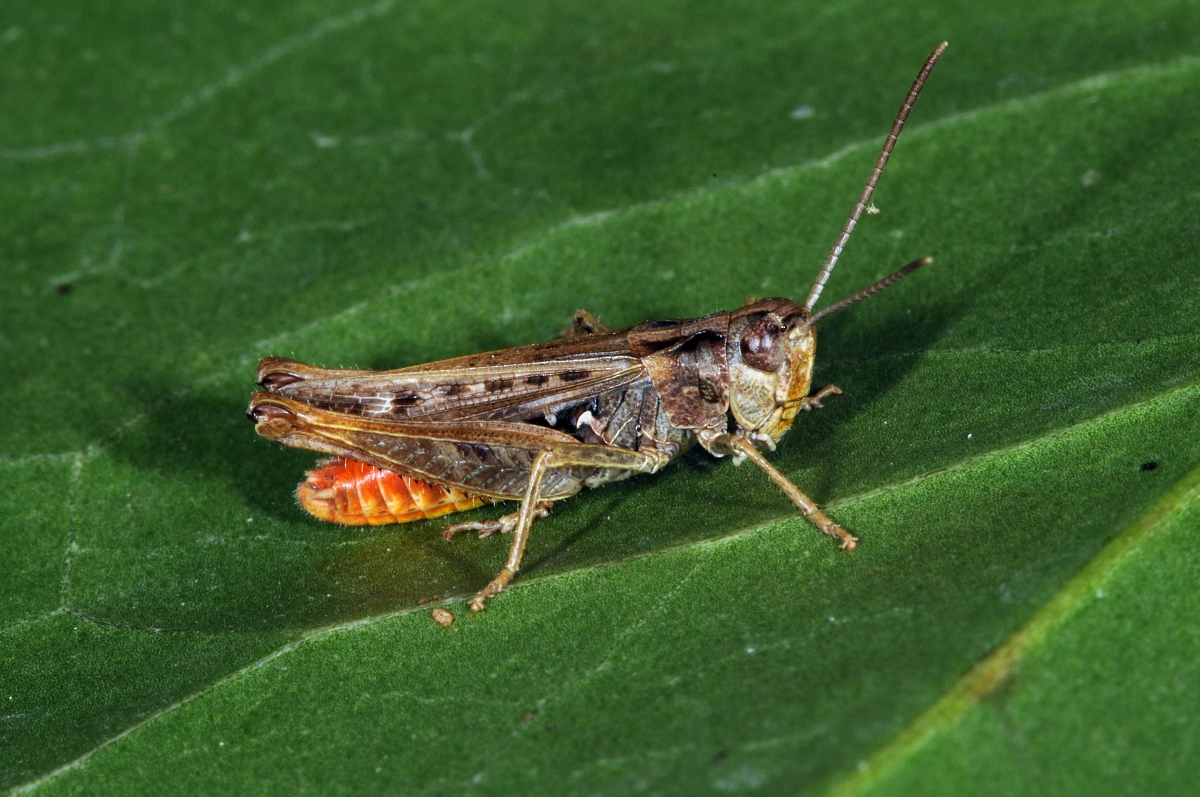
Rotleibiger Grashüpfer
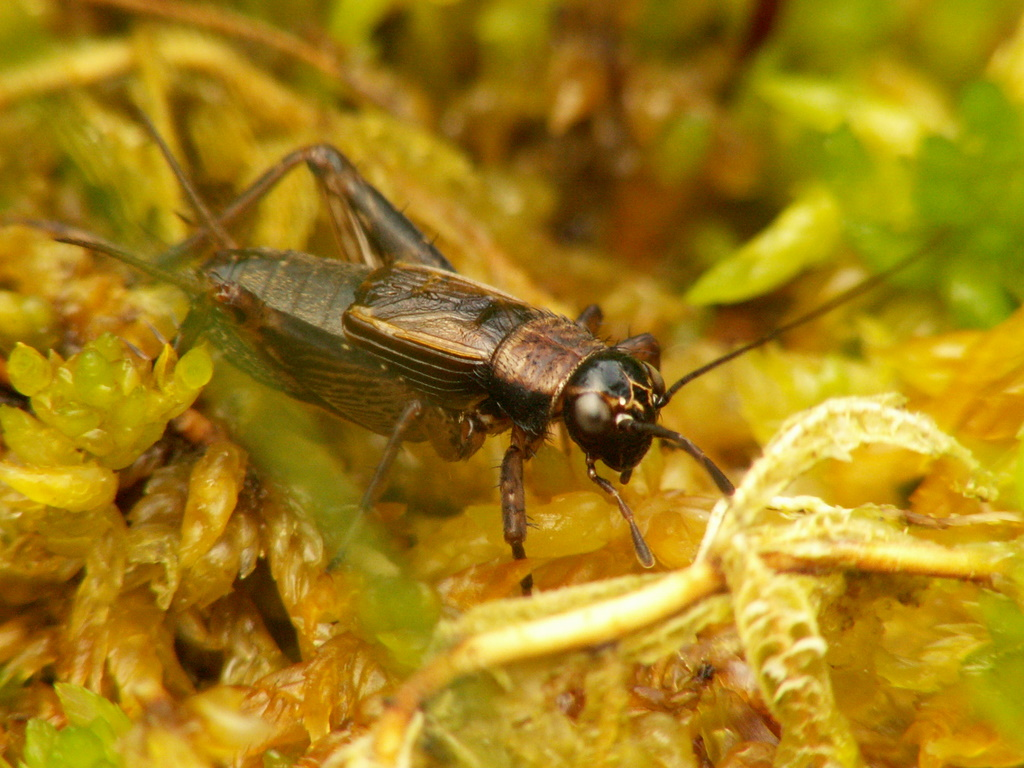
Waldgrille

#### Schmetterlinge(Lepidoptera) oderFalter
Die Gruppe der Tagfalter ist mit über dreißig Arten im Gebiet vielseitig repräsentiert, durch eine ganze Reihe von seltenen Arten wird die Bedeutung des Gebietes mit seinen mageren Wiesen, seinen Saumstrukturen und seinen Gehölzen für die Fauna besonders deutlich.

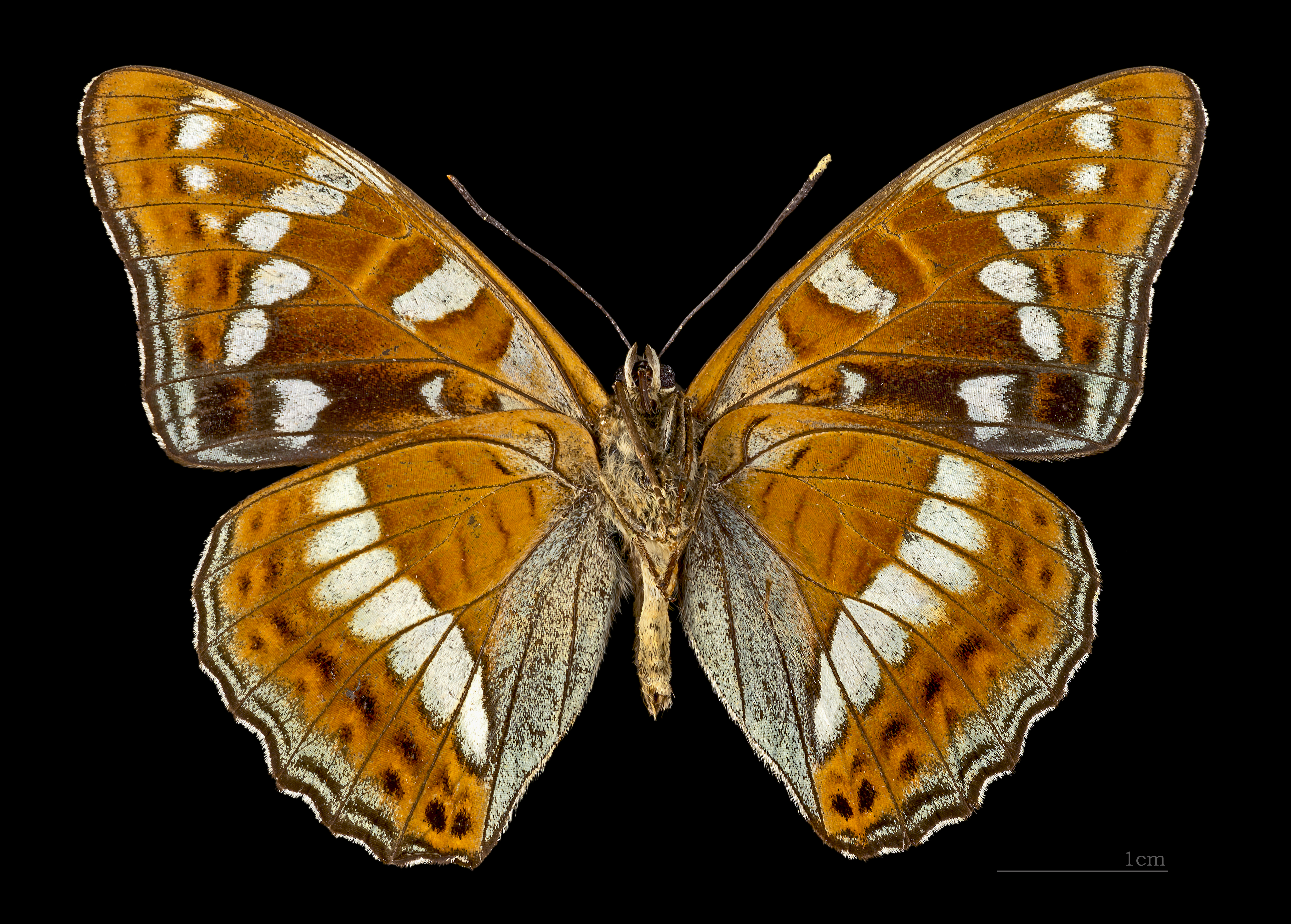
Großer Eisvogel
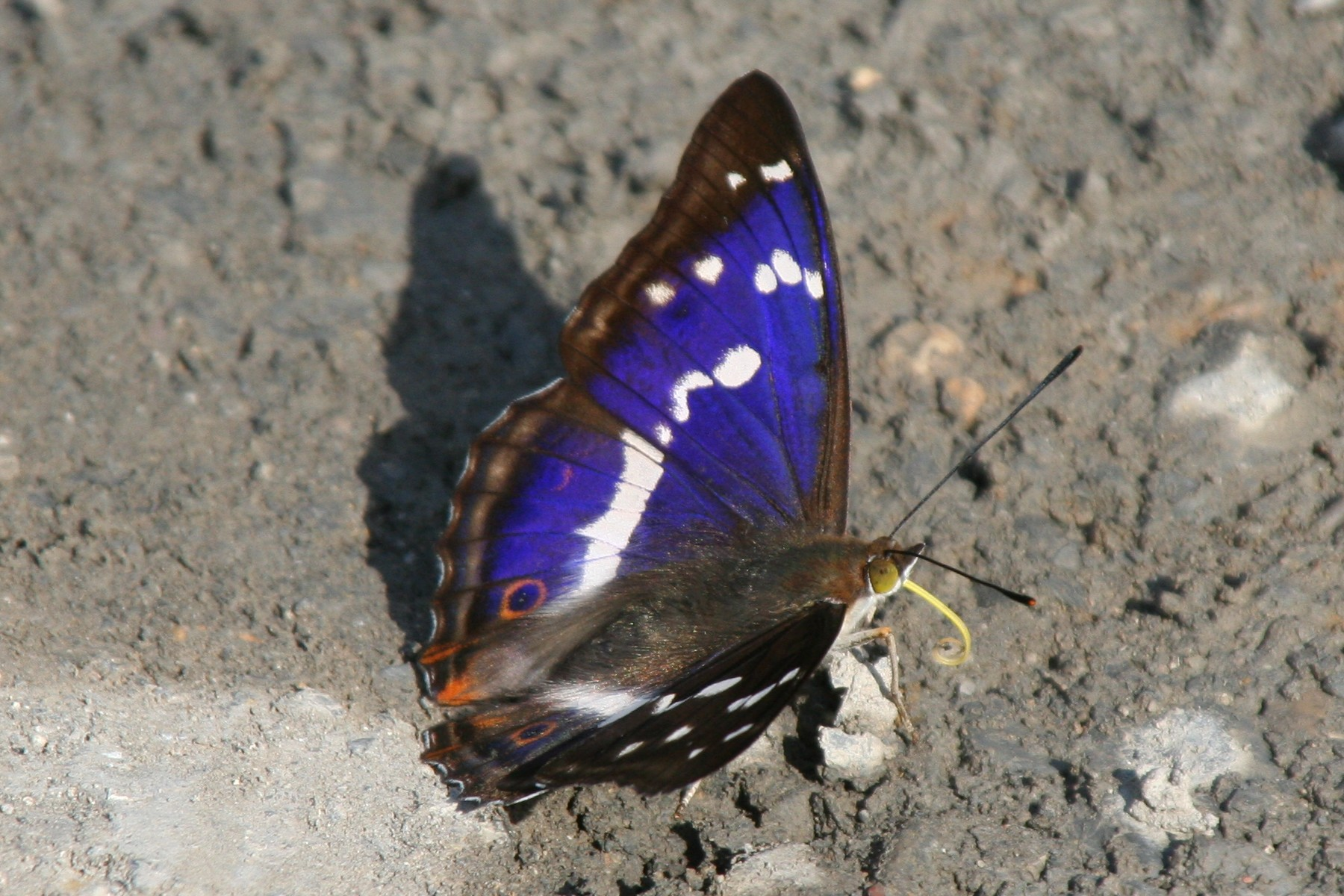
Großer Schillerfalter
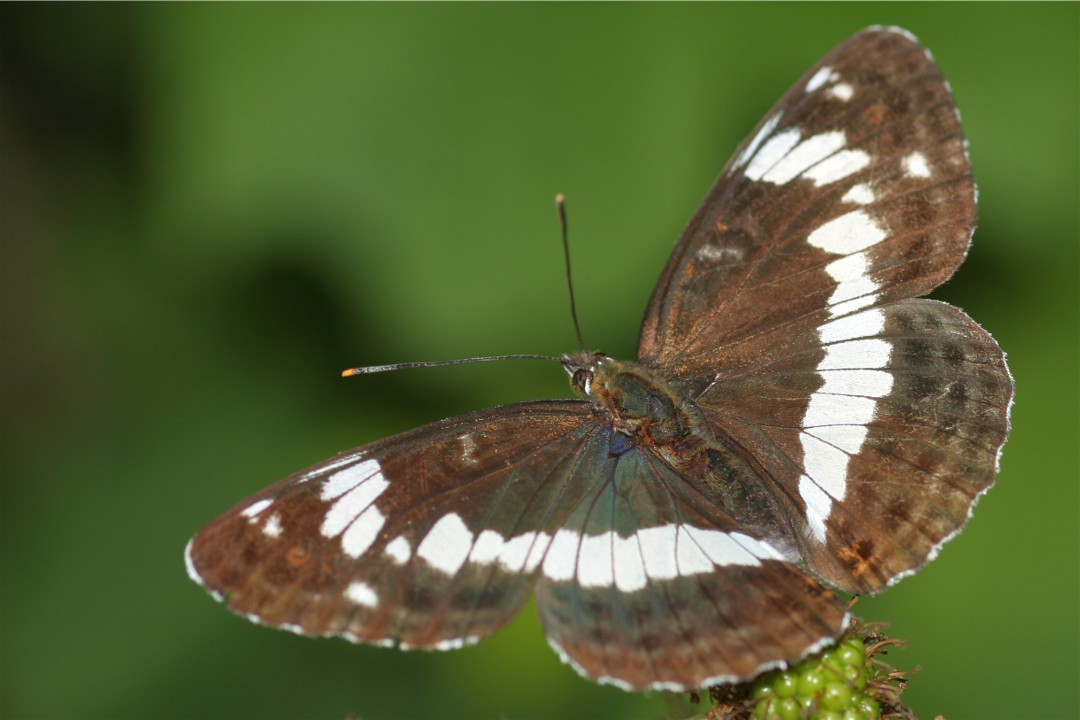
Kleiner Eisvogel
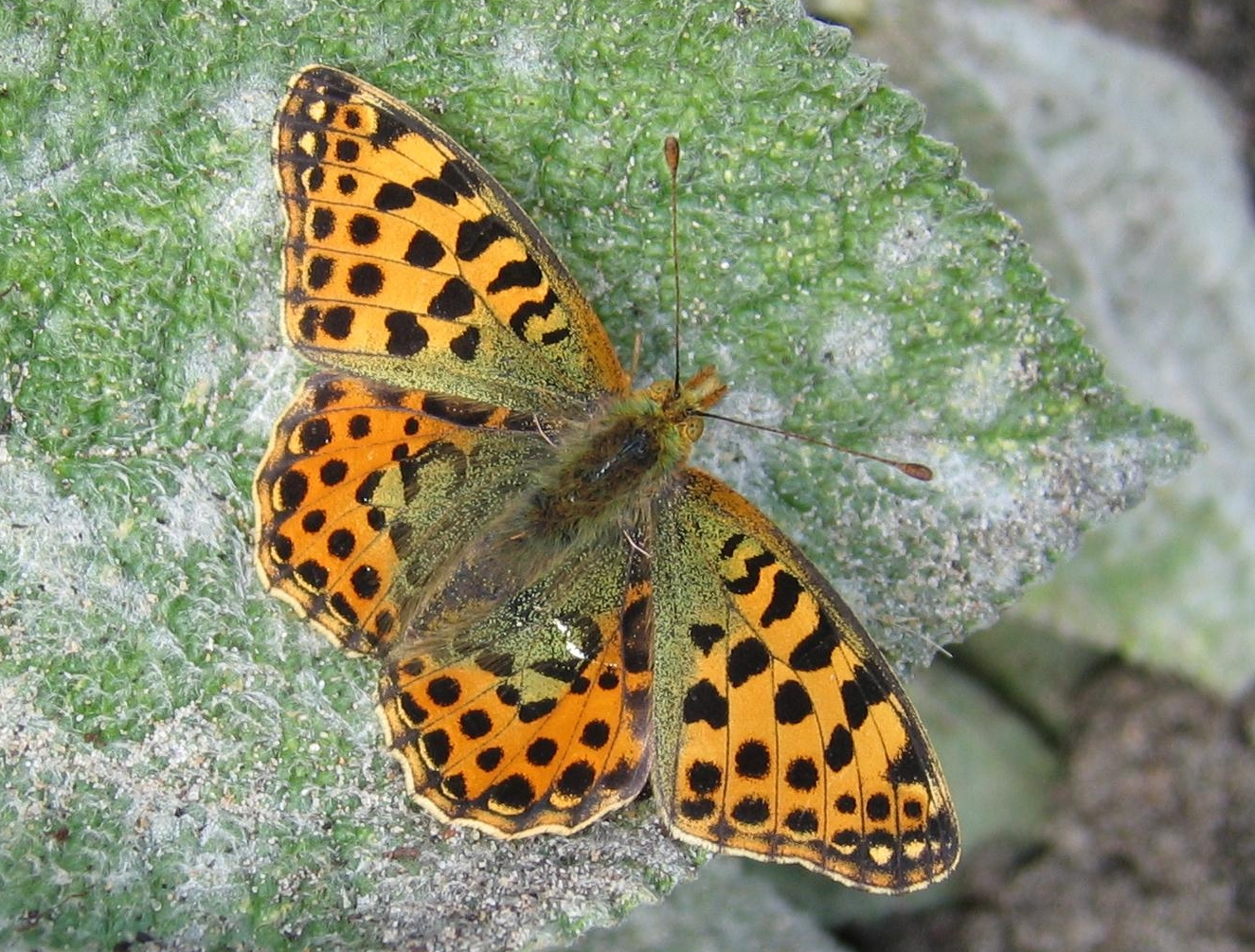
Kleiner Perlmuttfalter
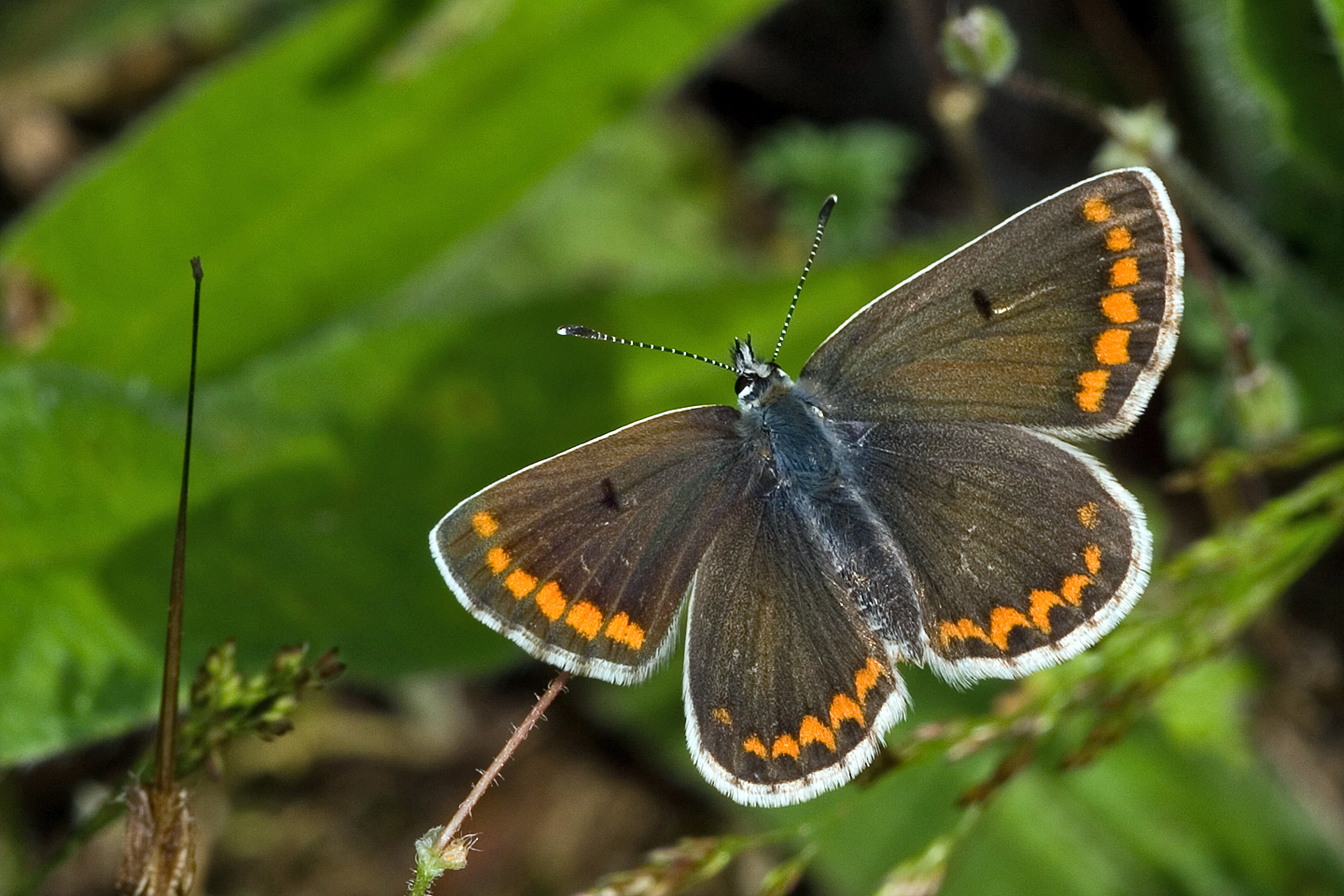
Kleiner Sonnenröschen-Bläuling
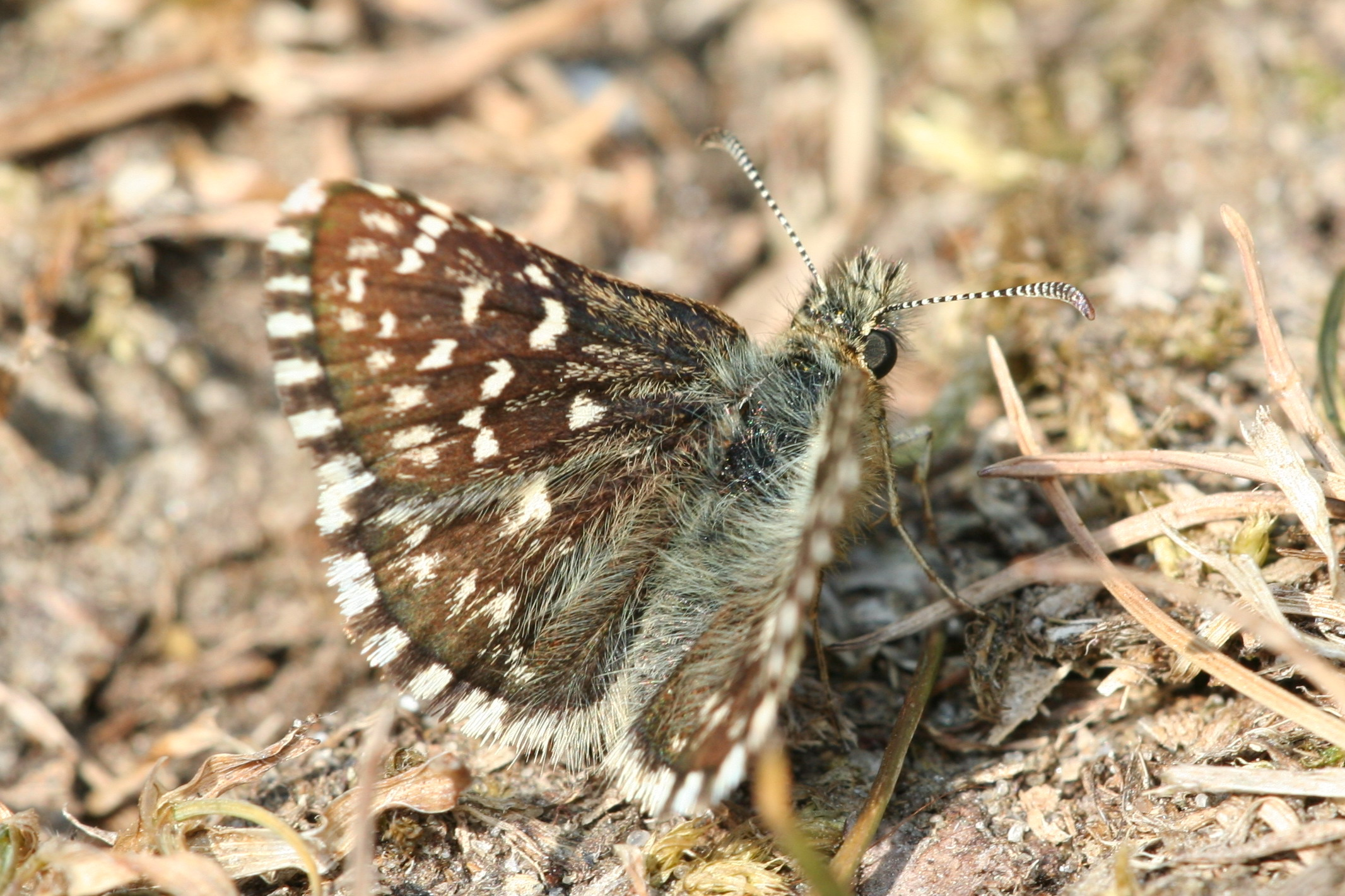
Kleiner Würfel-Dickkopffalter
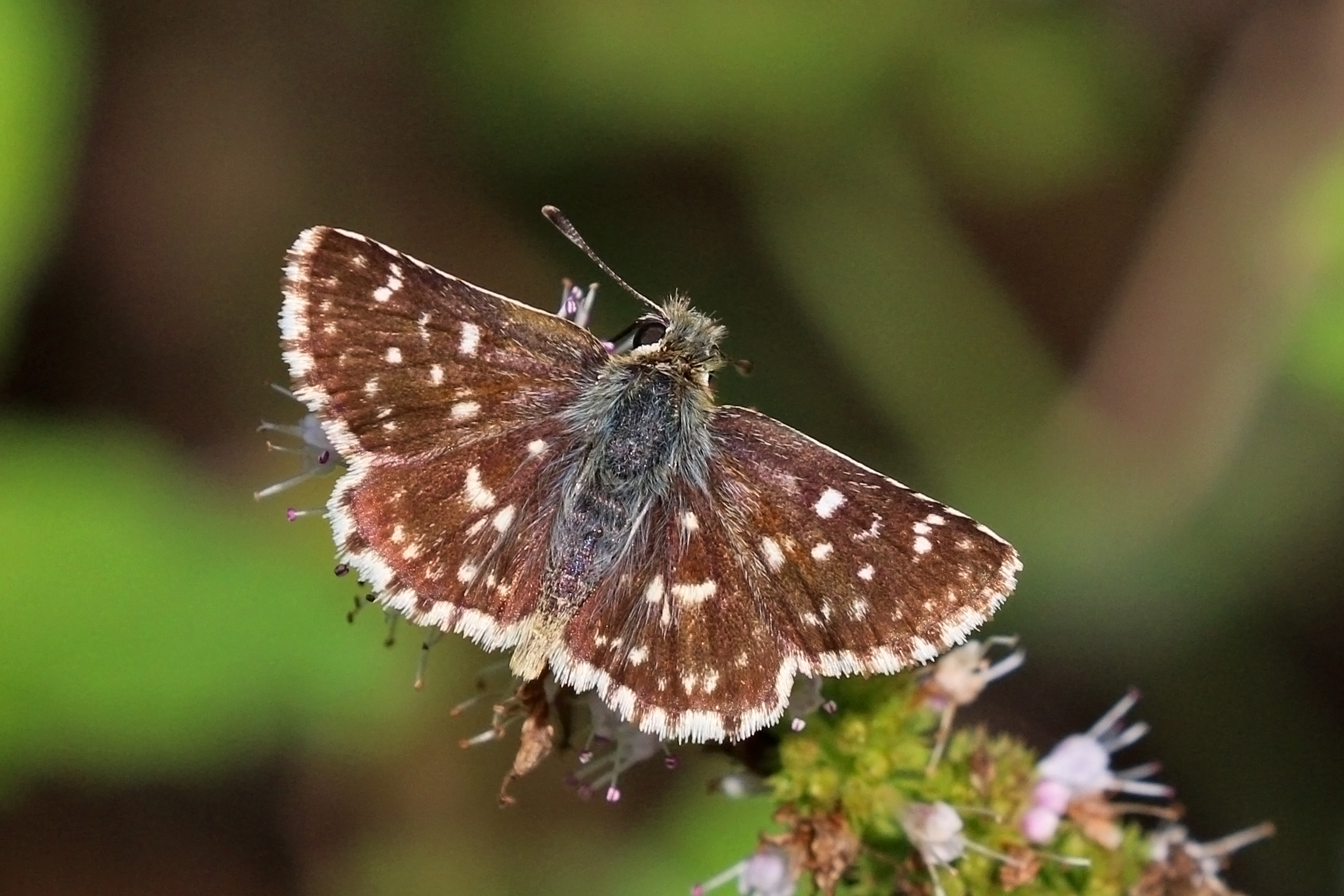
Roter Würfel-Dickkopffalter
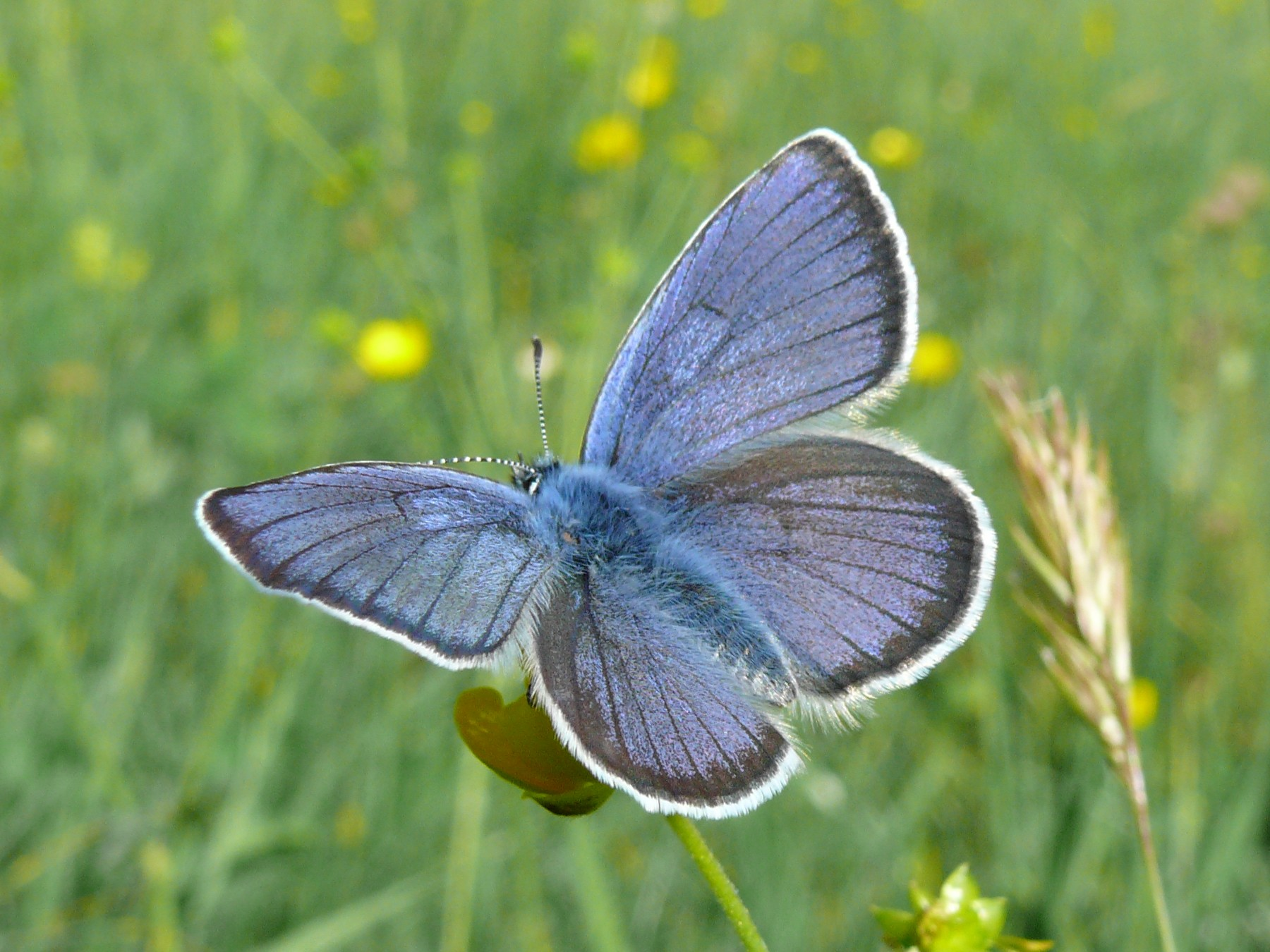
Rotklee-Bläuling
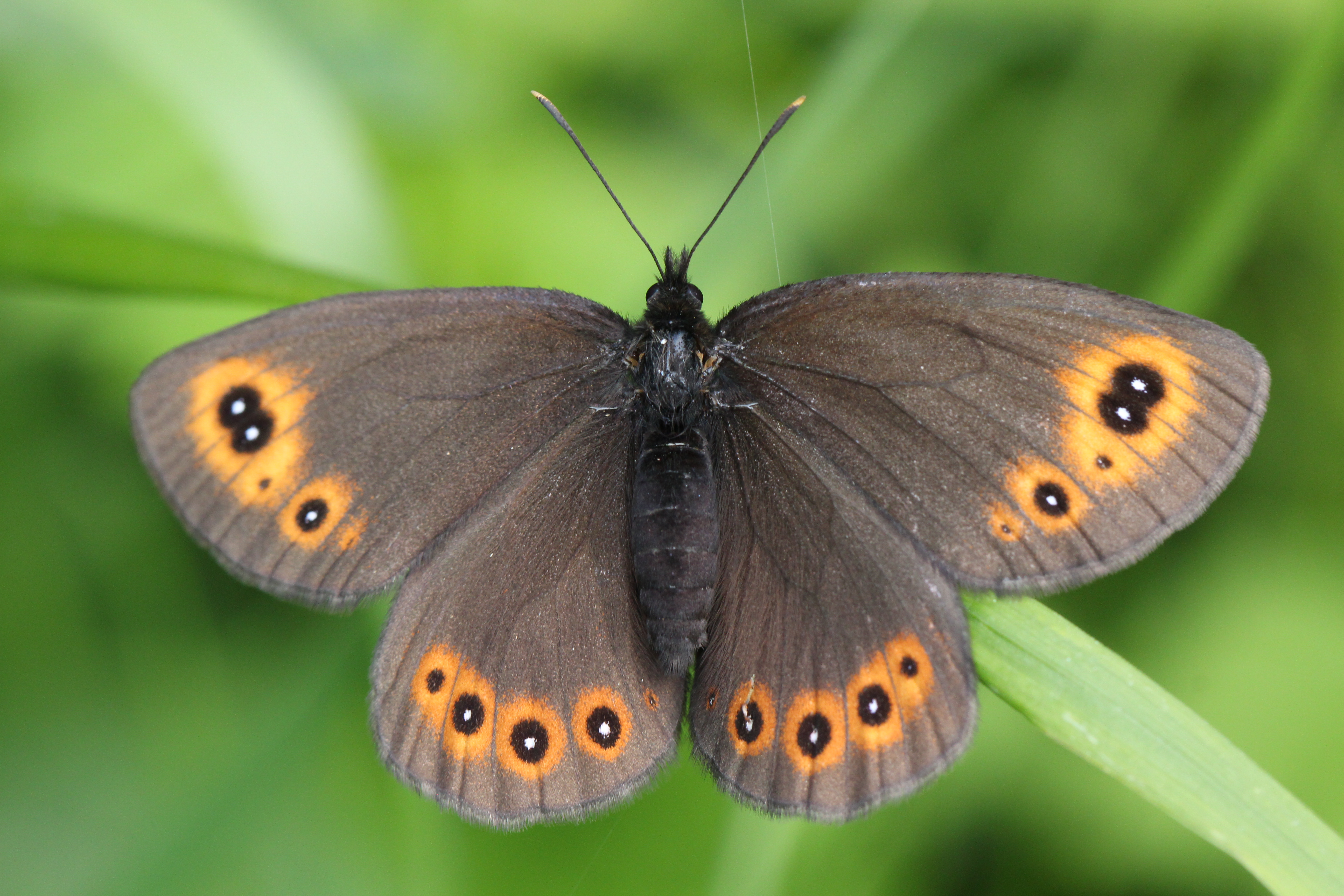
Rundaugen-Mohrenfalter
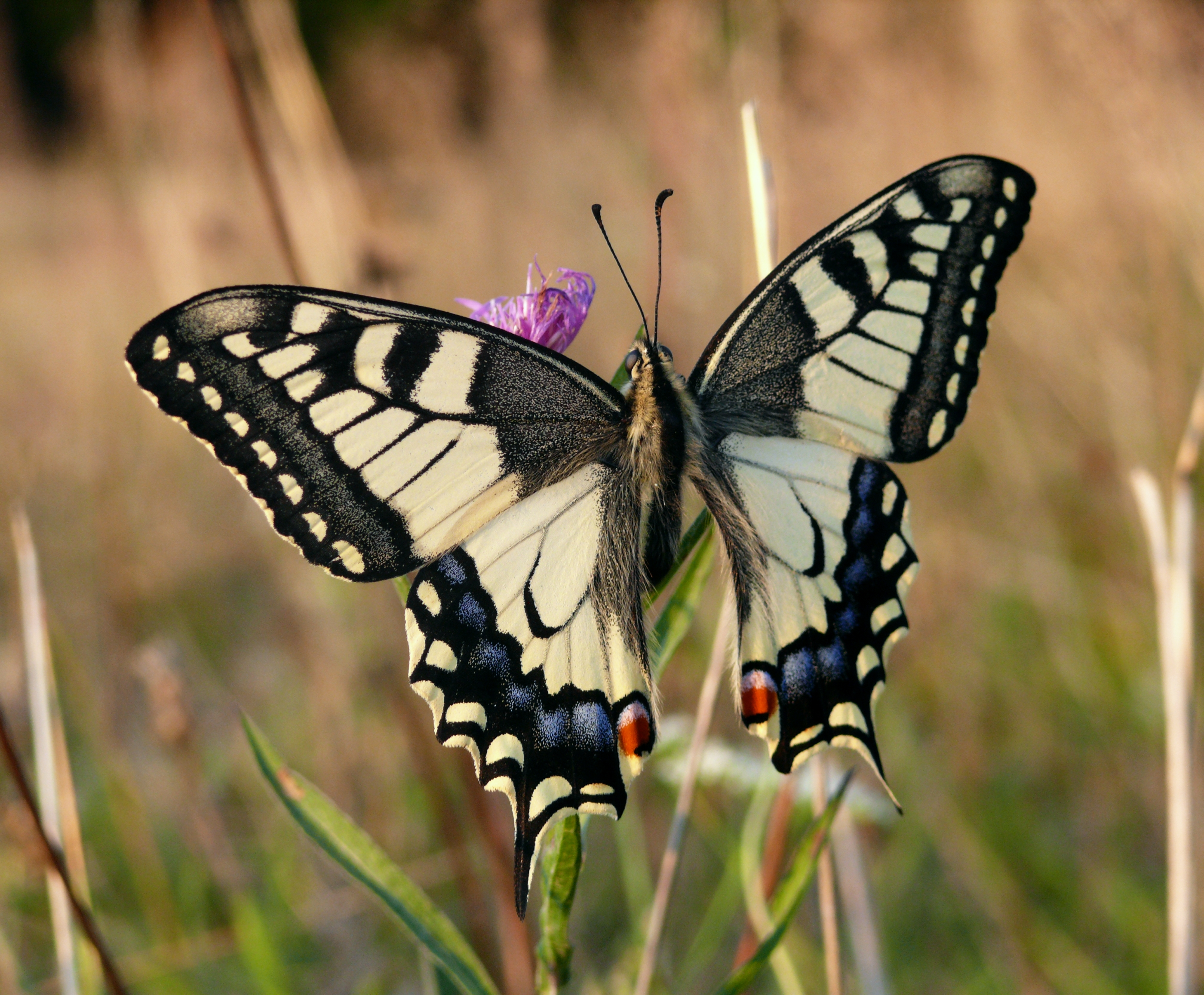
Schwalbenschwanz
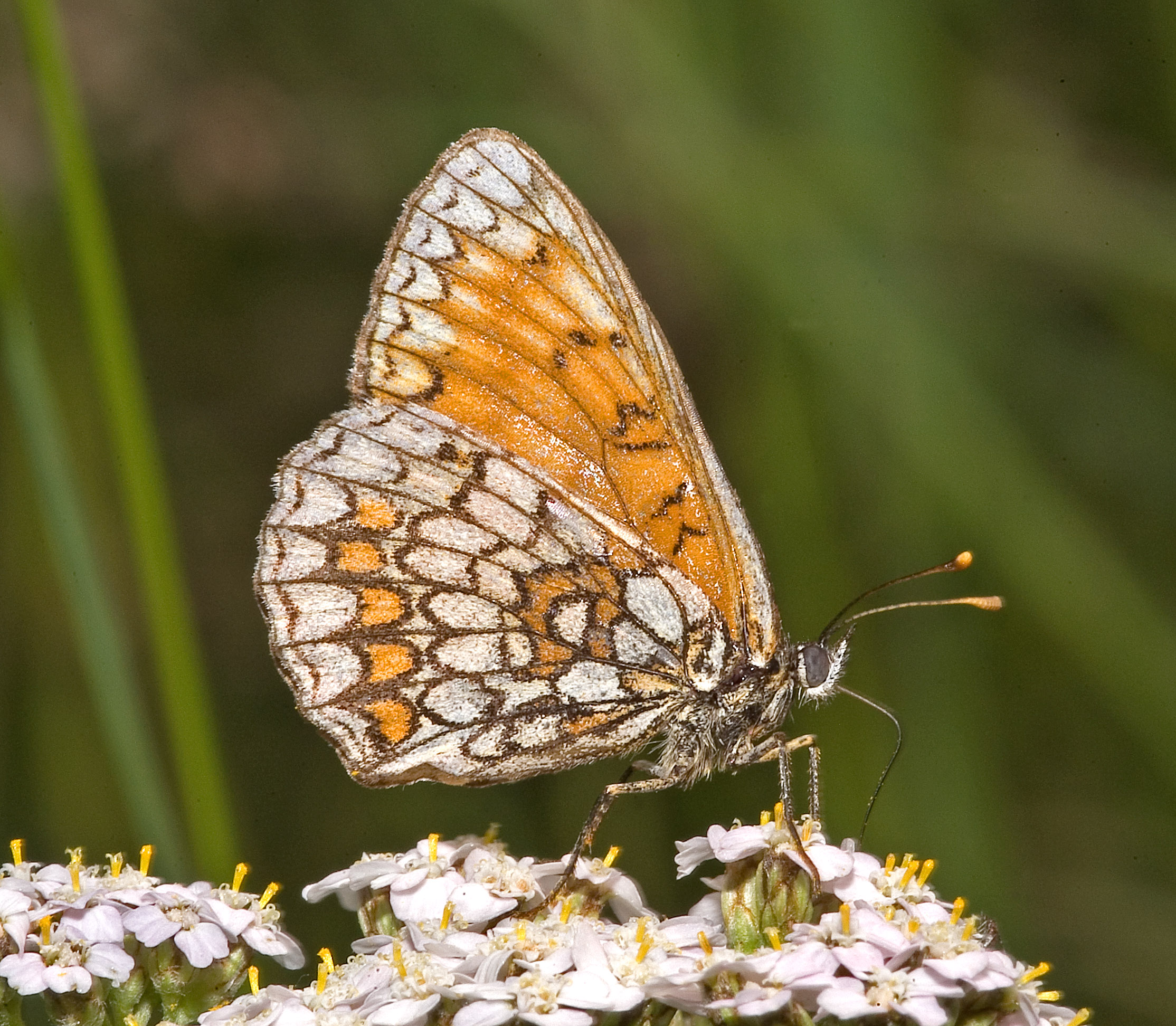
Wachtelweizen-Scheckenfalter
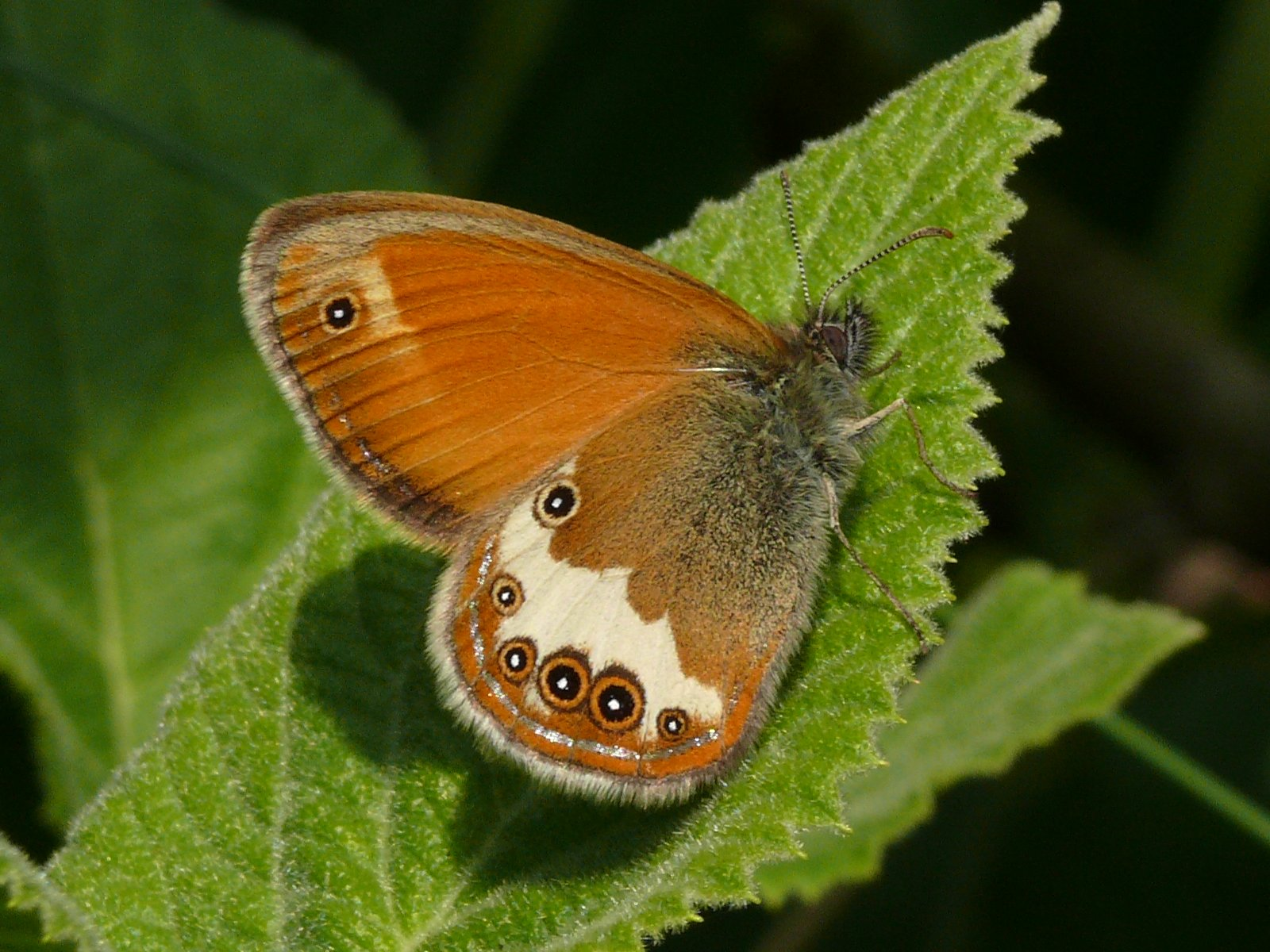
Weißbindiges Wiesenvögelchen
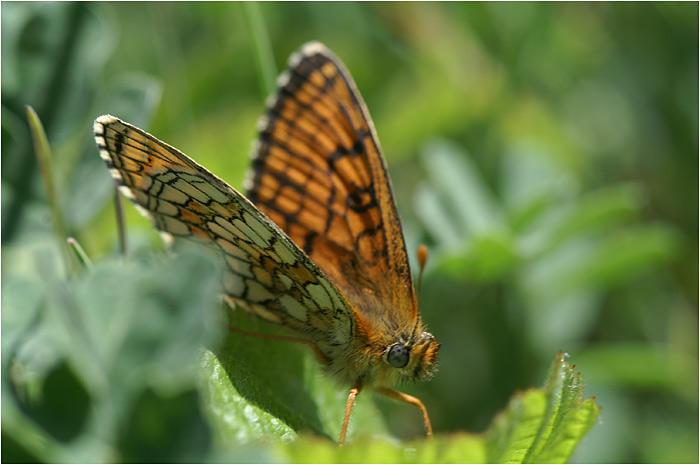
Westlicher Scheckenfalter
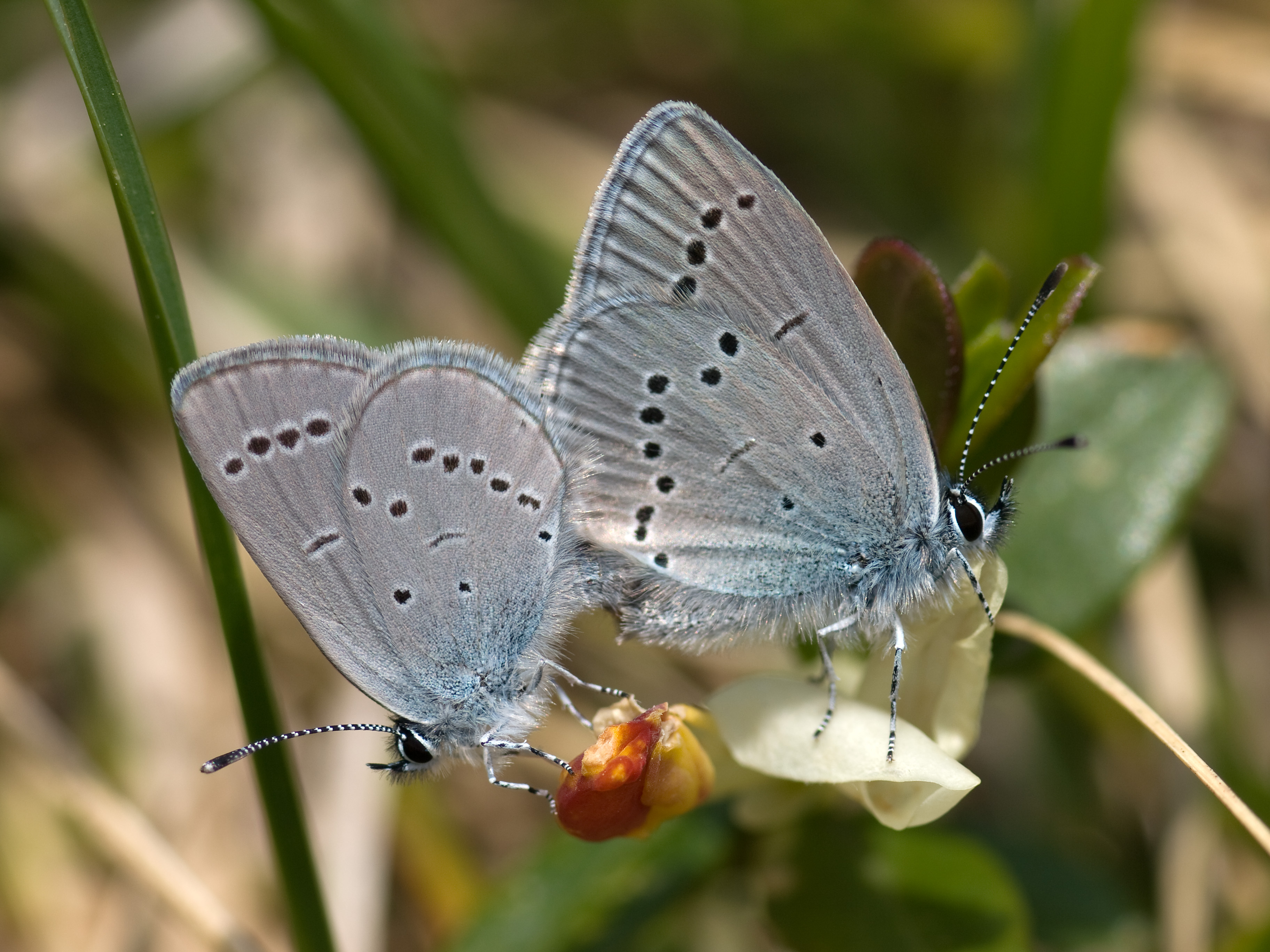
Zwerg-Bläuling

#### Vögel(Aves)
Die hohe Dichte an Feldgehölzen, verschilfter Feuchtflächen und die geringe Intensität der Nutzung bietet zahlreichen Vogelarten Nahrungs- und Nistmöglichkeiten.

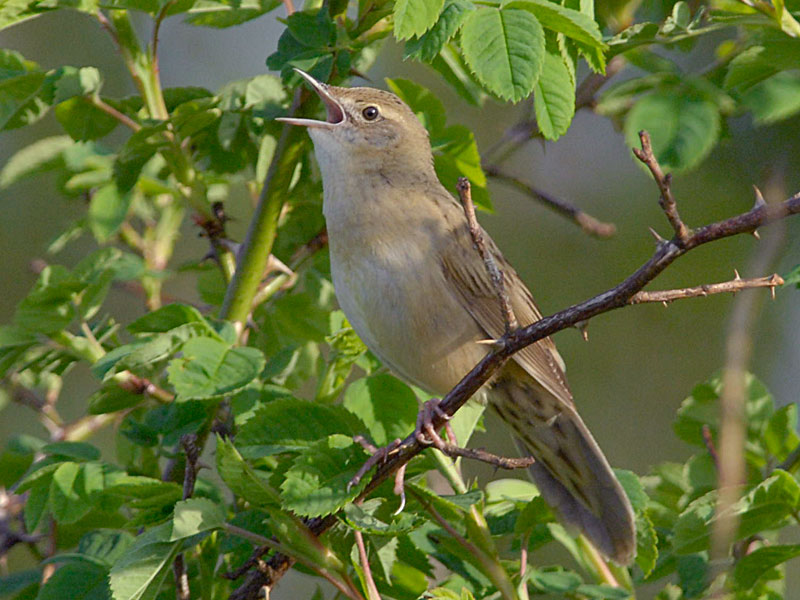
Feldschwirl
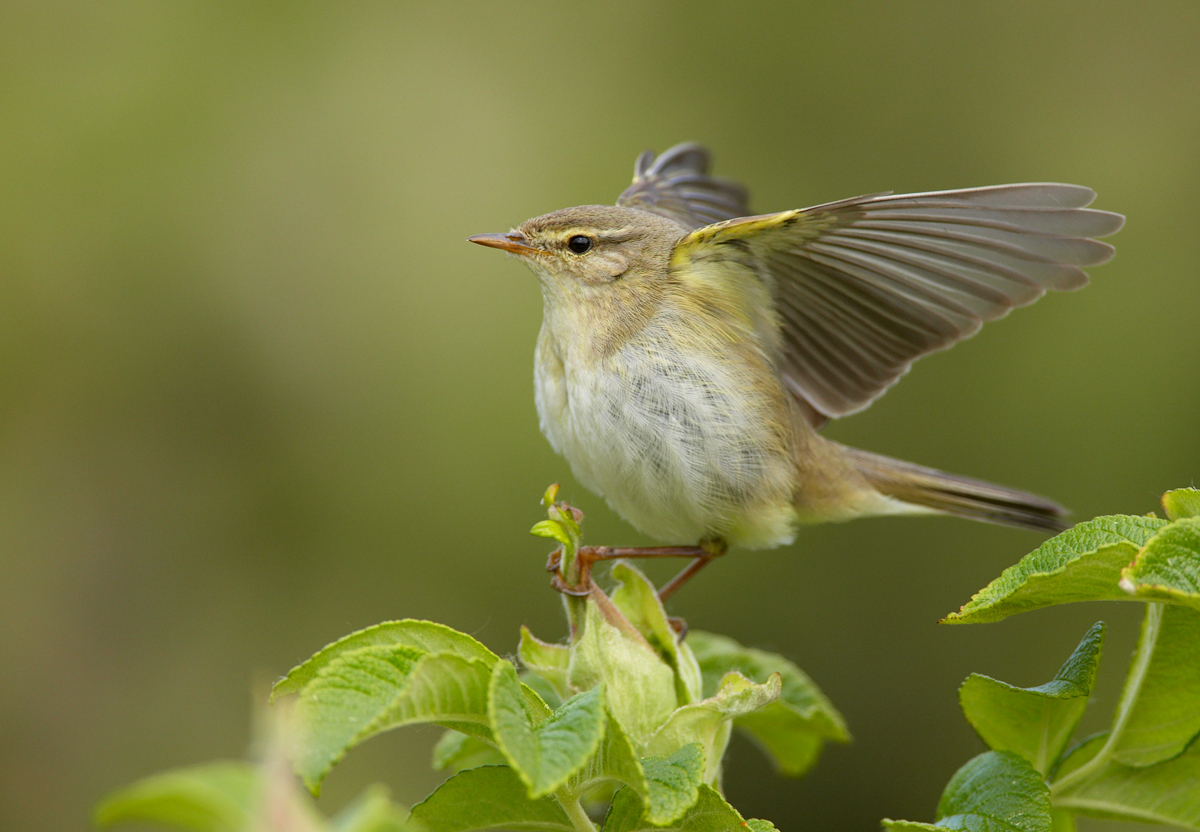
Fitis
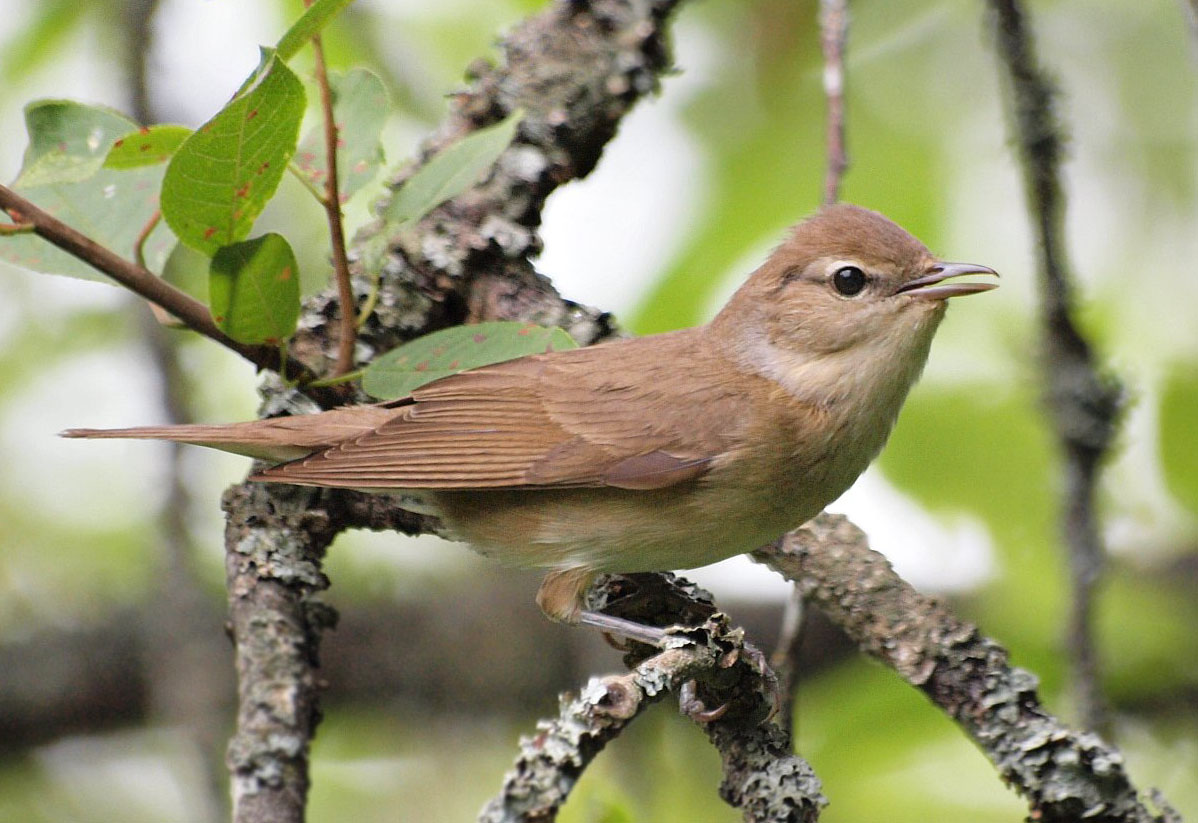
Gartengrasmücke
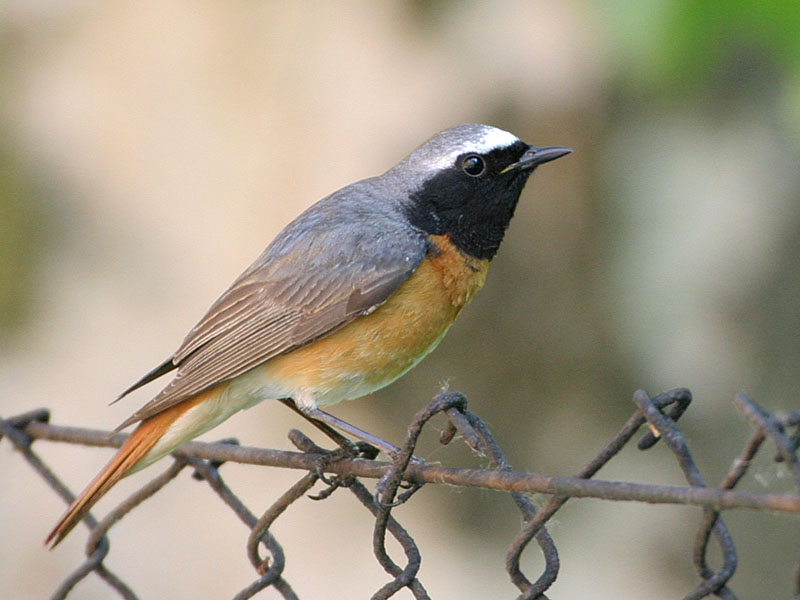
Gartenrotschwanz
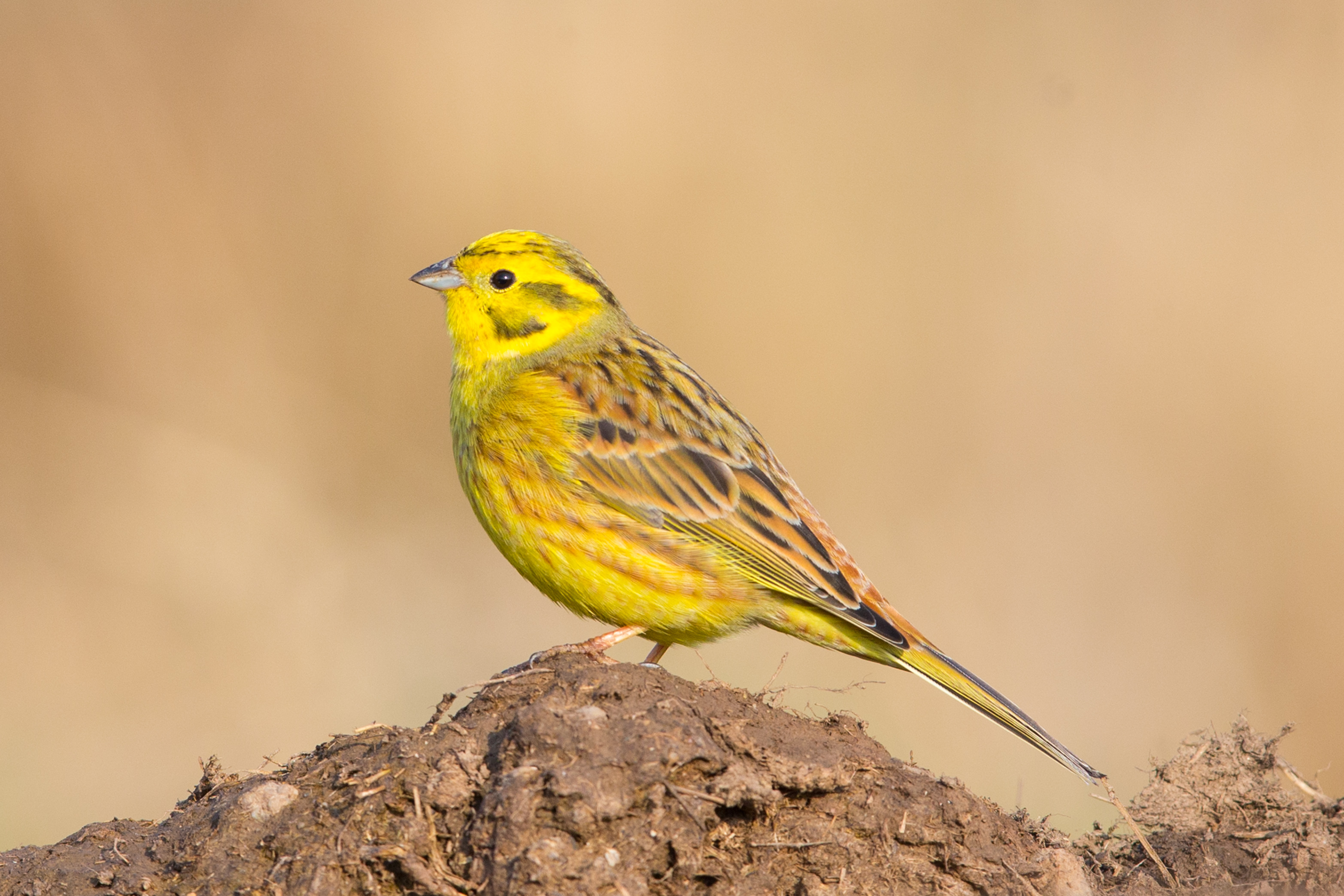
Goldammer
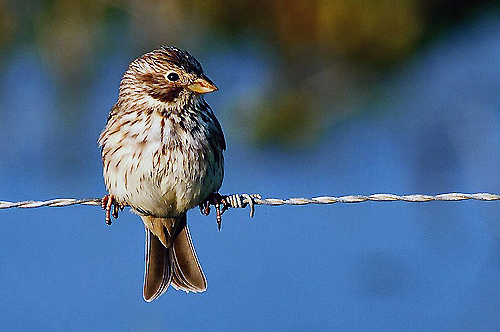
Grauammer
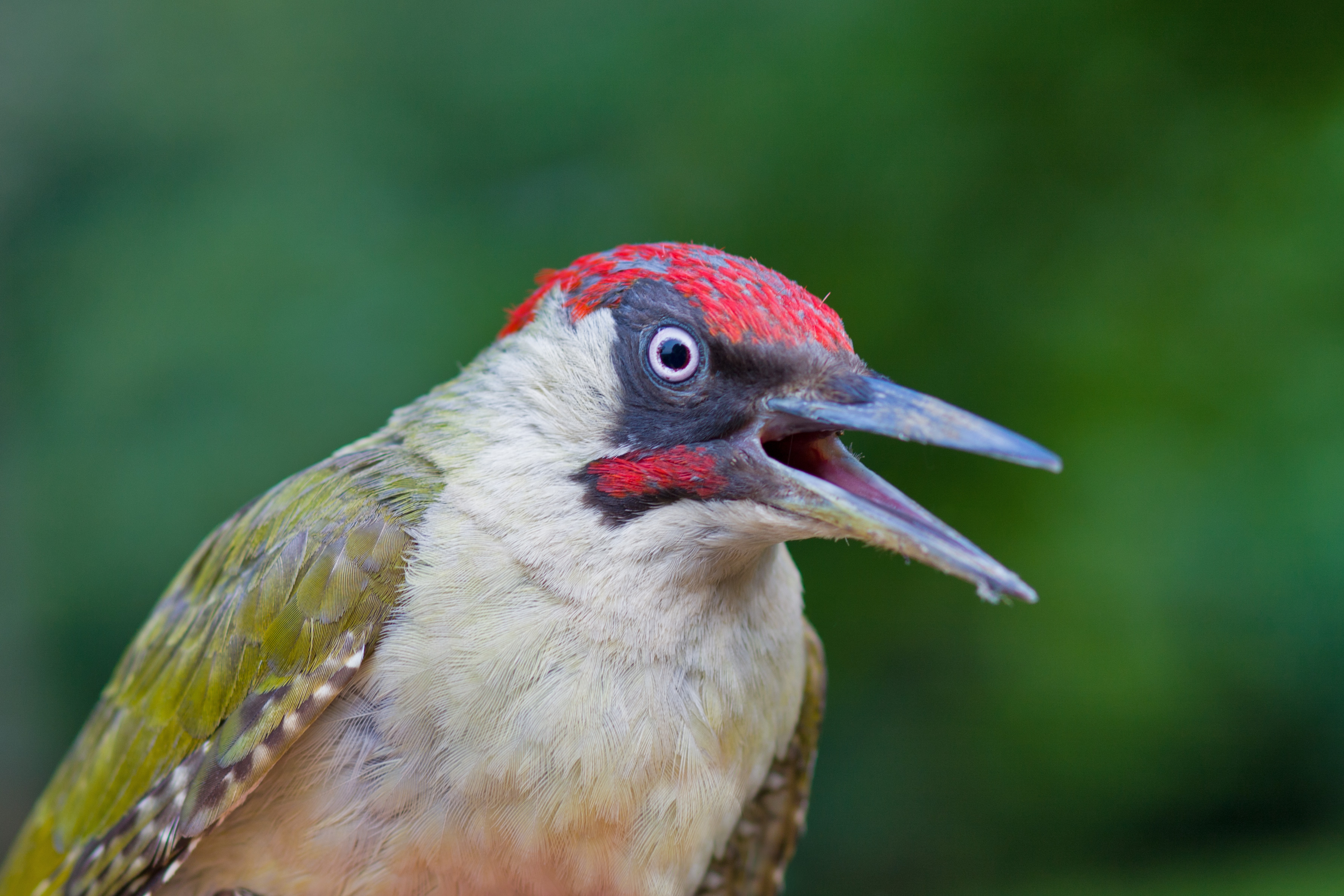
Grünspecht
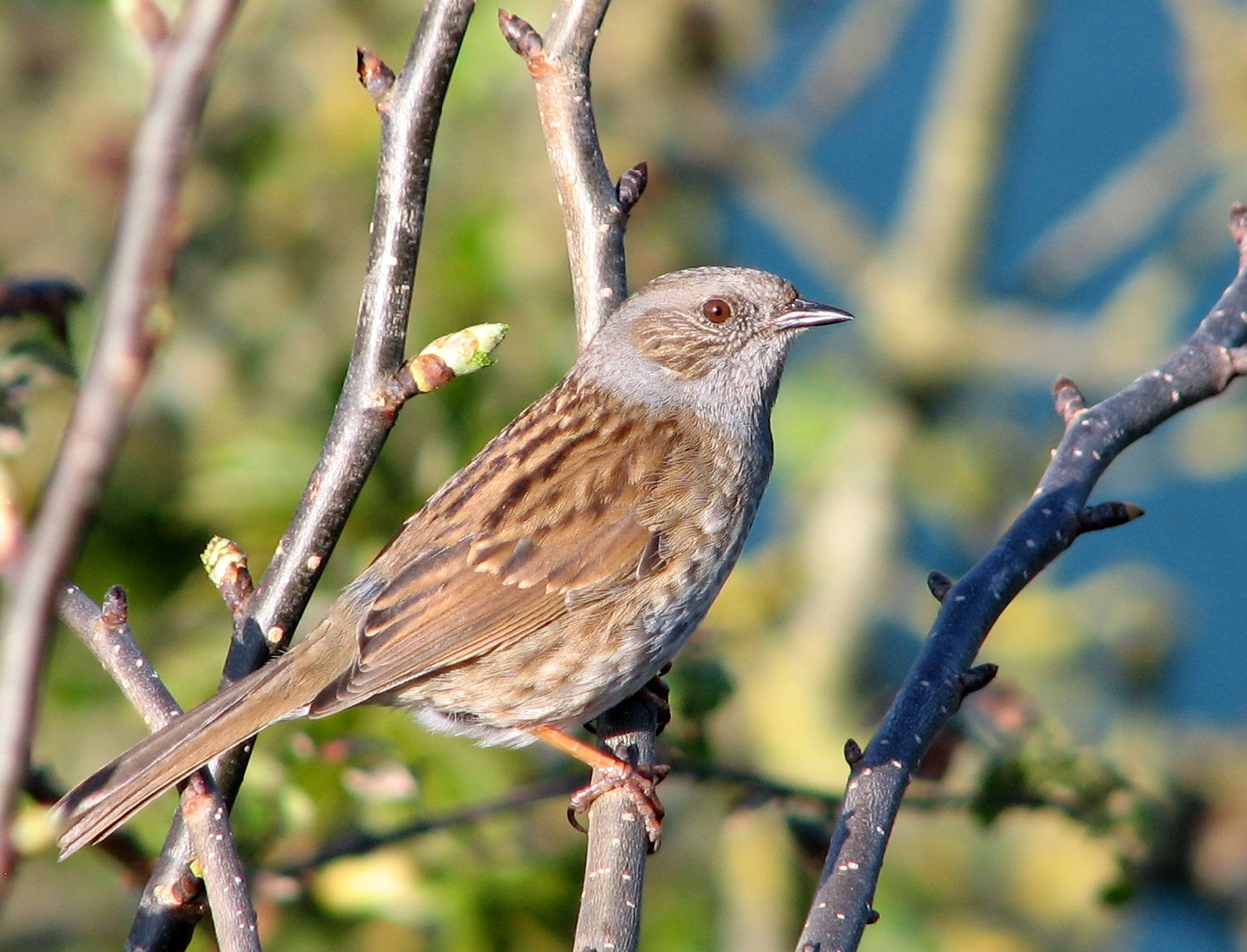
Heckenbraunelle
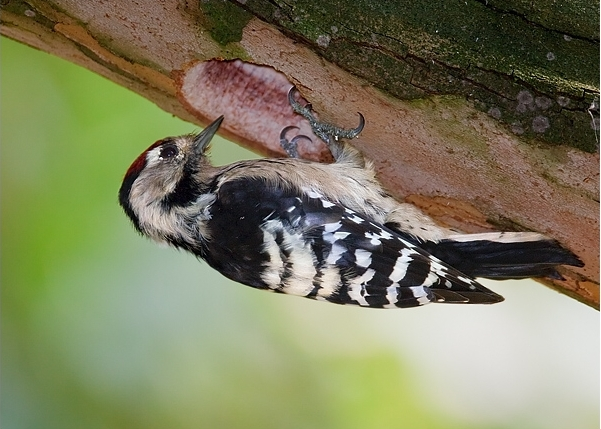
Kleinspecht
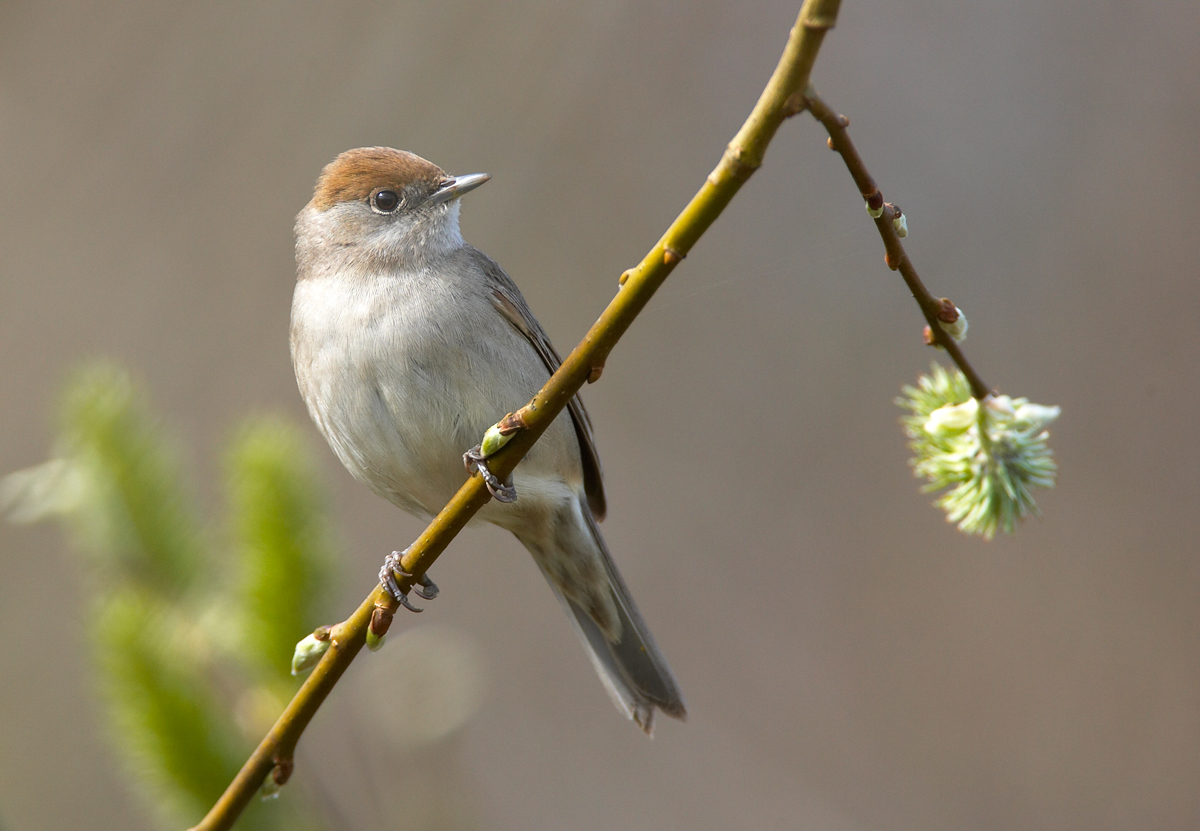
Mönchsgrasmücke
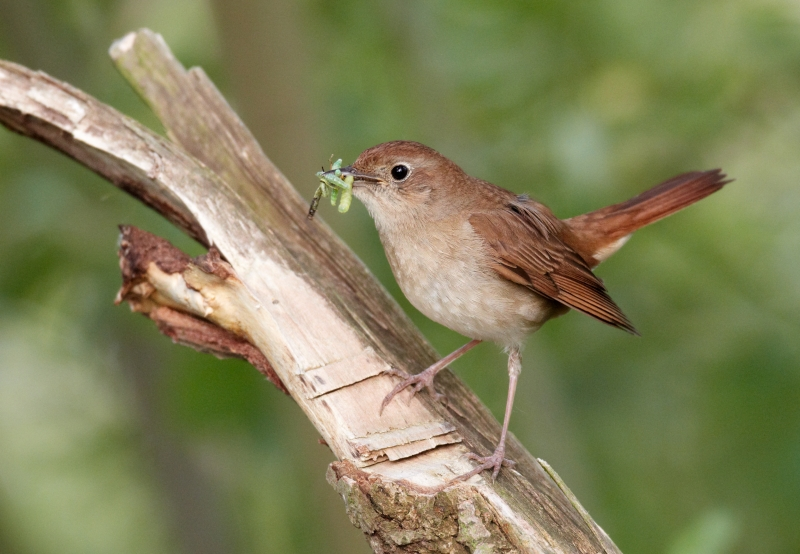
Nachtigall
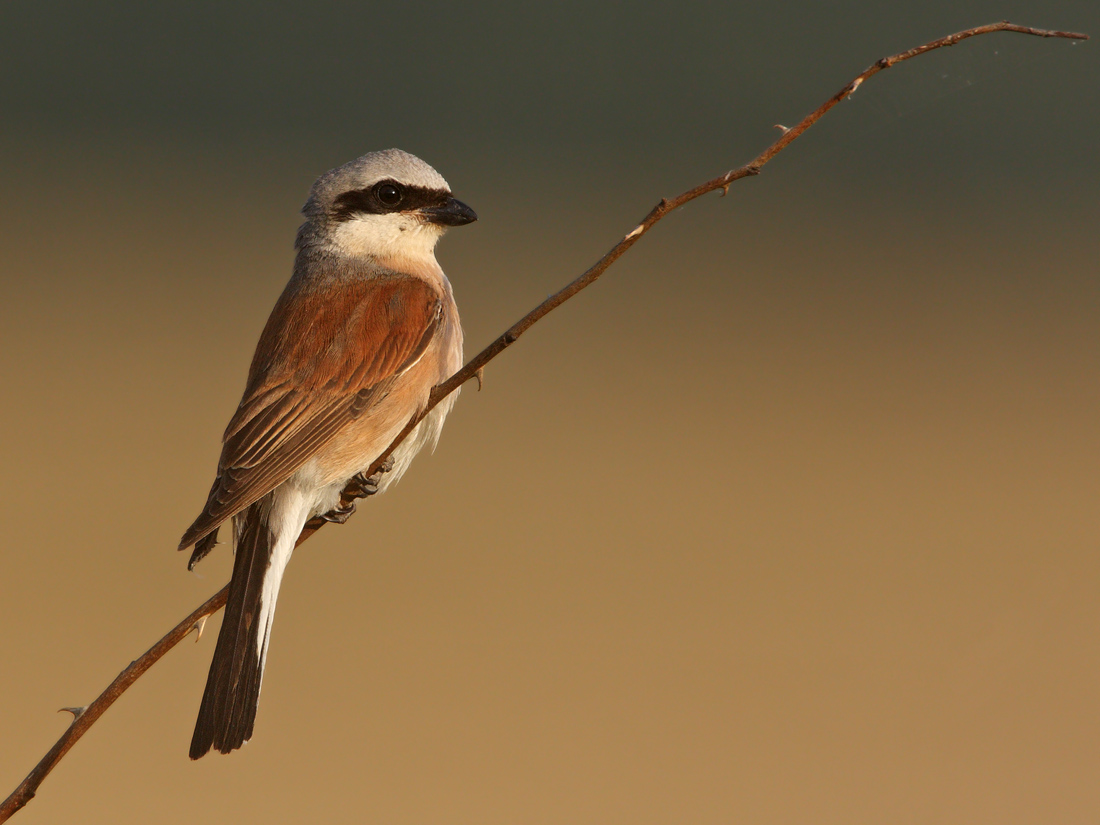
Neuntöter
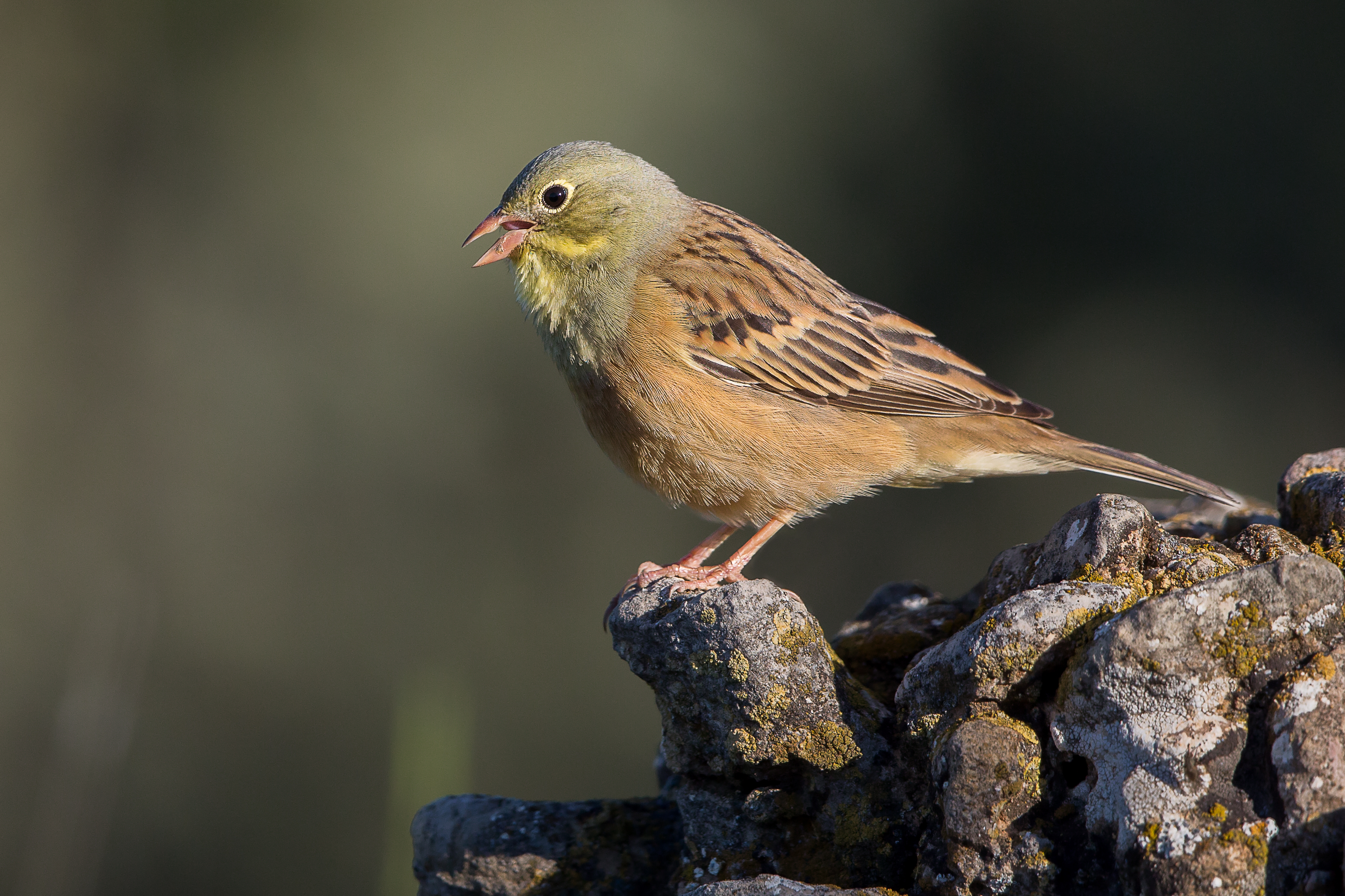
Ortolan
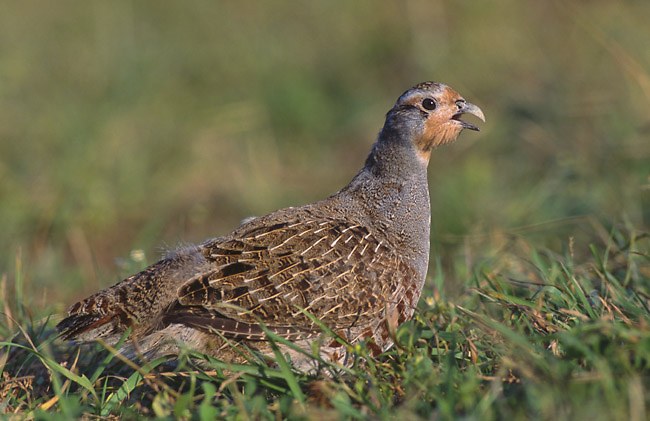
Rebhuhn
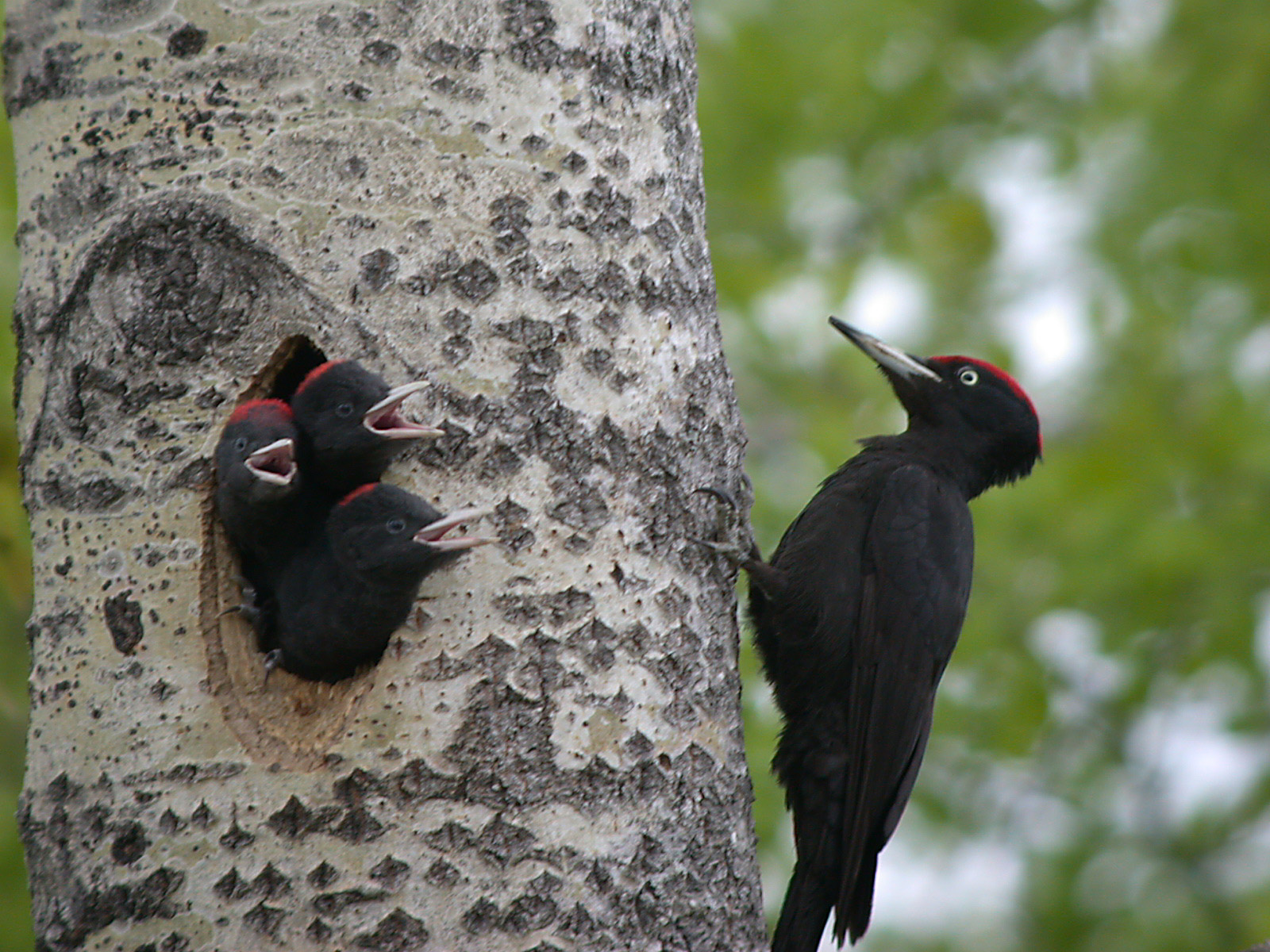
Schwarzspecht
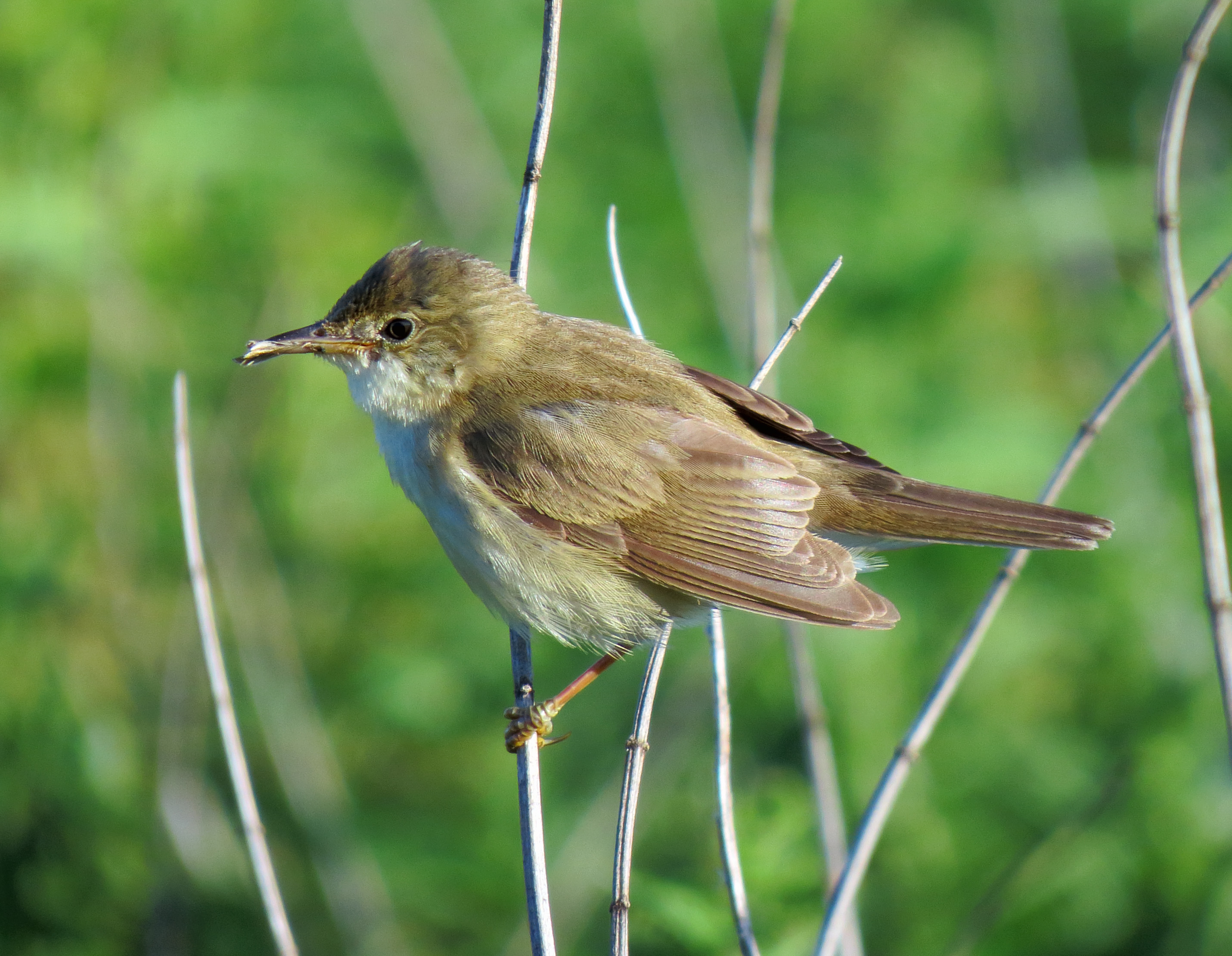
Sumpfrohrsänger
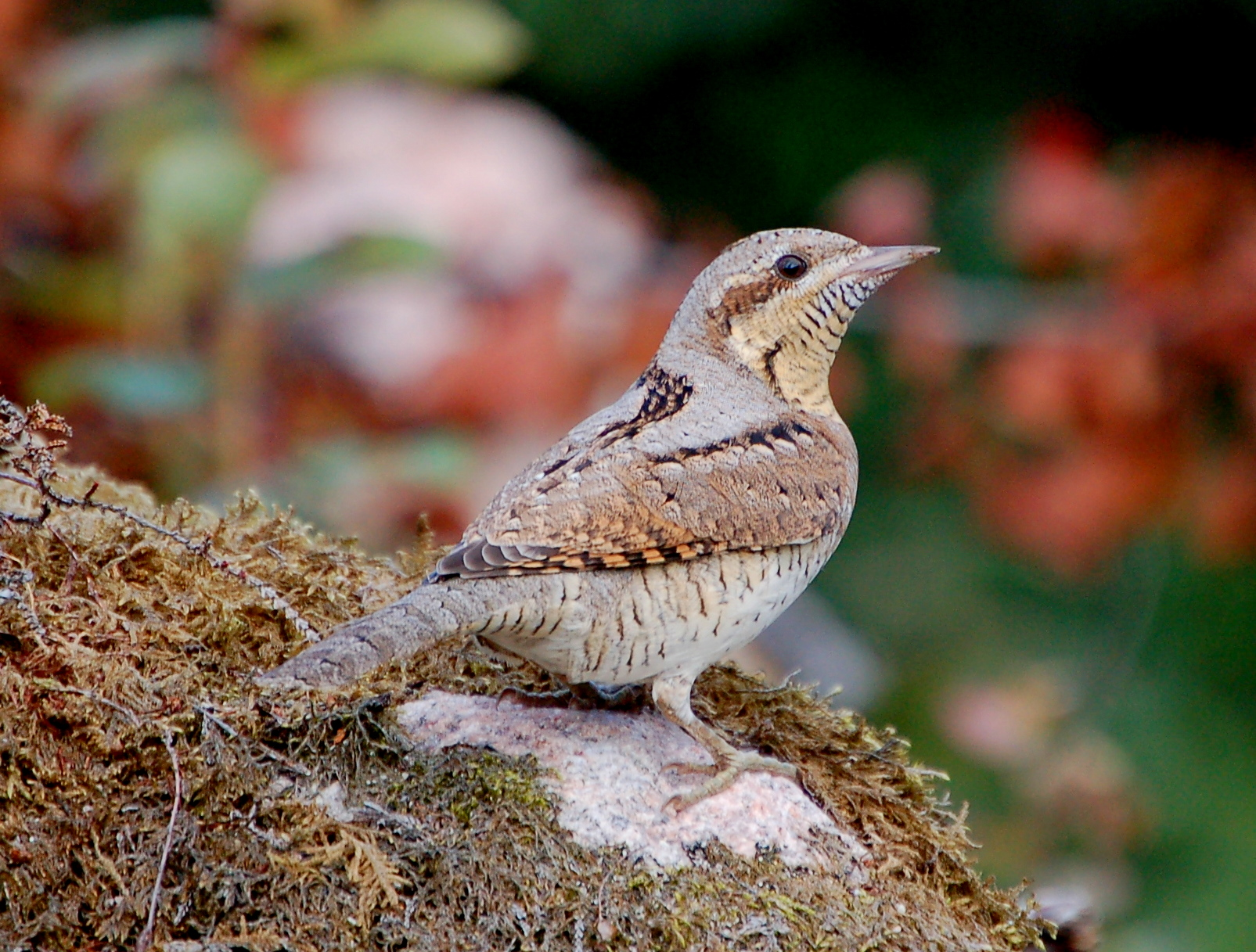
Wendehals
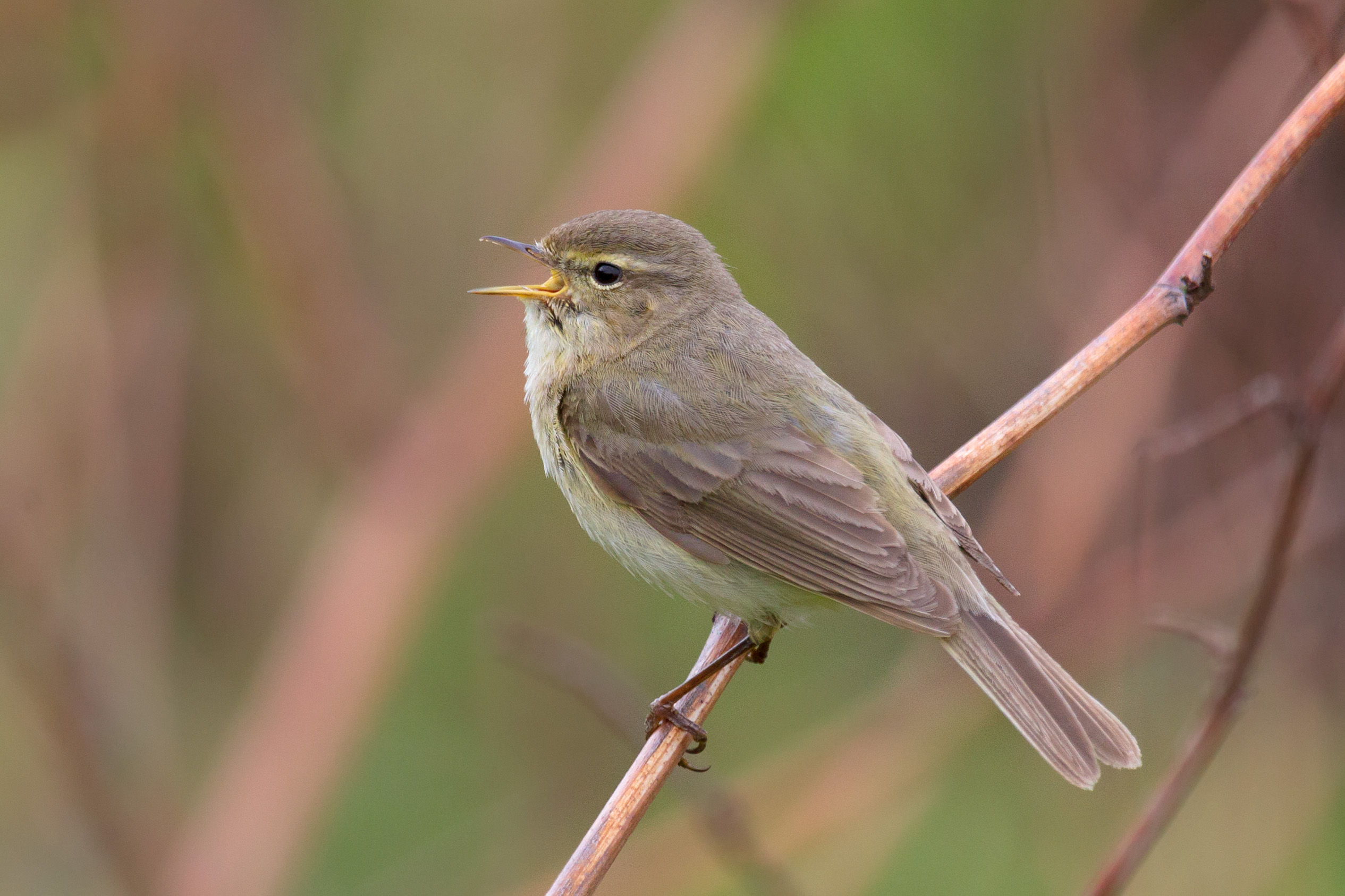
Zilpzalp

## Zusammenhang mit anderen Schutzgebieten
Mit dem Naturschutzgebiet Gailinger Berg-Bölderen ist das FFH-Gebiet „Gottmadinger Eck“ (DE-8218-342) als zusammenhängendes Schutzgebiet ausgewiesen. (Stand: April 2017)